# Acanthoideae
Acanthoideae Eaton, 1836 è una sottofamiglia di piante angiosperme appartenenti alla famiglia Acanthaceae.

## Etimologia
Il nome della sottofamiglia deriva dal suo genere tipo Acanthus L., 1753 il cui nome a sua volta proviene dalla parola greca "akanthos" (= spina) e fa riferimento alle molte piante spinose di questo genere.
Il nome scientifico della sottofamiglia è stato definito dal botanico ed educatore statunitense Amos Eaton (17 maggio 1776 – 10 maggio 1842) nella pubblicazione "Botanical Dictionary, ed. 4" del 1836.

## Descrizione

### Portamento
Il portamento delle specie di questa sottofamiglia è erbaceo o arbustivo o piccolo-arboreo (fino a 20 metri nelle Trichantherinae - tribù Ruellieae); alcune specie sono sempreverdi. I fusti sono cilindrici, eretti o decombenti, a volte sublegnosi. Spesso queste piante sono spinose. Sono presenti specie a portamento decombente con radici tuberose oppure acquatiche. Alcuni fusti hanno una sezione subquadrangolare (o anche esagonale) a causa della presenza di fasci di collenchima posti nei quattro vertici; altrimenti sono più o meno cilindrici. Inoltre nelle varie parti vegetative sono presenti dei glicosidi fenolici spesso in composti iridoidi, alcaloidi e diterpenoidi. I cistoliti sono presenti (sono assenti solamente nella tribù Acantheae).

### Foglie

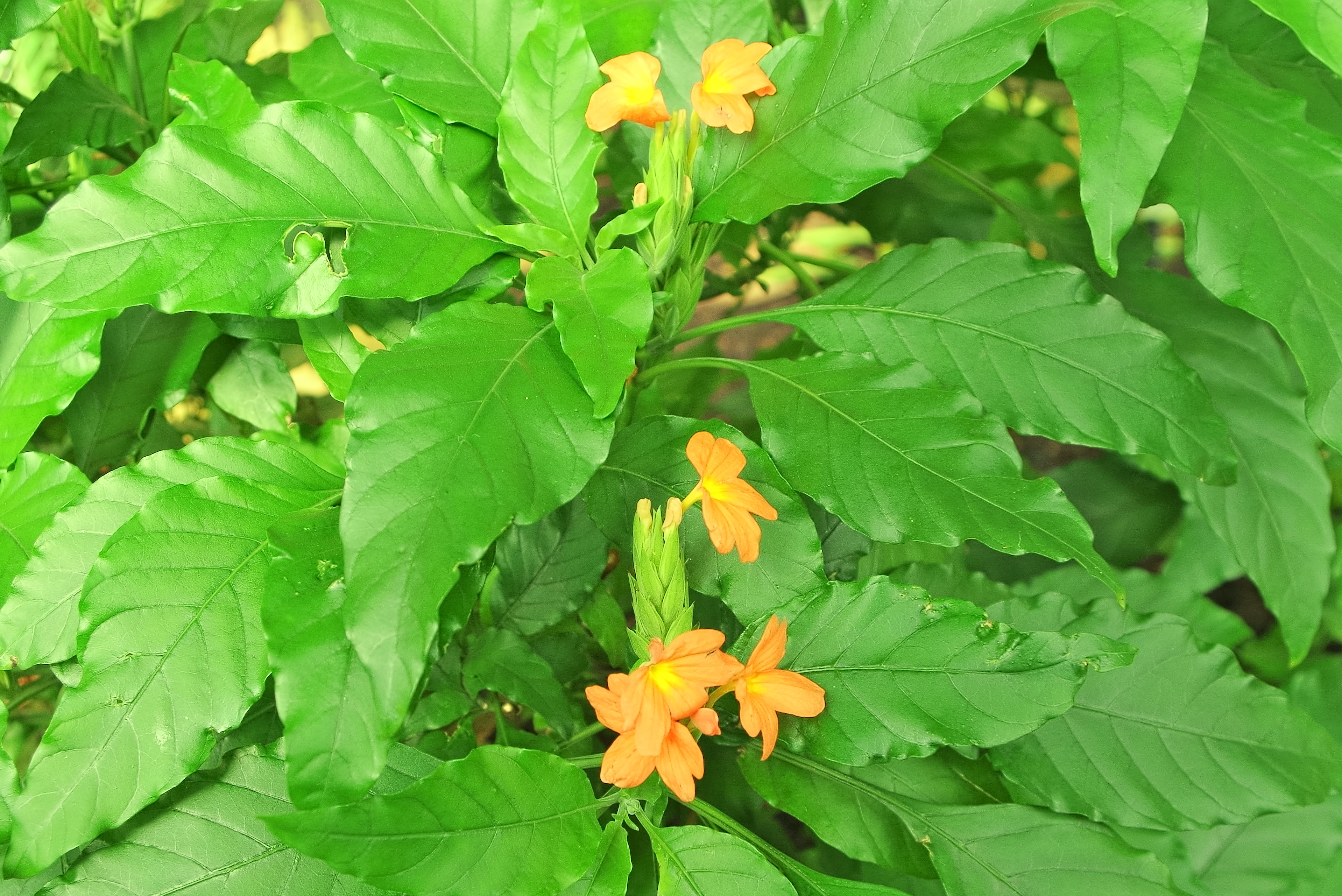
Le foglie
Crossandra massaica

Le foglie lungo il caule sono picciolate o sessili (o eventualmente subsessili), opposte e senza stipole; sono alternate in alcuni casi. La lamina è pennatolobata, pennatopartita o pennatofida; oppure è intera con forme ovali-lanceolate e bordi dentati (o ondulati). Il fogliame è ampio e lucido; in alcune specie il fogliame è molto vistoso per il colore verde vivo con macchie gialle o bianche lungo le nervature. La pagina inferiore a volte è rossastra. Le foglie basali, se sono presenti, sono coriacee ed hanno la lamina intera con bordi dentati (a volte spinosi). In alcune specie l'habitus delle foglie è anisofillo. La venatura in genere è pennata.

### Infiorescenze

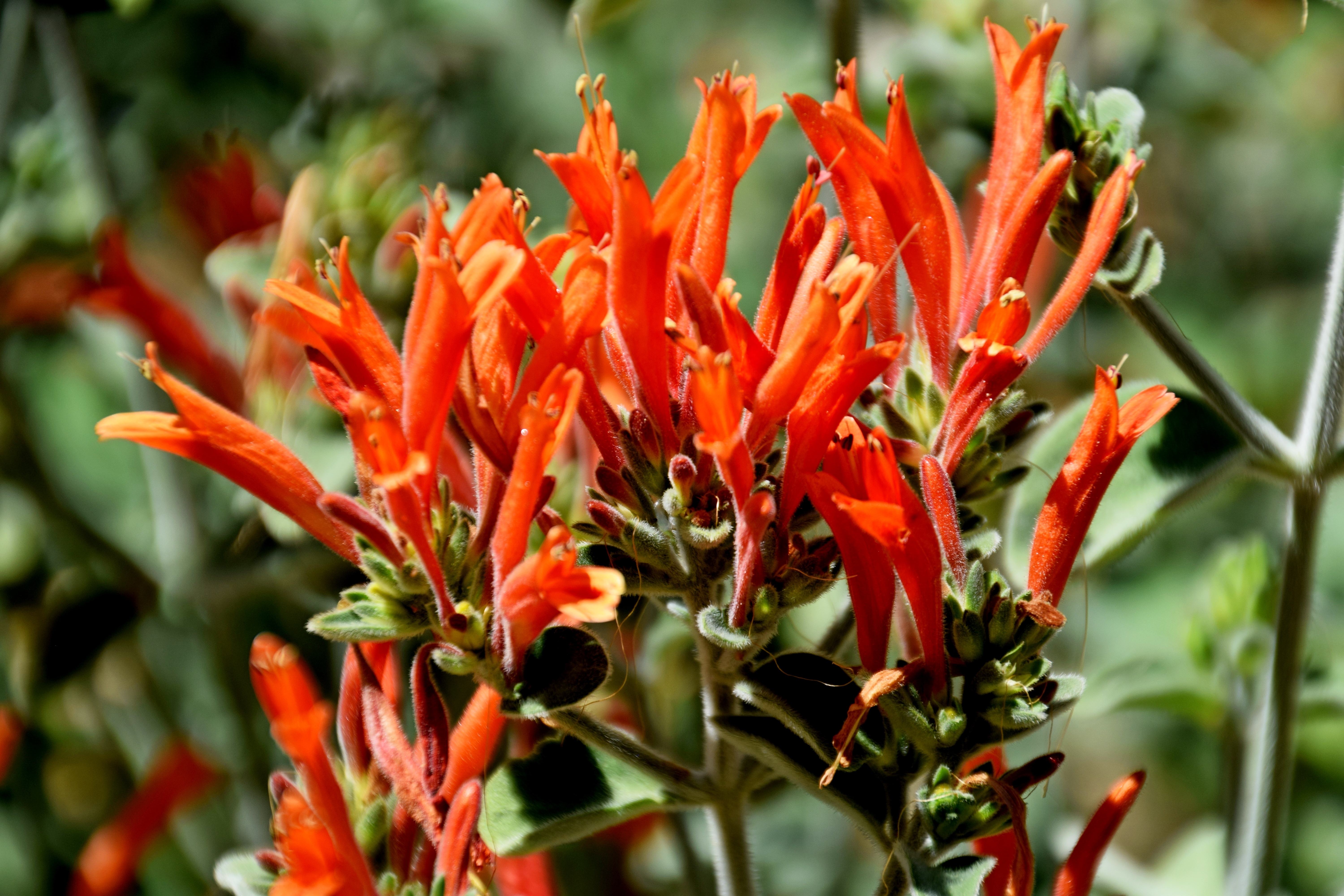
Infiorescenza
Dicliptera squarrosa

Le infiorescenze sono dei racemi o delle spighe cilindriche, tetrangolari o scapiformi, spesso con brattee ascellanti grandi e colorate, embricate e accrescenti, con forme ovate a più punte (in alcuni casi le punte sono spinose) e diversi colori. Le infiorescenze possono essere sia terminali che ascellari. I fiori, anche solitari, in genere sono grandi e sessili disposti alle ascelle delle brattee. Possono essere presenti (oppure no) 2 bratteole.

### Fiori

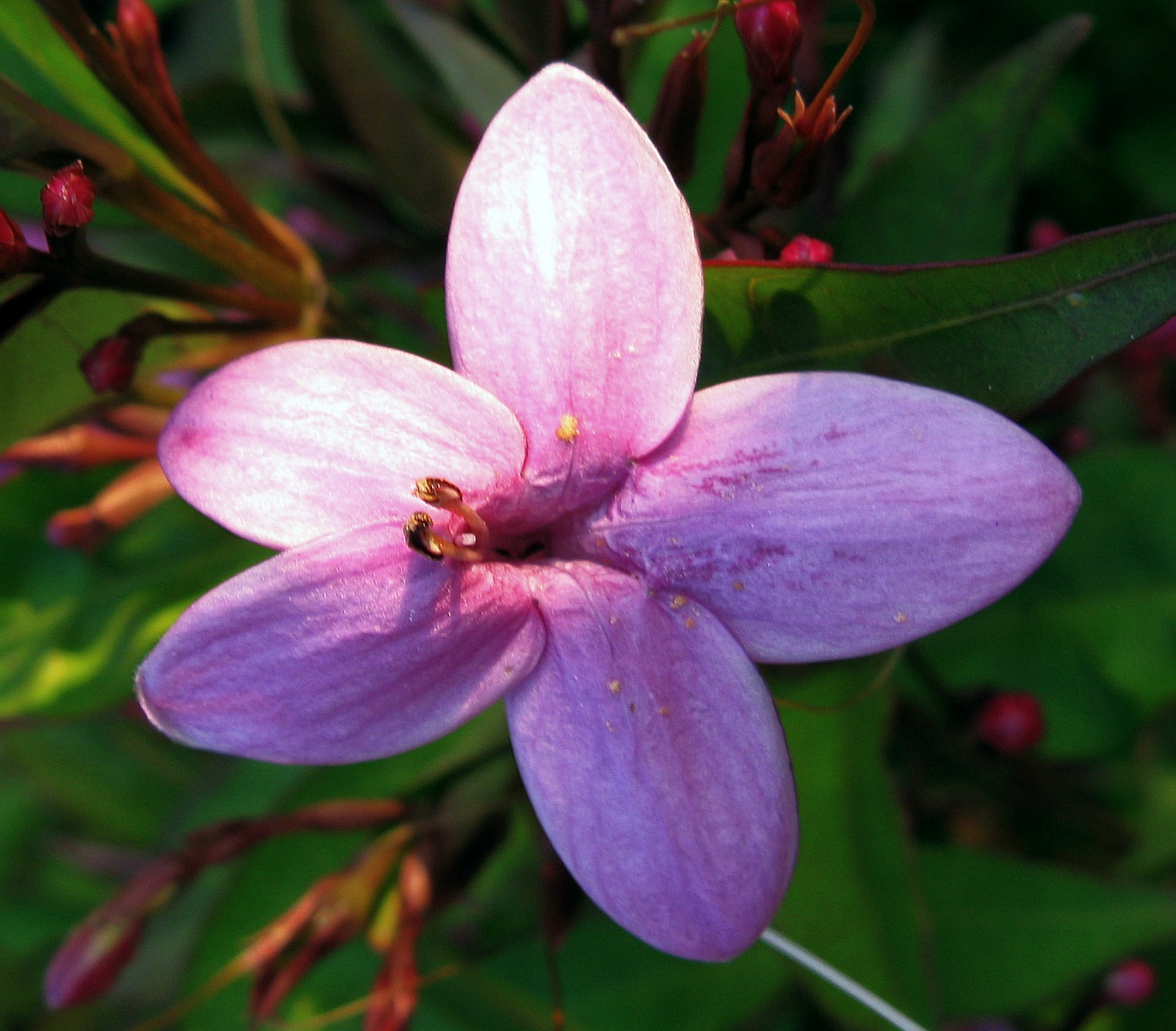
I fiori
Pseuderanthemum laxiflorum

I fiori sono ermafroditi e zigomorfi; sono inoltre tetraciclici (ossia formati da 4 verticilli: calice– corolla – androceo – gineceo) e pentameri (i verticilli del perianzio hanno più o meno 5 elementi ognuno).
- Formula fiorale:[10]

X, K (5), [C (2+3), A 2+2 o 2] G (2/supero), capsula
- Il calice è formato da sepali quasi liberi formanti o 5 stretti lobi uguali o subuguali (calice attinomorfo), oppure due labbra interamente divise con forme spatolate. Il calice quindi, in questo caso, si presenta quadripartito con i lobi posteriori e anteriori più grandi di quelli laterali (calice zigomorfo). I lobi possono essere ricoperti da tricomi ghiandolari.
- La corolla (gamopetala) è più o meno bilabiata (corolla zigomorfa) con un corto tubo chiuso da setole, oppure il tubo è ricurvo e allargato alle fauci. La gola può essere imbutiforme o gonfiata (gibbosa) fin dalla base. Il labbro superiore può essere assente o ridotto (fiori monopetali[6]); quello inferiore è molto grande e trilobo, spesso è piatto e patente. Nelle corolle normalmente bilabiate il labbro inferiore ha tre lobi, quello superiore ha due lobi oppure è intero. I lobi sono patenti con forme ovali o orbicolari. In alcune specie si ha una particolare disposizione dei petali, definita "quinconciale"[14], due esterni, due interni e un quinto con un lato coperto dai due esterni e il lato opposto sovrapposto ai due interni. In altre specie la corolla è resupinata di 180° per torsione del tubo. Durante la gemmazione i lobi possono essere contorti a sinistra (lobi embricati). Il colore varia da rosa, porpora, giallo, aranci, rosso a bianco.
- L'androceo è composto da 2 - 4 - 5 stami (raramente 3 o 6), uno (o due o tre) dei quali è per lo più sterile e ridotto ad uno staminoide poco visibile; se sono quattro sono didinami. In genere i filamenti, di costituzione robusta, pubescenti o glabri, sono adnati alle pareti interne della corolla e opposti ai petali. Le antere sono uniloculari oppure sono biloculari. Le teche sono parallele (o divaricate), uguali o subuguali a volte minutamente mucronate alla base; le forme sono lineari-oblunghe con fitti peli a spazzola e prive di appendici basali. Il disco nettarifero normalmente è presente, ipogino e piccolo. Il polline è 3-colpato oppure 3-colpoporato con l'esina ornata e ispessita che circonda le aperture oppure ha delle forme ellissoidi di tipo da triporato a tricolpoporato con 12 strutture pseudocolpate.[2]
- Il gineceo è formato da un ovario supero bicarpellare (a due carpelli connati - ovario sincarpico) e quindi biloculare. La placentazione in generale è assile. Ogni loggia può contenere da 2 a 10 ovuli. Gli ovuli possono essere anatropi o campilotropi con un solo tegumento e sono inoltre tenuinucellati (con la nocella, stadio primordiale dell'ovulo, ridotta a poche cellule).[14] Lo stilo è uno con un solo stigma intero o bifido, a 2 lobi uguali o il più delle volte disuguali (quello superiore è molto corto o ridotto).

### Frutti
I frutti sono delle capsule bilobe, da oblunghe a ellissoidi con delle valve che si aprono elasticamente (deiscenza loculicida a esplosione). La superficie può essere tomentosa, liscia, glabra o semplicemente pubescente. I semi sono molti (fino a 20) e non sono alati, sono appiattiti e con il funicolo persistente (il retinacolo è uncinato), sono inoltre privi di tricomi igroscopici. L'endosperma è scarso o assente.

## Biologia
Le specie di questo raggruppamento si riproducono per impollinazione tramite insetti quali api, vespe, falene e farfalle (impollinazione entomogama), ma anche tramite uccelli quali colibrì (impollinazione ornitogama).. L'articolazione dei lobi della corolla di alcune specie consente un movimento rotatorio che porta gli stami a contatto con i visitatori floreali (insetti pronubi).
La dispersione dei semi avviene inizialmente a causa del vento (dispersione anemocora); una volta caduti a terra sono dispersi soprattutto da insetti tipo formiche (mirmecoria). Sono possibili anche dispersioni tramite animali (disseminazione zoocora).

## Distribuzione e habitat
Questa sottofamiglia ha una distribuzione cosmopolita con habitat da tropicali a temperati (vedi il dettaglio più avanti).

## Tassonomia
La famiglia Acanthaceae comprende 208 generi con oltre 4.500 specie.La famiglia è suddivisa in 4 sottofamiglie; la sottofamiglia Acanthoideae caratterizzata soprattutto dalla presenza di cistoliti nelle foglie (a parte la tribù Acantheae) e dalla presenza del retinacolo nei frutti.

### Composizione della sottofamiglia
La sottofamiglia si compone di 10 tribù, 19 sottotribù, circa 190 generi e circa 3.500 specie:
- Tribù Acantheae Dumort.
  - Sottotribù Acanthinae Nees
    - Acanthopsis Harv. (20 spp.)
    - Acanthus  L. (30 spp.)
    - Blepharis Juss. (128 spp.)
    - Crossandra  Salisb. (54 spp.)
    - Crossandrella C.B.Clarke (3 spp.)
    - Cynarospermum Vollesen (1 sp.)
    - Sclerochiton Harv. (18 sp.)
    - Streptosiphon Mildbr. (1 spp.)

  - Sottotribù Aphelandrinae Bremek.
    - Aphelandra  R.Br. (209 spp.)
    - Cyphacanthus Leonard (1 spp.)
    - Holographis  Nees (18 spp.)
    - Neriacanthus Benth. (1 spp.)
    - Salpixantha Hook. (1 spp.)
    - Stenandriopsis S.Moore (20 spp.)
    - Stenandrium Nees (50 spp.)

- Tribù Physacantheae E.Tripp & I.Darbysh.
  - Physacanthus Benth. (3 spp.)

- Tribù Neuracantheae Reveal
  - Neuracanthus Nees (32 spp.)

- Tribù Barlerieae Nees
  - Barleria L. (307 spp.)
  - Barleriola Oerst. (4 spp.)
  - Borneacanthus Bremek. (6 spp.)
  - Boutonia DC. (1 sp.)
  - Chroesthes Benoist (4 spp.)
  - Crabbea Harv. (13 spp.)
  - Hulemacanthus S.Moore (2 spp.)
  - Lasiocladus Bojer ex Nees (4 spp.)
  - Lepidagathis Willd. (156 spp.)
  - Pericalypta Benoist (1 sp.)
  - Podorungia Baill. (5 spp.)
  - Pseudodicliptera Benoist (4 spp.)
  - Schaueriopsis Champl. & I.Darbysh. (1 sp.)

- Tribù Andrographideae Endl.
  - Andrographis Wall. ex Nees (27 spp.)
  - Graphandra J.B.Imlay (1 sp.)
  - Gymnostachyum Nees (52 spp.)
  - Haplanthodes Kuntze (4 spp.)
  - Haplanthus Nees (4 spp.)
  - Phlogacanthus Nees (42 spp.)
  - Sphinctacanthus Benth. (2 spp.)

- Tribù Whitfieldieae Bremek. ex Reveal
  - Sottotribù Lankesteriinae I.Darbysh. & E.Tripp
    - Lankesteria Lindl. (7 spp.)

  - Sottotribù Whitfieldiinae I.Darbysh. & E.Tripp
    - Camarotea Scott Elliot (1 sp.)
    - Chlamydacanthus Lindau (3 spp.)
    - Forcipella Baill. (6 spp.)
    - Leandriella Benoist (2 spp.)
    - Vindasia Benoist (1 sp.)
    - Whitfieldia Hook. (13 spp.)
    - Zygoruellia Baill. (1 sp.)

- Tribù Ruellieae Dumort.
  - Sottotribù Erantheminae Nees
    - Brunoniella Bremek. (6 spp.)
    - Eranthemum L. (23 spp.)
    - Kosmosiphon Lindau (1 sp.)
    - Leptosiphonium F.Muell. (10 spp.)
    - Pararuellia Bremek. & Nann.-Bremek. (11 spp.)

  - Sottotribù Dinteracanthinae E.Tripp & I.Darbysh.
    - Dinteracanthus Schinz (5 spp.)

  - Sottotribù Ruelliinae Nees
    - Acanthopale C.B.Clarke (12 spp.)
    - Calacanthus T.Anders. ex Benth. (1 sp.)
    - Dischistocalyx T.Anderson ex Benth. (12 spp.)
    - Ruellia L. (380 spp.)
    - Satanocrater Schweinf. (4 spp.)

  - Sottotribù Trichantherinae Benth. & Hook.f.
    - Bravaisia DC. (3 spp.)
    - Louteridium S.Watson (11 spp.)
    - Sanchezia Ruiz & Pav. (45 spp.)
    - Suessenguthia Merxm. (8 spp.)
    - Trichanthera Kunth (2 spp.)
    - Trichosanchezia Mildbr. (1 spp.)

  - Sottotribù Strobilanthinae T.Anderson
    - Strobilanthes Blume (466 spp.)

  - Sottotribù Hygrophilinae Nees
    - Brillantaisia P.Beauv. (14 spp.)
    - Hygrophila R.Br. (77 spp.)

  - Sottotribù Petalidiinae Benth. & Hook.f.
    - Duosperma Dayton (26 spp.)
    - Dyschoriste Nees (99 spp.)
    - Echinacanthus Nees (4 spp.)
    - Petalidium Nees (46 spp.)
    - Ruelliopsis C.B.Clarke (1 sp.)
    - Strobilanthopsis S.Moore (1 sp.)

  - Sottotribù Mcdadeinae E.Tripp & I.Darbysh.
    - Mcdadea E.Tripp & I.Darbysh. (1 sp.)

  - Sottotribù Phaulopsidinae E.Tripp & I.Darbysh.
    - Phaulopsis Willd. (21 spp.)

  - Sottotribù Mimulopsidinae E.Tripp
    - Eremomastax Lindau (1 sp.)
    - Heteradelphia Lindau (2 spp.)
    - Mellera S.Moore (7 spp.)
    - Mimulopsis Schweinf. (20 spp.)

  - Ruellieae incertae sedis
    - Diceratotheca J.R.I.Wood & Scotland  (1 sp.)
    - Stenothyrsus C.B.Clarke (1 sp.)
    - Xylacanthus Aver. & K.S.Nguyen (1 spp.)

- Tribù Justicieae Dumort.
  - Sottotribù Graptophyllinae T.Anderson, 2021
    - Afrofittonia Lindau, 1913 (1 sp.)
    - Asystasia Blume, 1826 (60 spp.)
    - Ballochia Balf.f., 1883 (3 spp.)
    - Chamaeranthemum Nees, 1836 (4 spp.)
    - Chileranthemum Oerst., 1855 (3 spp.)
    - Codonacanthus Nees, 1847 (3 spp.)
    - Cosmianthemum Bremek., 1960 (14 spp.)
    - Filetia Miq., 1858 (9 spp.)
    - Glossochilus Nees, 1847 (1 spp.)
    - Graptophyllum Nees, 1832 (15 spp.)
    - Herpetacanthus Nees, 1847 (21 spp.)
    - Isotheca Turrill, 1922 (1 sp.)
    - Linariantha B.L.Burtt & R.M.Sm., 1965 (1 sp.)
    - Mackaya Harv., 1859 (5 spp.)
    - Odontonema Nees, 1842 (32 spp.)
    - Oplonia Raf., 1838 (21 spp.)
    - Phialacanthus Benth., 1876 (5 spp.)
    - Pranceacanthus Wassh., 1984 (1 spp.)
    - Pseuderanthemum Radlk., 1883 (133 spp.)
    - Psilanthele Lindau, 187 (1 sp.)
    - Pulchranthus V.M.Baum, Reveal & Nowicke, 1983 (4 spp.)
    - Ruspolia Lindau, 1895 (4 spp.)
    - Ruttya Harv., 1842 (6 spp.)
    - Sapphoa Urb., 1922 (2 spp.)
    - Spathacanthus Baill., 1891 (4 spp.)
    - Thysanostigma J.B.Imlay, 1939 (2 spp.)
    - Wuacanthus Y.F.Deng, N.H.Xia & H.Peng, 2016 (1 spp.)

  - Sottotribù Isoglossinae Lindau, 1895
    - Brachystephanus Nees, 1847 (21 spp.)
    - Celerina Benoist, 1964 (1 sp.)
    - Isoglossa Oerst., 1855 (80 spp.)
    - Melittacanthus S.Moore, 1906 (1 sp.)
    - Sebastiano-schaueria  (1 sp.)
    - Stenostephanus  (95 spp.)
    - Sphacanthus  (2 spp.)

  - Sottotribù Justiciinae Nees, 1832
    - Anisostachya Nees, 1847 (61 spp.)
    - Anisotes Nees, 1847 (29 spp.)
    - Ascotheca Heine, 1966 (1 sp.)
    - Cephalacanthus Lindau, 1905 (1 sp.)
    - Clistax Mart., 1829 (3 spp.)
    - Dasytropis Urb., 1924 (1 sp.)
    - Dianthera L., 1753 (41 spp.)
    - Dichazothece Lindau, 1898 (1 sp.)
    - Dicladanthera F. Muell., 1882 (2 spp.)
    - Dicliptera Juss., 1807 (225 spp.)
    - Harpochilus Nees, 1847 (3 spp.)
    - Hypoestes Sol. ex R.Br., 1810 (139 spp.)
    - Justicia L., 1753 (935 spp.)
    - Kenyacanthus I.Darbysh. & Kiel, 2019 (1 sp.)
    - Megaskepasma Lindau, 1897 (1 sp.)
    - Meiosperma Raf, 1838 (6 spp.)
    - Metarungia Baden, 1984 (1 sp.)
    - Nicoteba Lindau, 1893 (4 spp.)
    - Pogonospermum Hochst., 1844 (34 spp.)
    - Poikilacanthus Lindau, 1893 (13 spp.)
    - Psiloesthes Benoist, 1936 (1 sp.)
    - Rhaphidospora Nees, 1832 (8 spp.)
    - Rhinacanthus Nees, 1832 (26 spp.)
    - Rostellularia Rchb., 1837 (25 spp.)
    - Rungia Nees,1832  (87 spp.)
    - Symplectochilus Lindau, 1894 (2 spp.)
    - Tabascina Baill., 1891 (1 sp.)
    - Trichocalyx Balf.f., 1883 (2 spp.)
    - Vavara Benoist, 2021 (1 sp.)
    - Xerothamnella C.T.White, 1944 (2 spp.)

  - Sottotribù Monotheciinae Lindau, 1893
    - Ambongia Beniost, 1939 (1 sp.)
    - Calycacanthus K.Schum. (2 spp.)
    - Champluviera I.Darbysh., T.F.Daniel & Kiel, 2019 (2 spp.)
    - Cyclacanthus S. Moore, 1921 (2 spp.)
    - Jadunia Lindau, 1913 (2 spp.)
    - Marcania J.B. Imlay, 1939 (1 sp.)
    - Monothecium Hochst., 1843 (3 spp.)
    - Ptyssiglottis T.Anderson, 1860 (38 spp.)

  - Sottotribù Tetrameriinae T.F.Daniel, Kiel & McDade, 2021
    - Ancistranthus Lindau, 1900 (1 sp.)
    - Angkalanthus Balf.f., 1883 (1 sp.)
    - Anisacanthus Nees, 1842 (11 spp.)
    - Aphanosperma T.F.Daniel, 1988 (1 sp.)
    - Carlowrightia A.Gray, 1878 (21 spp.)
    - Cephalophis Vollesen, 2010 (1 sp.)
    - Chalarothyrsus Lindau, 1904 (1 sp.)
    - Chlamydocardia Lindau, 1894 (2 spp.)
    - Chorisochora Vollesen, 1994 (4 spp.)
    - Clinacanthus Nees, 1847 (3 spp.)
    - Ecbolium Kurz, 1871 (22 spp.)
    - Fittonia Coem., 1865 (2 spp.)
    - Gypsacanthus E.J.Lott, V.Jaram. & Rzed, 1986 (1 sp.)
    - Henrya Nees, 1846 (3 spp.)
    - Hoverdenia Nees, 1847 (1 sp.)
    - Kudoacanthus Hosok., 1933 (1 sp.)
    - Leptostachya Nees, 1832 (1 sp.)
    - Megalochlamys Lindau, 1899 (10 spp.)
    - Mexacanthus T.F.Daniel, 1981 (1 sp.)
    - Mirandea Rzed., 1959 (6 spp.)
    - Pachystachys Nees, 1847 (18 spp.)
    - Populina Baill., 1891 (2 spp.)
    - Schaueria Nees, 1839 (15 spp.)
    - Tetramerium Nees, 1846 (31 spp.)
    - Thyrsacanthus Moric., 1847 (7 spp.)
    - Trichaulax Vollesen, 1992 (1 sp.)
    - Yeatesia Small, 1896 (3 spp.)

  - Justicieae incertae sedis
    - Dolichostachys Benois, 2021 (1 sp.)
    - Ichthyostoma Hedrén & Vollesen, 1997 (1 sp.)
    - Samuelssonia Urb. & Ekman, 1929 (1 sp.)
    - Streblacanthus Kuntze, 1891 (3 spp.)
    - Tessmanniacanthus Mildbr., 1926 (1 sp.)

### Generi spontanei della flora italiana
Nella flora spontanea italiana per questa sottofamiglia sono presenti le seguenti specie:
- Tribù Acantheae:
  - Acanthus mollis L. - Acanto comune:  queste piante arrivano ad una altezza di 5 - 12 dm; il ciclo biologico è perenne; la forma biologica è emicriptofita scaposa (H scap); il tipo corologico è Steno-Mediterraneo - Occidentale; l'habitat tipico sono gli incolti aridi e i cespuglietti; la distribuzione sul territorio italiano è soprattutto relativa al Centro e al Sud fino ad una altitudine di 700 m s.l.m. (questa specie è considerata esotica naturalizzata).
  - Acanthus spinosus L. - Acanto spinoso:  queste piante arrivano ad una altezza di 4 - 10 dm; il ciclo biologico è perenne; la forma biologica è emicriptofita scaposa (H scap); il tipo corologico è Steno-Mediterraneo - Orientale; l'habitat tipico sono le boscaglie, gli incolti e le siepi; la distribuzione sul territorio italiano è soprattutto relativa al Sud fino ad una altitudine di 400 m s.l.m. (questa specie è considerata esotica naturalizzata).

Le due specie sopra descritte si differenziano per la presenza di foglie basali spinose in A. spinosus (in A. mollis le foglie basali sono prive di spine).
- Tribù Justicieae:
  - Justicia adhantoda L. - Carmantina arborea: è una pianta originaria dell'Asia tropicale coltivata per ornamento e naturalizzata in Sicilia.

### Filogenesi

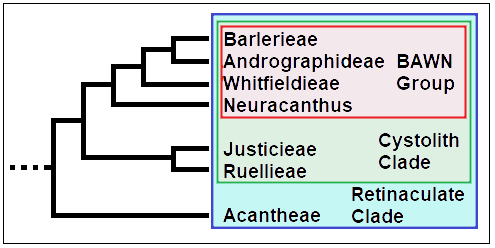
Cladogramma della sottofamiglia

La sottofamiglia, da un punto di vista filogenetico, è caratterizzata da due cladi fondamentali nidificati (Retinaculate Clade e Cystolith Clade). La struttura filogenetica per ogni tribù in dettaglio è la seguente (dai gruppi più nidificati a quelli basali):
- Andrographideae: la tribù è divisa in due cladi. La tribù è tutti i membri di questo gruppo sono monofiletici. La monofilia è confermata, oltre che dalle analisi dei dati molecolari del DNA, anche dalla particolare struttura del polline: con tre aperture composte associate ad aree di esina altamente ornata e ispessita al margine delle aperture composte o coprendo uniformemente l'apertura composta.[23]
- Barlerieae: la monofilia di questo gruppo è documentata dalle analisi di tipo filogenetico dei nuclei del DNA, ma anche dai dati morfologici. La tribù può essere suddivisa in due cladi: (1) Barleria clade relativo soprattutto ai generi del Vecchio Mondo e (2) un secondo clade Lepidagathis clade. Sinapomorfie per le Barlerieae sono: una precoce estivazione (prefogliazione), una particolare disposizione dei petali pentameri embricati ("quinconciale") e un particolare tipo di polline.[24]

Le due tribù Andrographideae e Barlerieae formano un "gruppo fratello".
- Whitfieldieae: per questo gruppo sono proposte le seguenti sinapomorfie:[25]
  - le ghiandole biancastre su alcune parti delle piante;
  - gli anelli concentrici di creste sui semi;
  - le aree circolari densamente granulate che circondano i pori dei granuli di polline.

Whitfieldieae è "gruppo fratello" con il gruppo Andrographideae+Barlerieae.
- Neuracanthus Nees, 1832: questo genere con 20 specie distribuite nelle zone tropicali dell'Africa e dalla penisola Araba all'India appartiene senz'altro alla sottofamiglia Acanthoideae, ma non ha ancora una posizione certa nella filogenetica delle Acanthoideae. La sua posizione come "gruppo fratello" del gruppo Barlerieae-Andrographideae-Whitfieldieae è debolmente supportata. Caratteristiche di queste piante sono (è una sinapomorfia per il genere) i sepali uniti in un modello 3 + 2.[26]

Le tre tribù appena elencate insieme al genere Neuracanthus formano un gruppo ben definito (anche se attualmente poco studiato) chiamato "BAWN". Carartteristica per questo gruppo sono i tricomi igroscopici sui semi (una possibile sinapormofia per questo gruppo).
- Justicieae: alle analisi filogenetiche questa tribù si presenta decisamente monofiletica, come monofiletici e ben sostenuti sono i suoi 5 cladi interni (New World justicioids, Diclipterinae, Tetramerium lineage e Pseuderanthemum lineage). Il gruppo Old World justicioids risulta parafiletico. Una possibile sinapomorfia per la tribù è la morfologia del polline tricolpoporato/esapseudocolpato. Un'altra potrebbero essere le antere monoloculari.
- Ruellieae: la monofilia della tribù è fortemente sostenuta e dalle analisi dei dati molecolari risulta che è formata da 7 cladi-sottotribù. I seguenti caratteri sono considerati sinapomorfie per la tribù:[27]
  - la gemmazione sinistrosa della corolla;
  - i tricomi igroscopici mucillaginosi che coprono le superfici dei semi;
  - i lobi dello stigma diseguali;
  - fusione dei Glossario botanico#filamenti delle antere.

Le due tribù Justicieae e Ruellieae formano un "gruppo fratello" e sono "basali" rispetto al gruppo "BAWN". Tutti insieme formano il Cystolith Clade (le cellule dell'epidermide delle foglie presentano degli ammassi di calcare).
- Acantheae: la tribù è monofiletica ed è suddivisa in due grandi cadi: (1) il "clade con la corolla a un labbro" relativo al Vecchio Mondo e (2) il "clade con la corolla a due labbra" relativo al Nuovo Mondo. Una sinapomorfia per questa tribù potrebbero essere le antere monoloculari.

La tribù Acantheae, in posizione "basale", è "gruppo fratello" al resto della sottofamiglia. Tutte le tribù della sottofamiglia formano il "Retinaculate Clade" (i frutti hanno un funicolo persistente o retinacolo più o meno uncinato).
All'interno delle Acanthaceae il gruppo Acanthoideae rappresentano decisamente il "core" della famiglia e sono "gruppo fratello" del gruppo Avicennioideae+Thunbergioideae, lasciando la sottofamiglia Nelsonioideae in posizione basale.
L'età della sottofamiglia (quando si è separata dal resto della famiglia) può essere compresa circa tra 80 - 70 milioni di anni fa.
Il cladogramma a lato tratto dallo studio citato e semplificato, mostra l'attuale conoscenza filogenetica di questo raggruppamento.

### Alcune specie
Tribù Acantheae

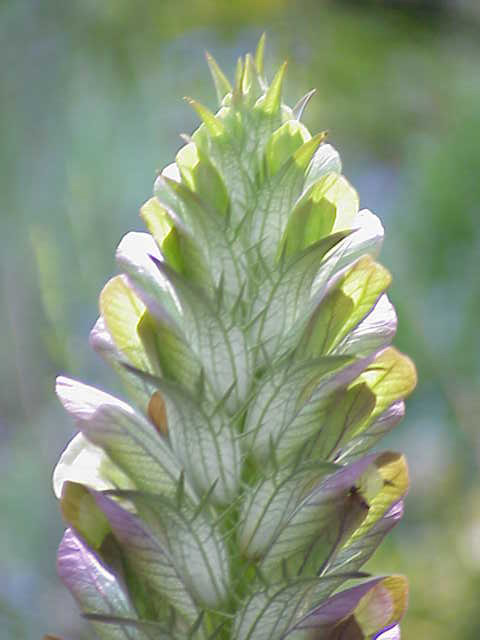
Acanthus balcanicus
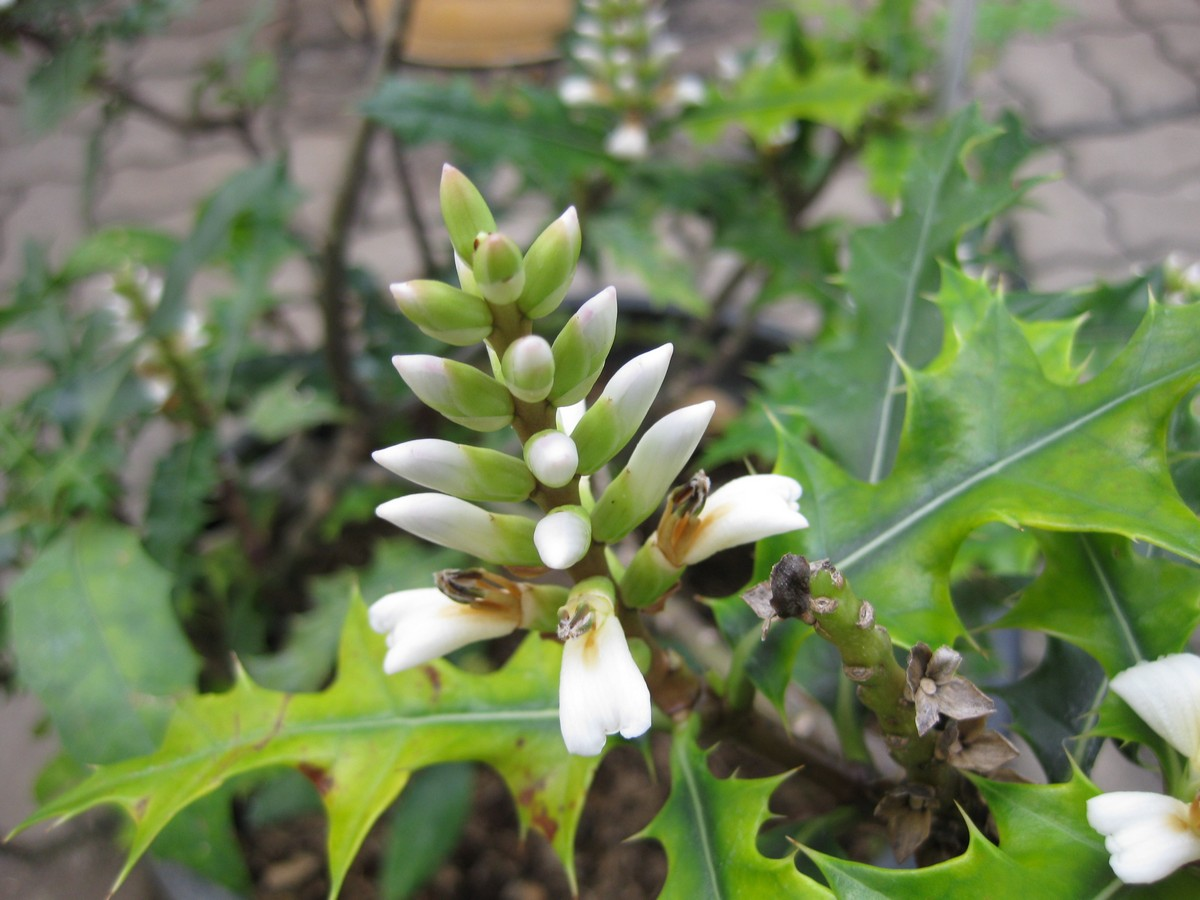
Acanthus ebracteatus
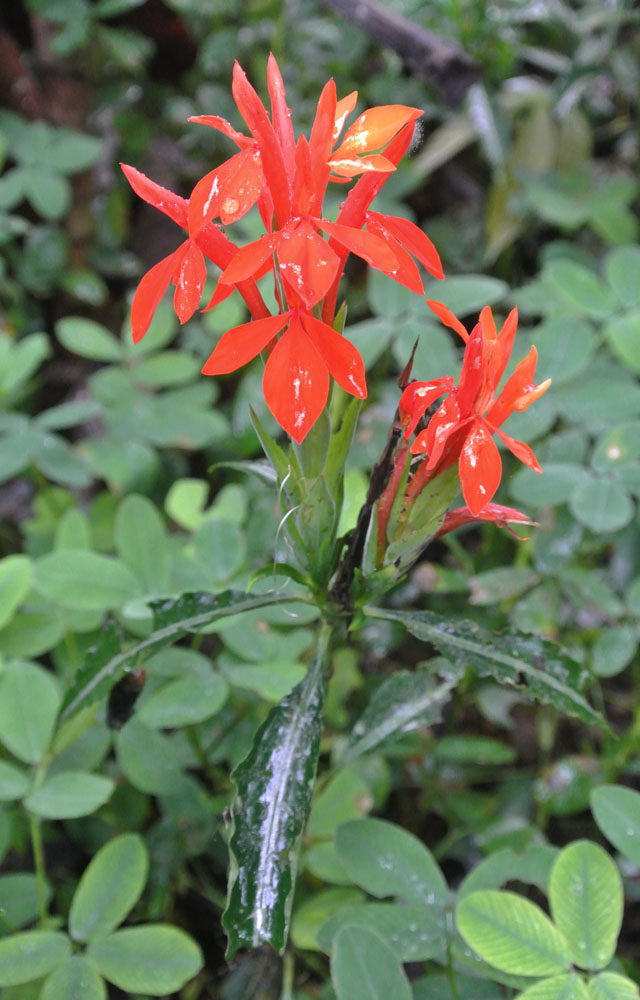
Aphelandra aurantiaca
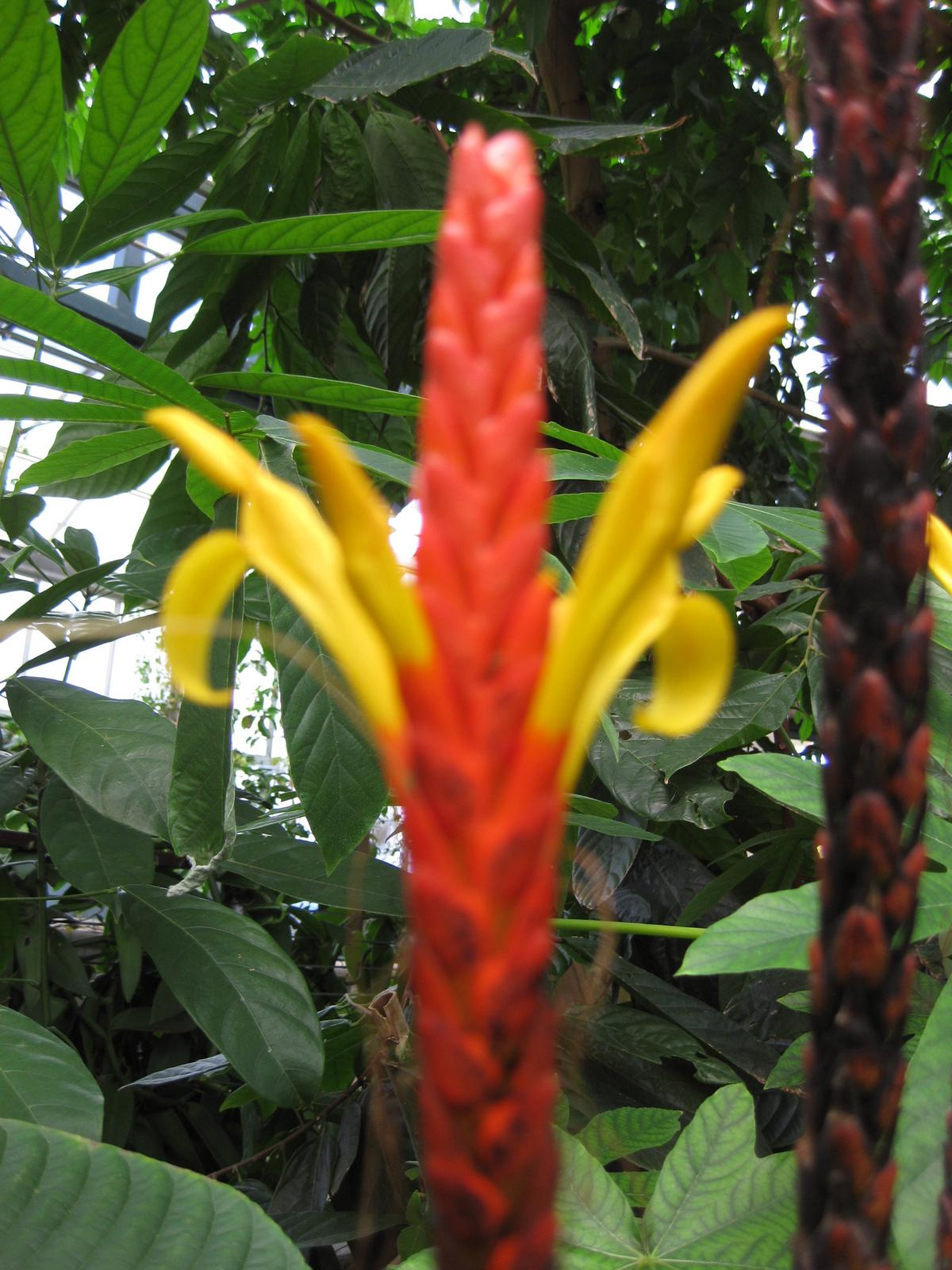
Aphelandra hartwegiana
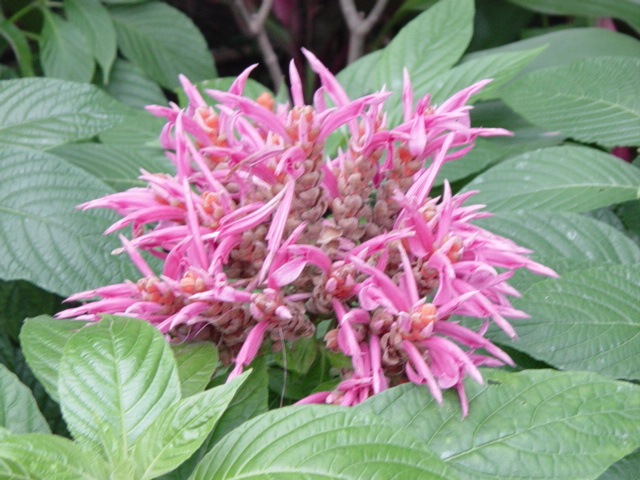
Aphelandra sinclairiana
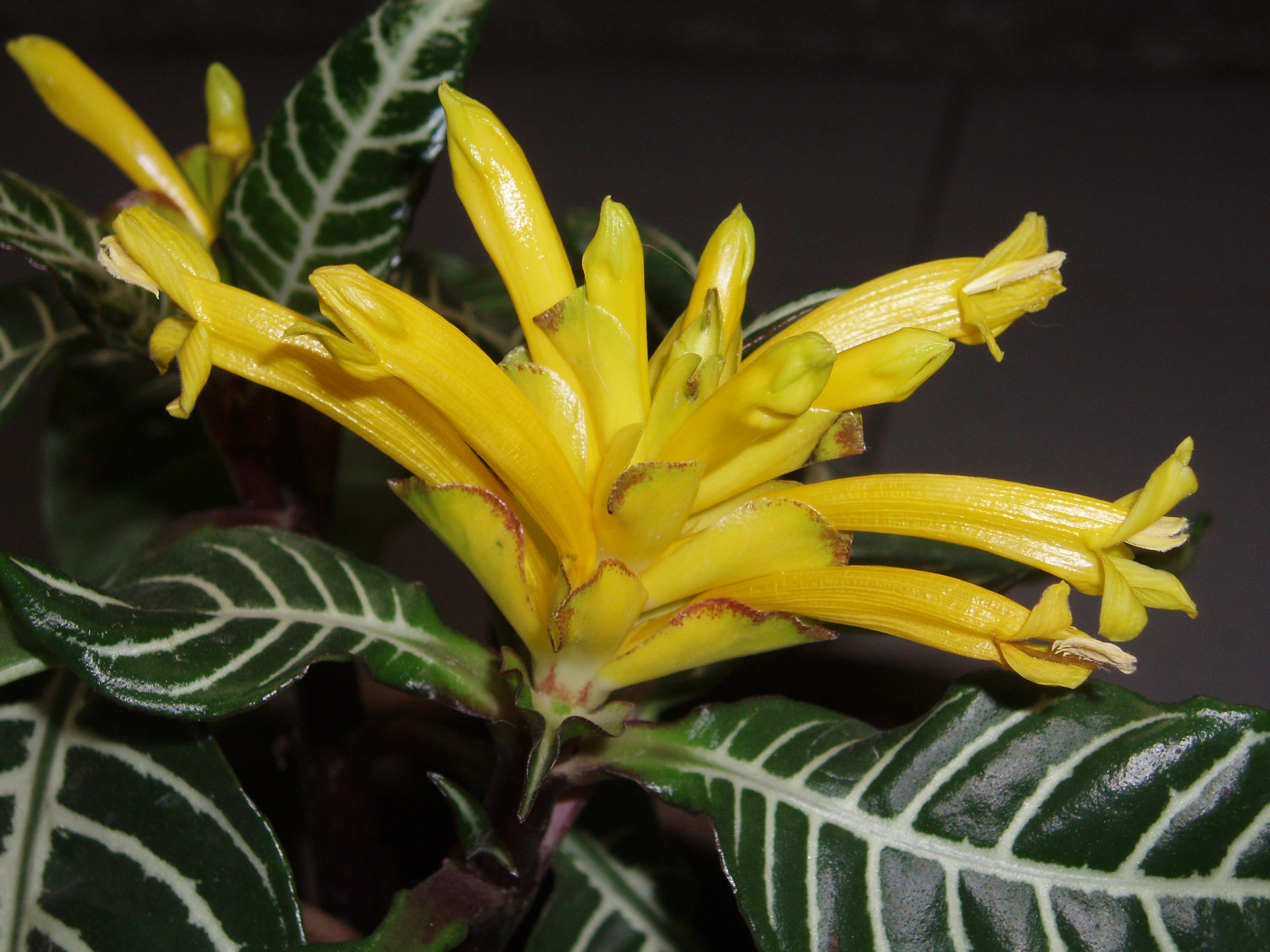
Aphelandra squarrosa
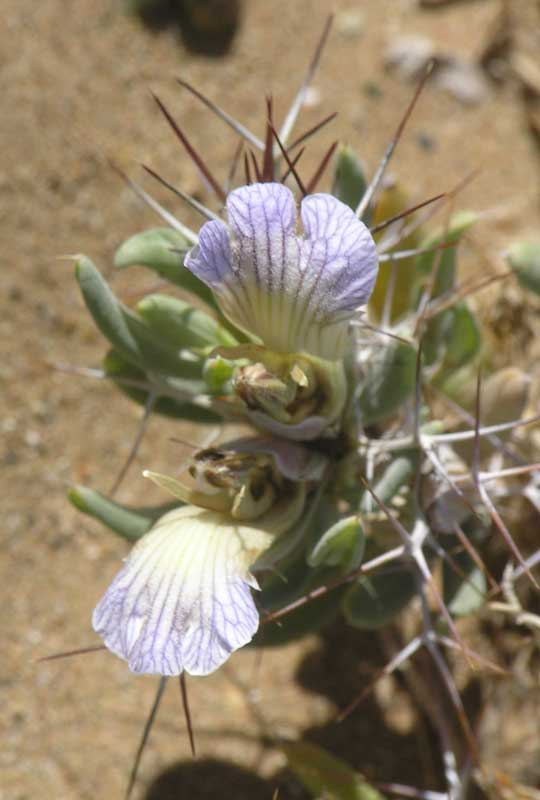
Blepharis mitrata

Tribù Andrographideae

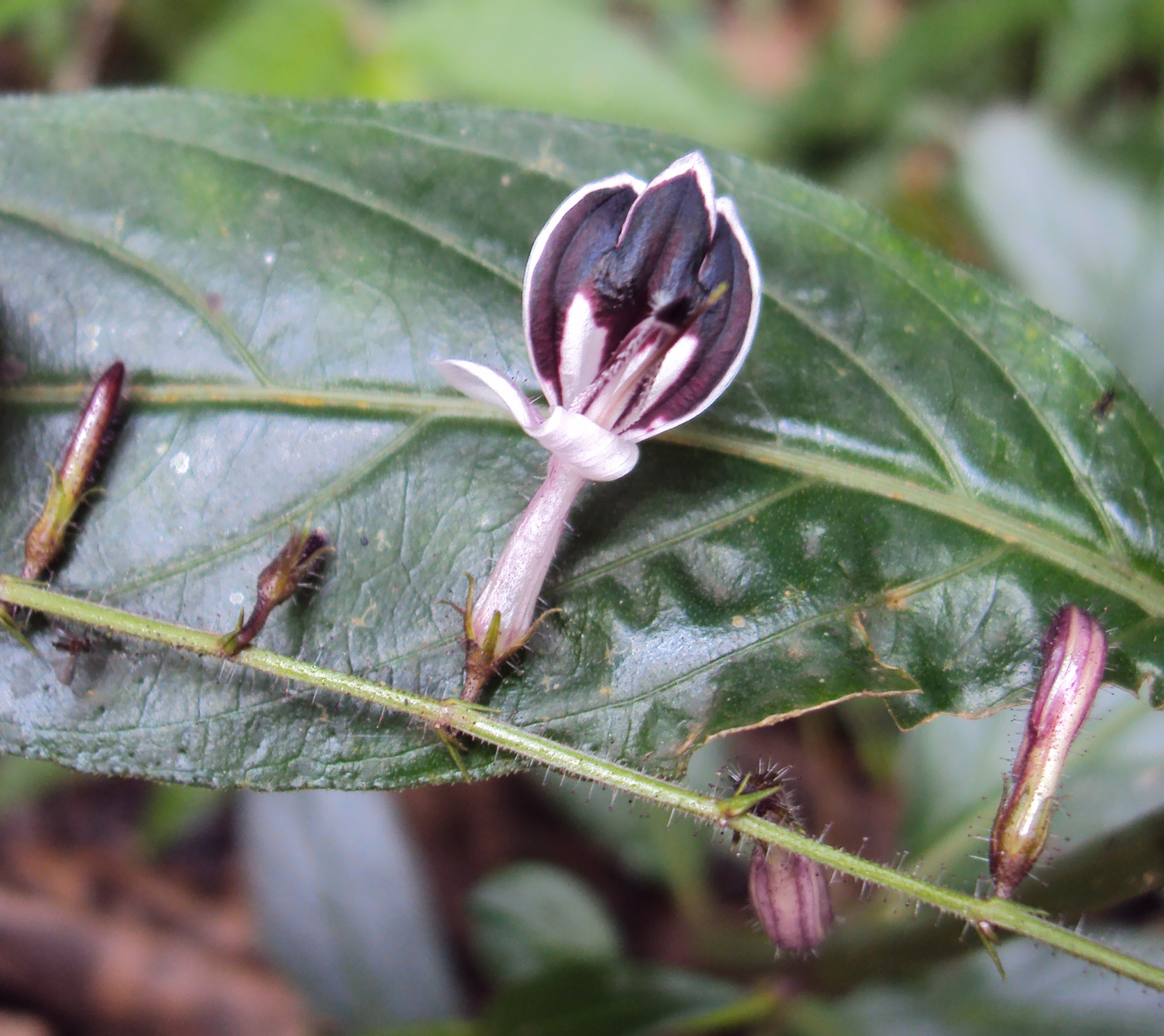
Andrographis atropurpurea
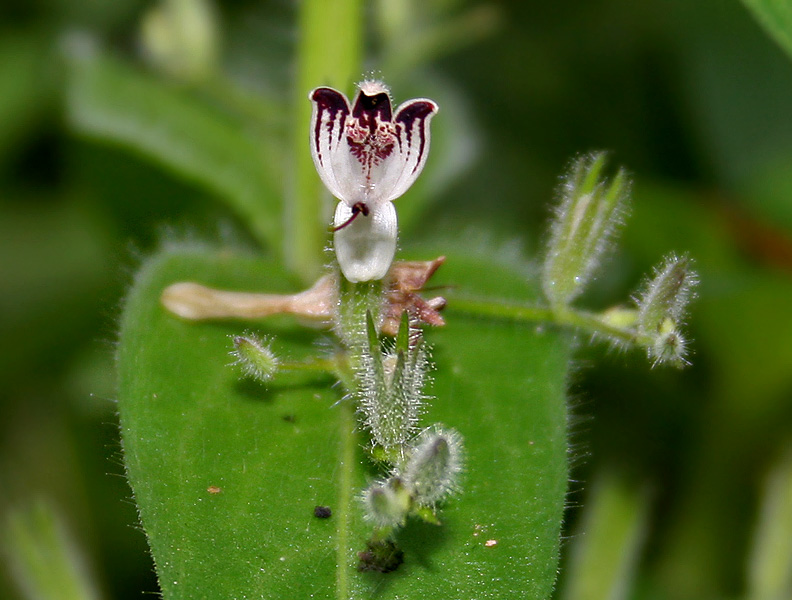
Andrographis echioides
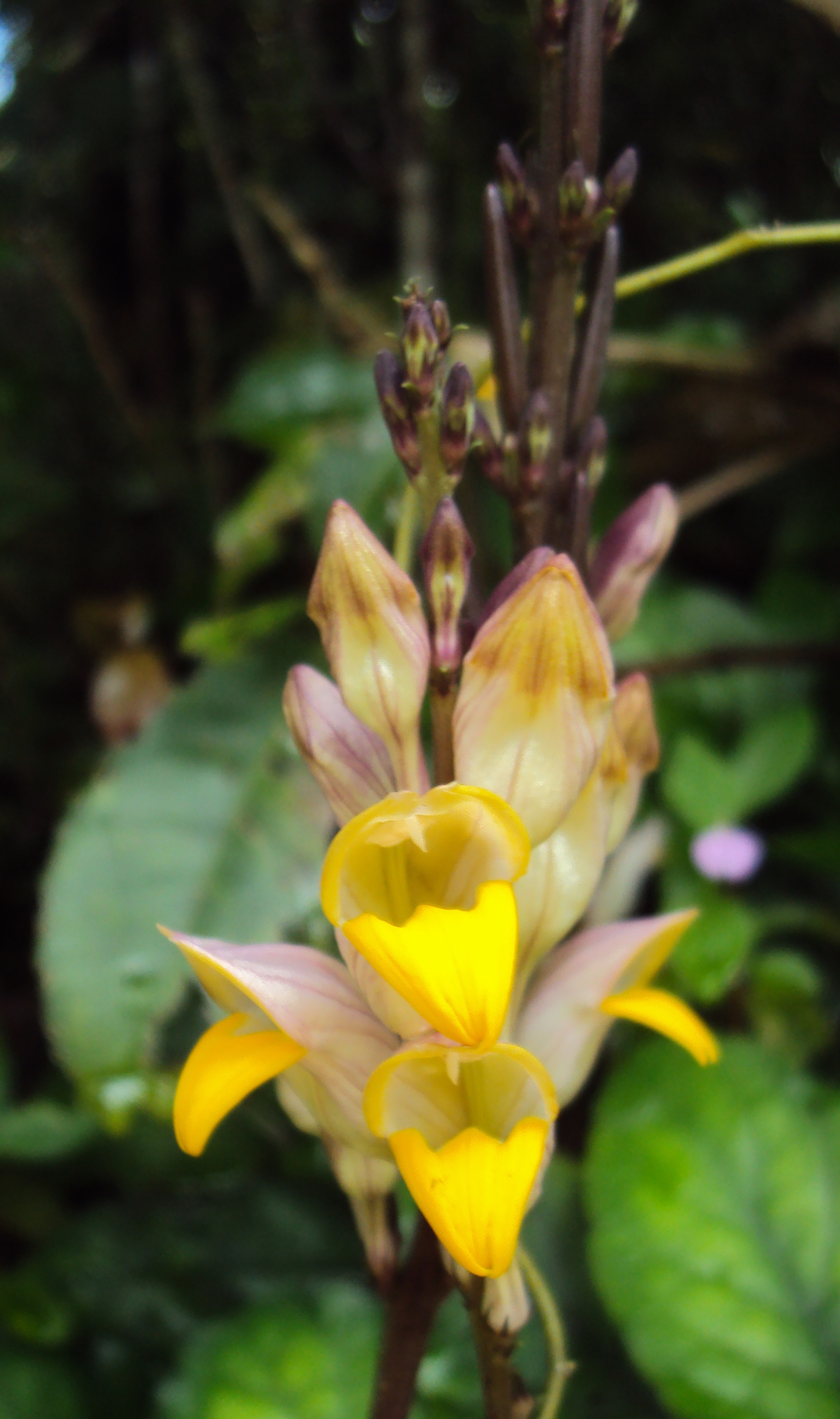
Gymnostachyum febrifugum

Tribù Barlerieae

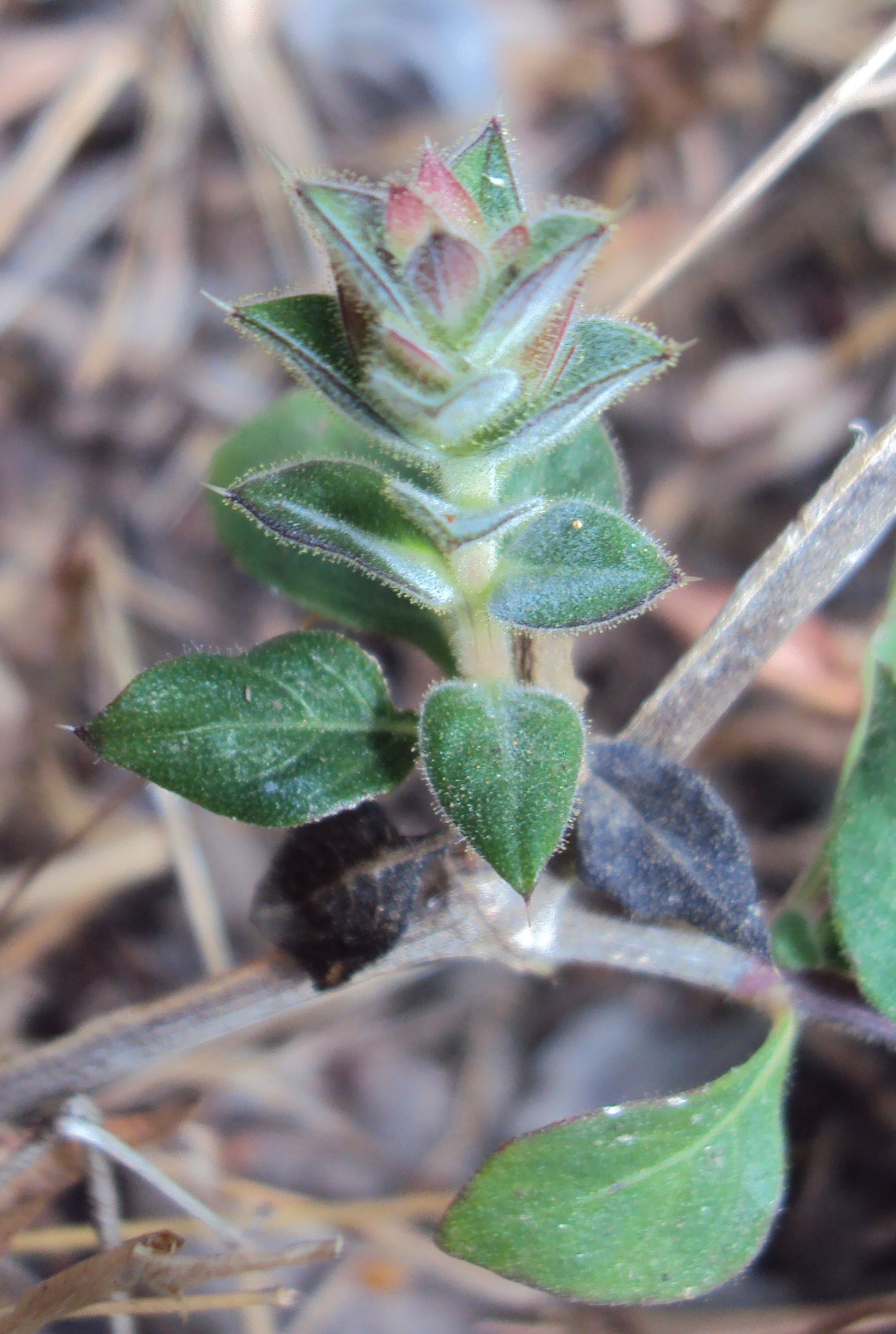
Lepidagathis cuspidata
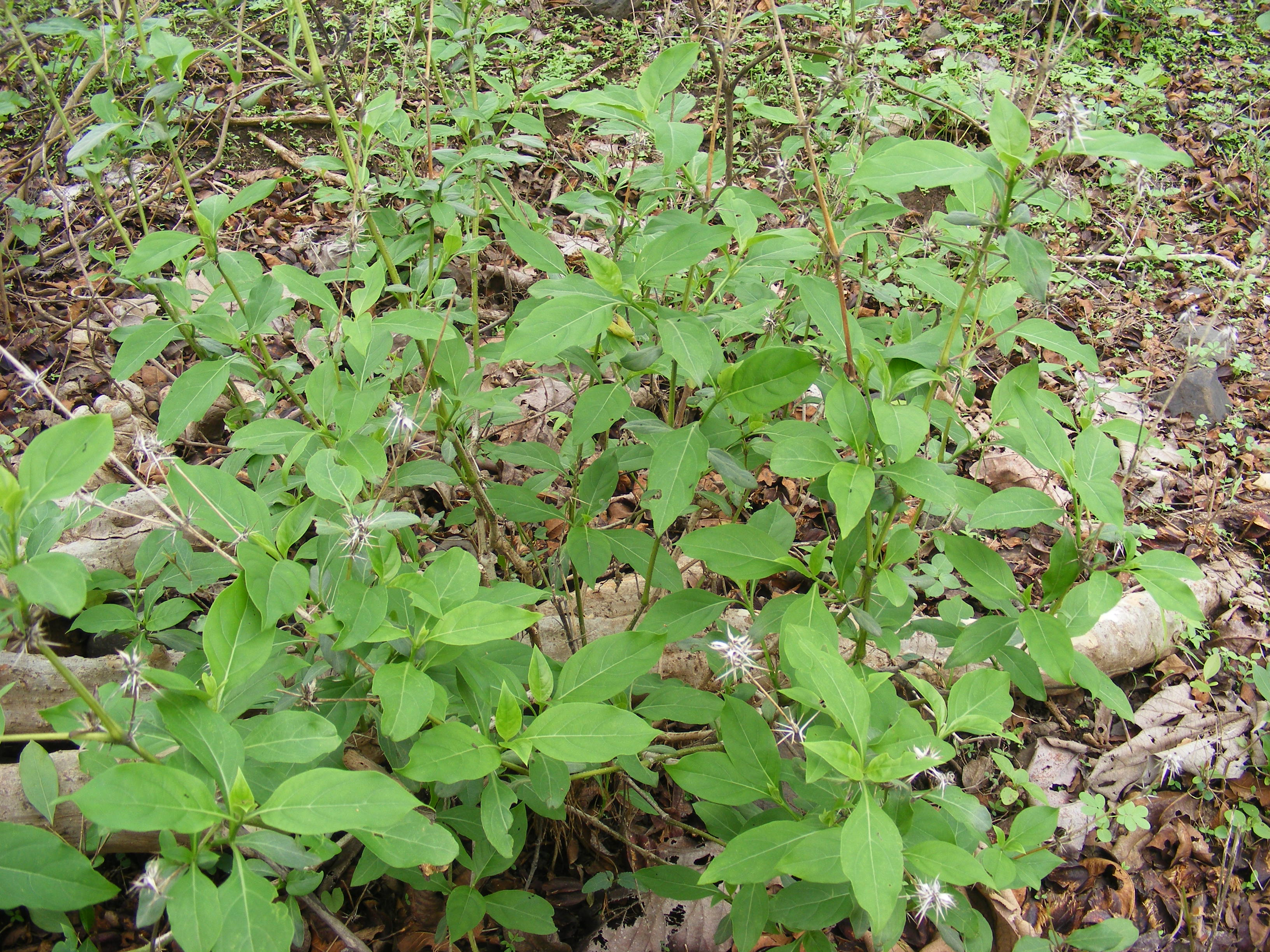
Barleria prionitis
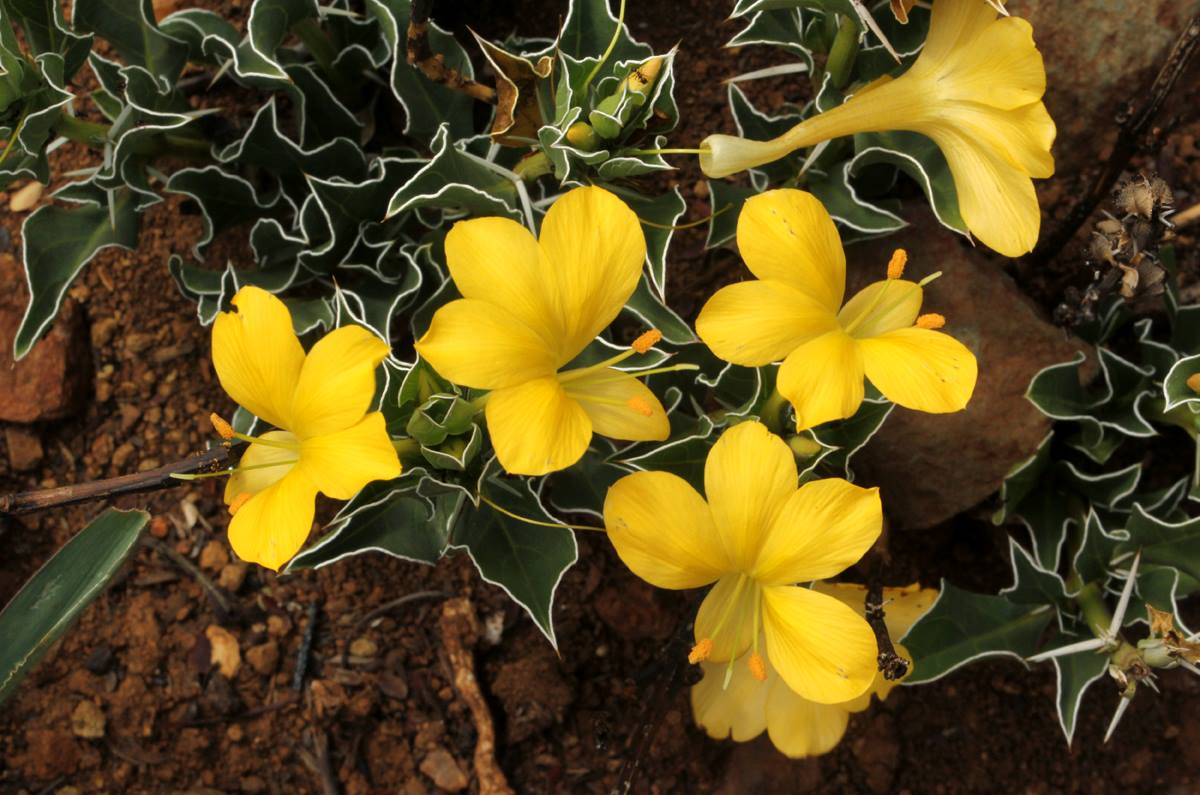
Barleria randii
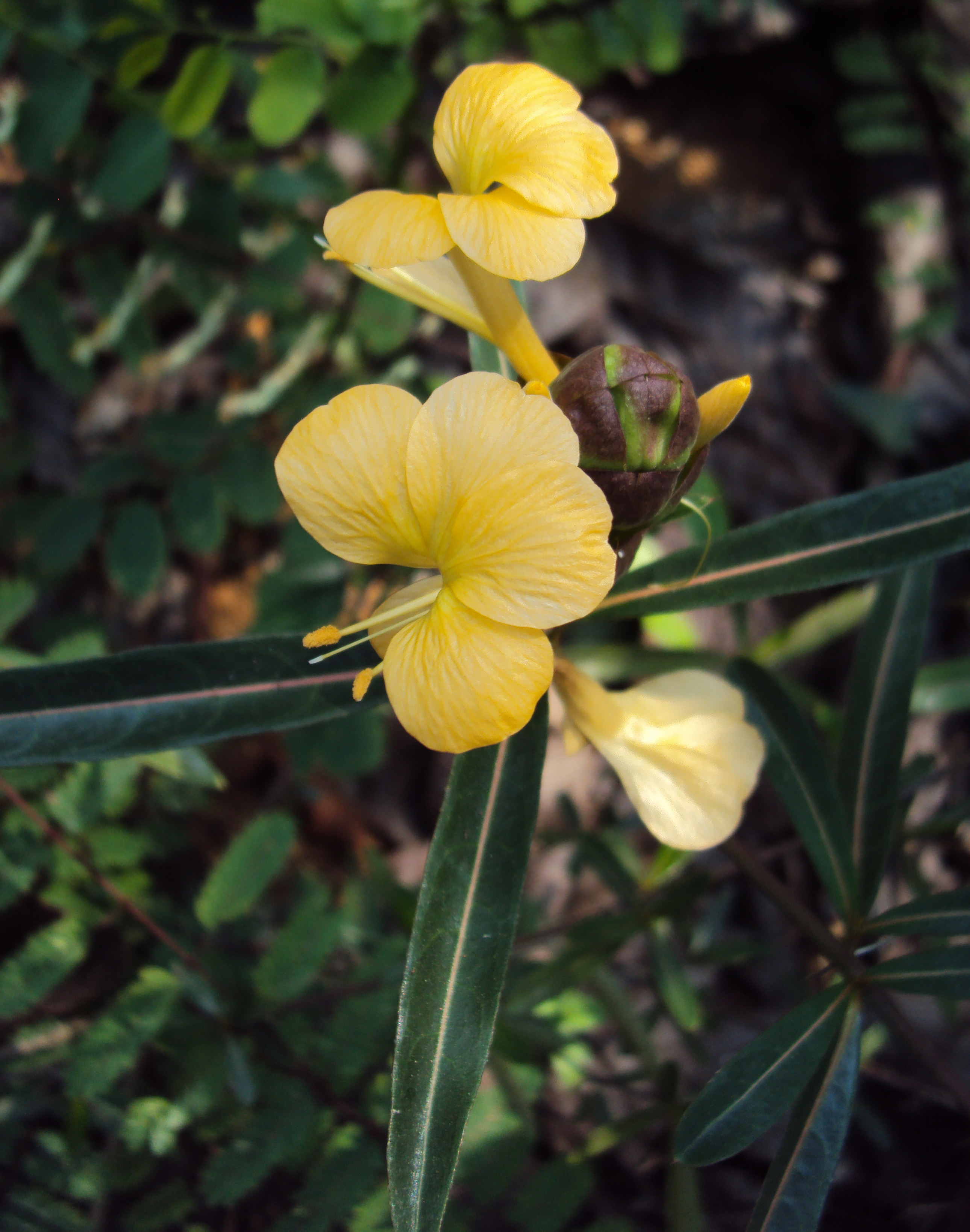
Barleria lupulina

Tribù Justicieae

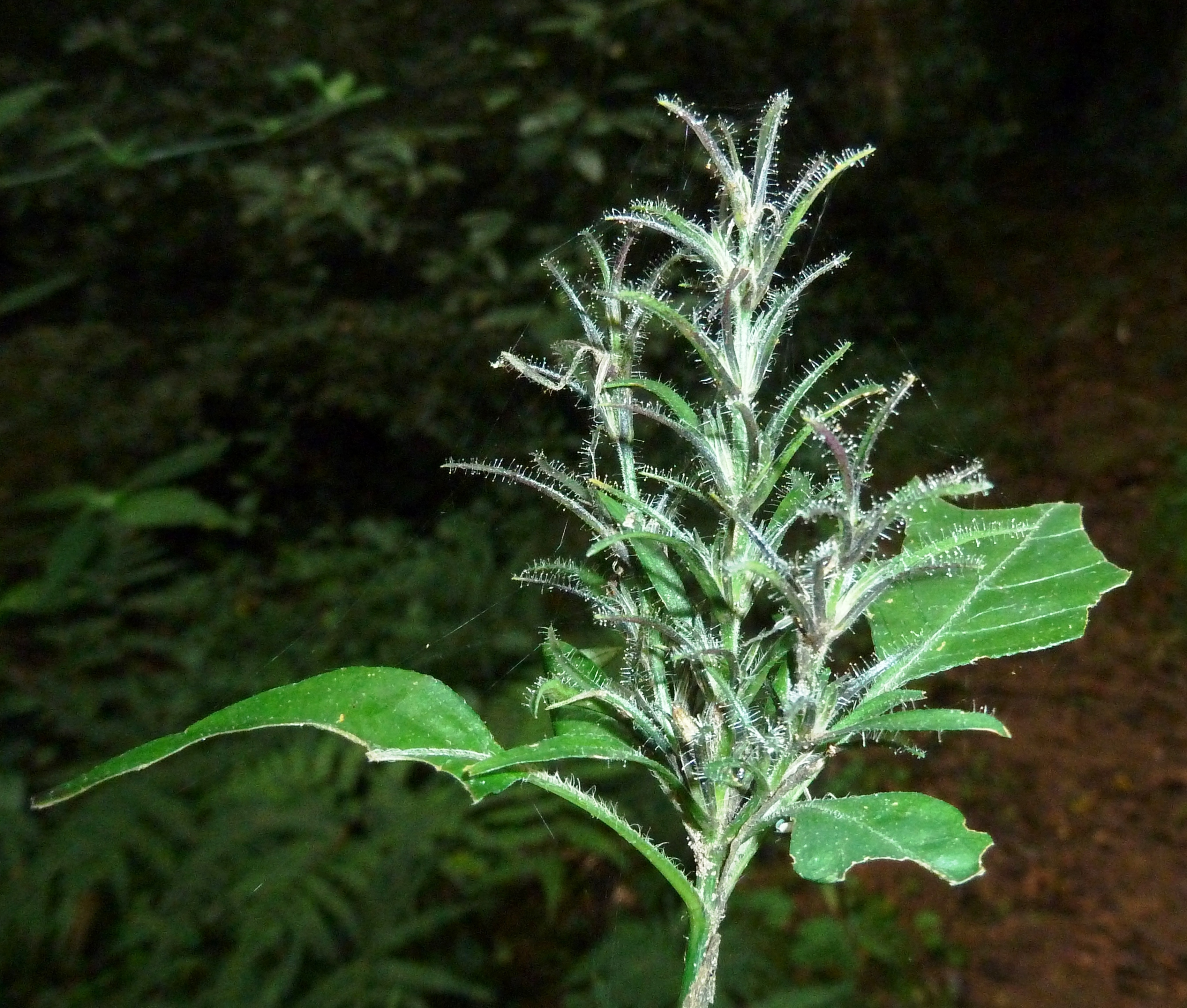
Isoglossa cooperi
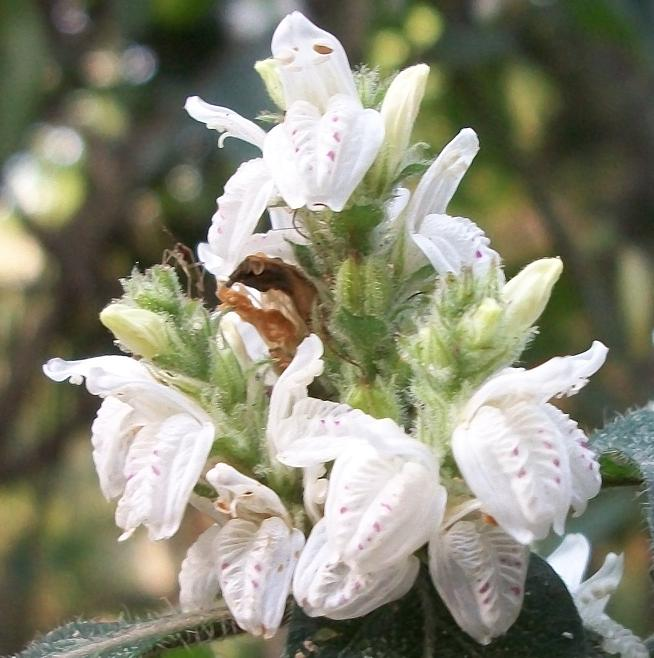
Isoglossa woodii
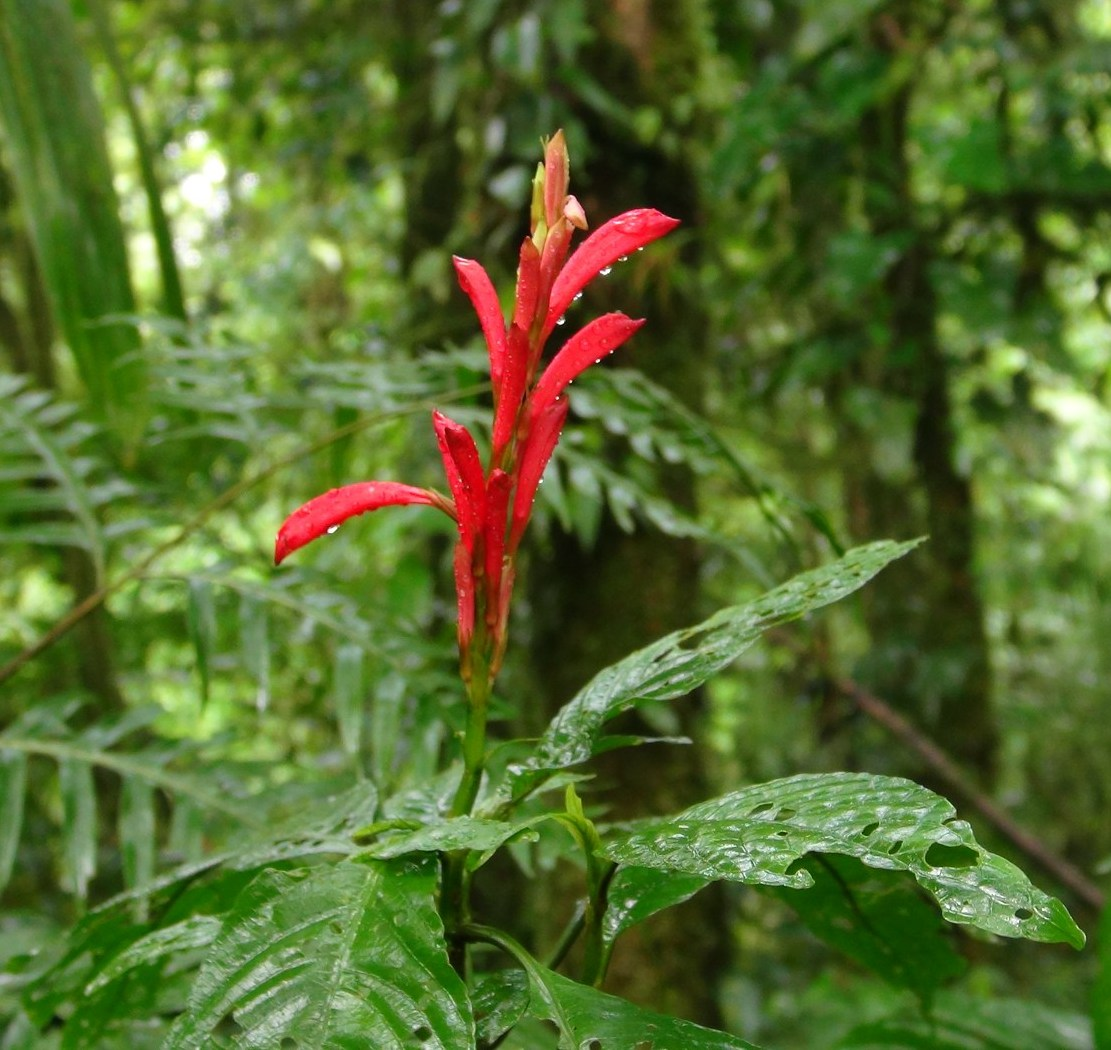
Stenostephanus leiorhachis
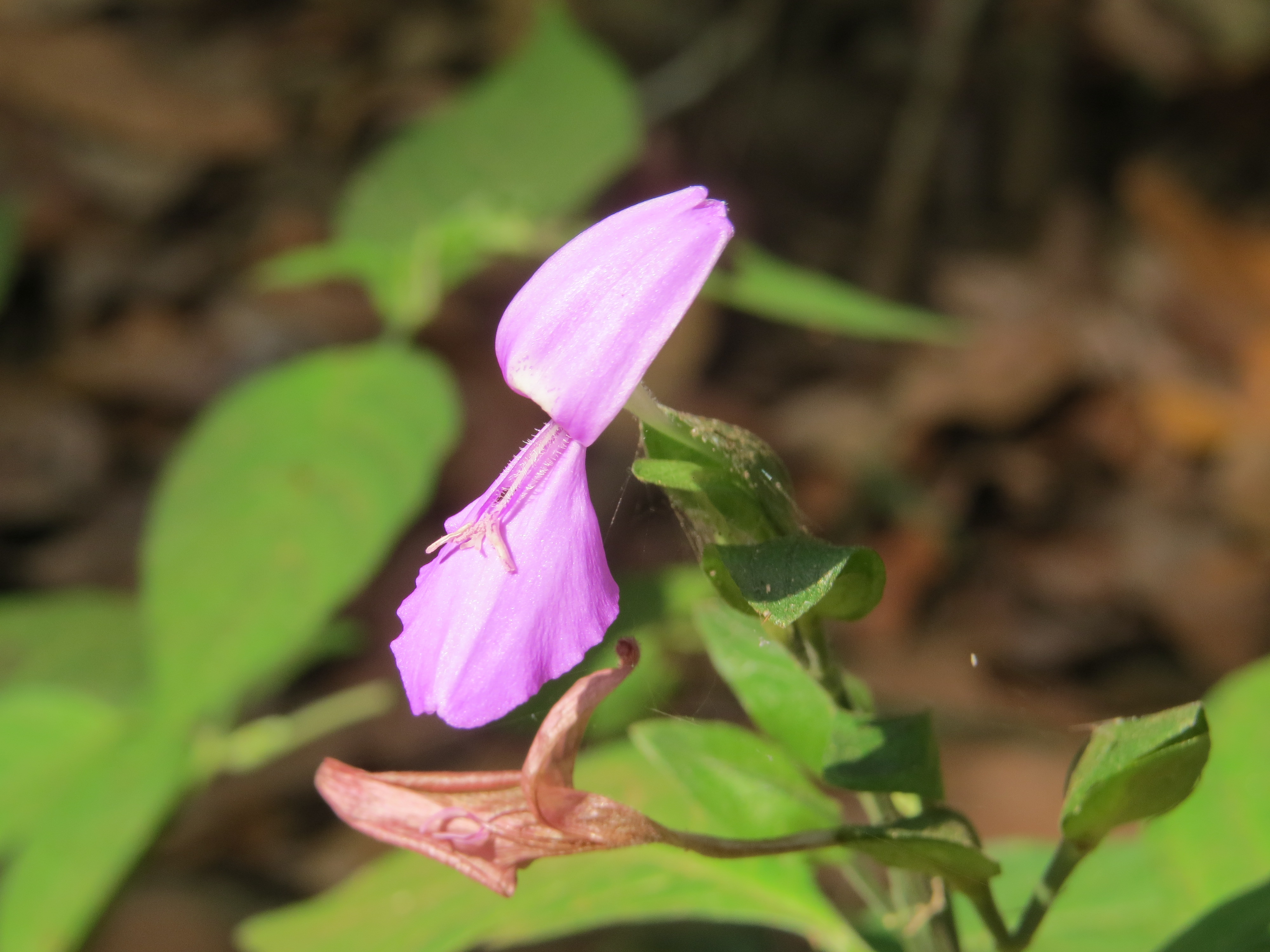
Dicliptera foetida
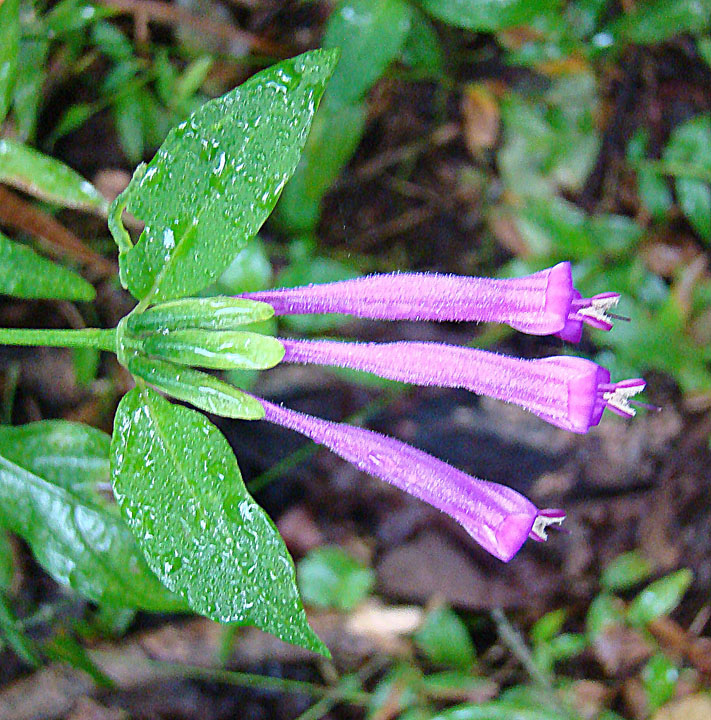
Dicliptera trifurca
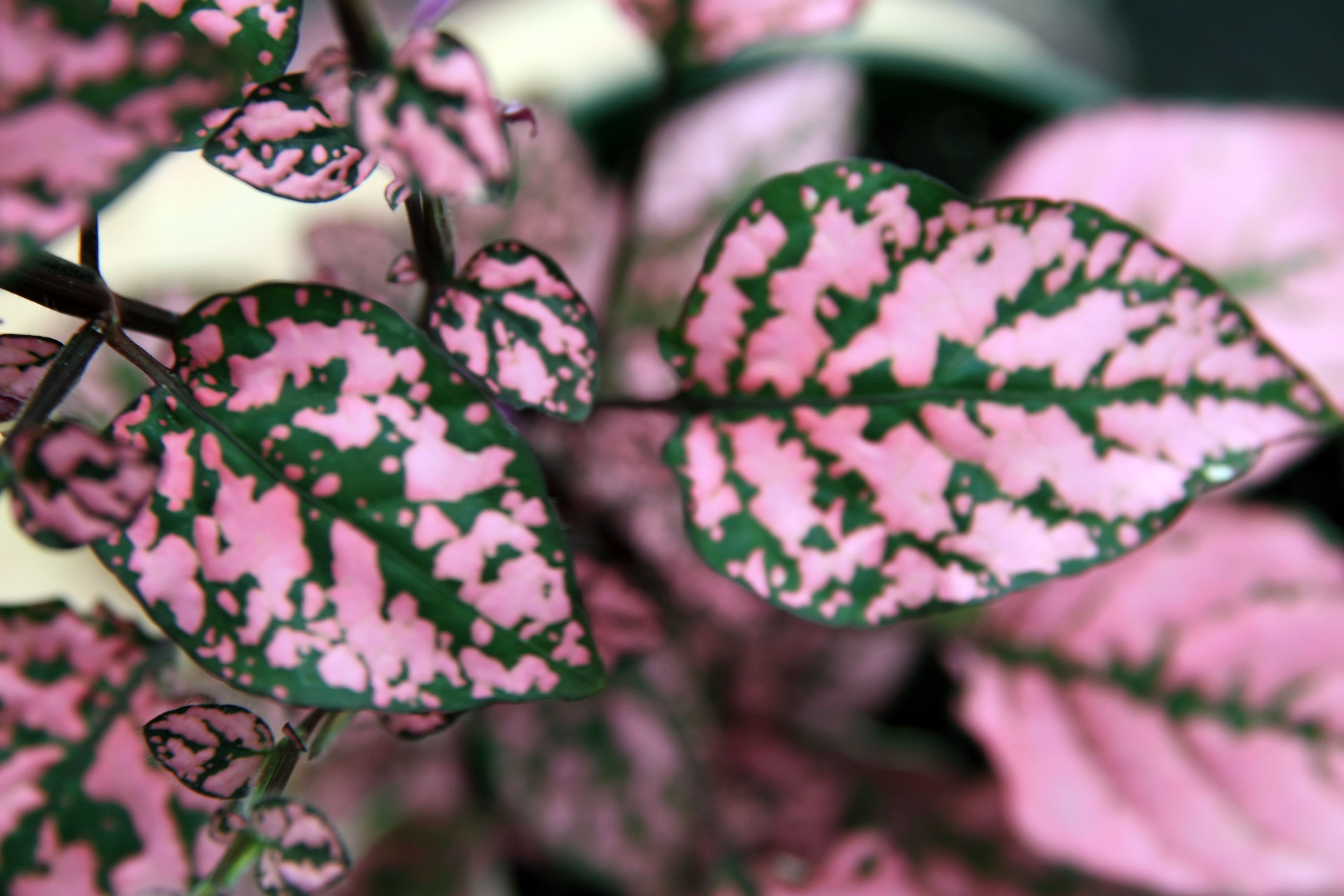
Hypoestes phyllostachys
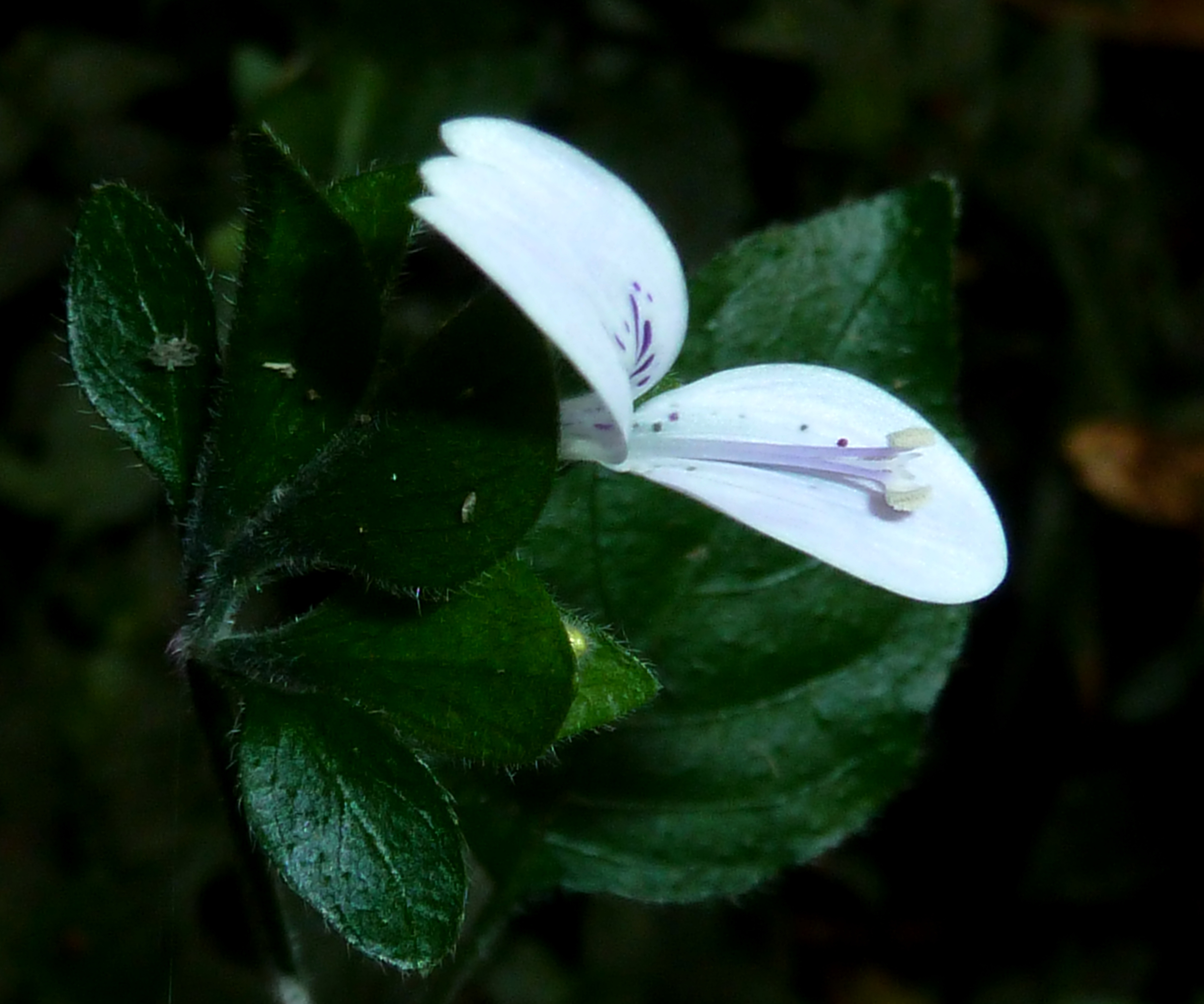
Hypoestes triflora
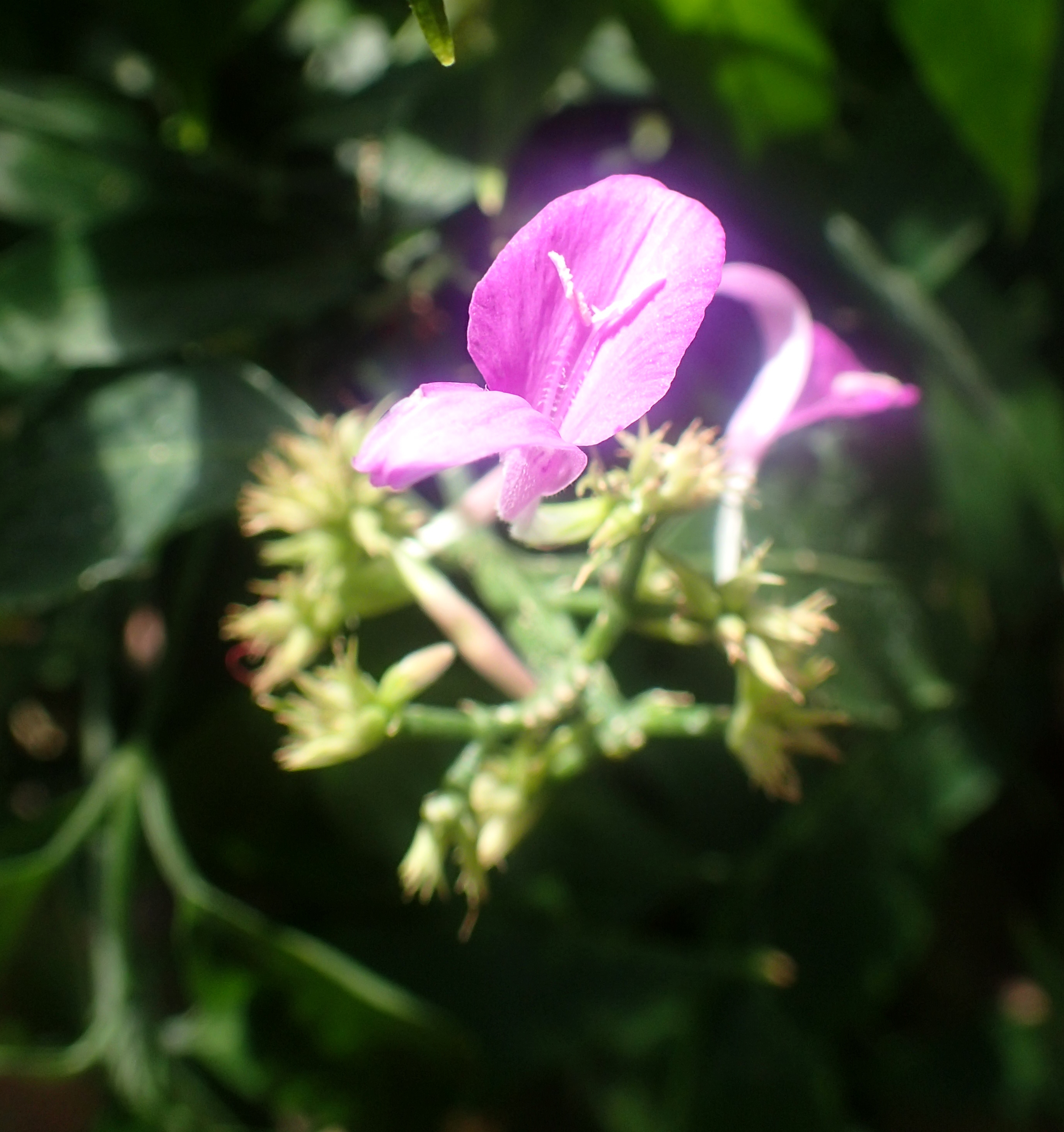
Peristrophe hyssopifolia
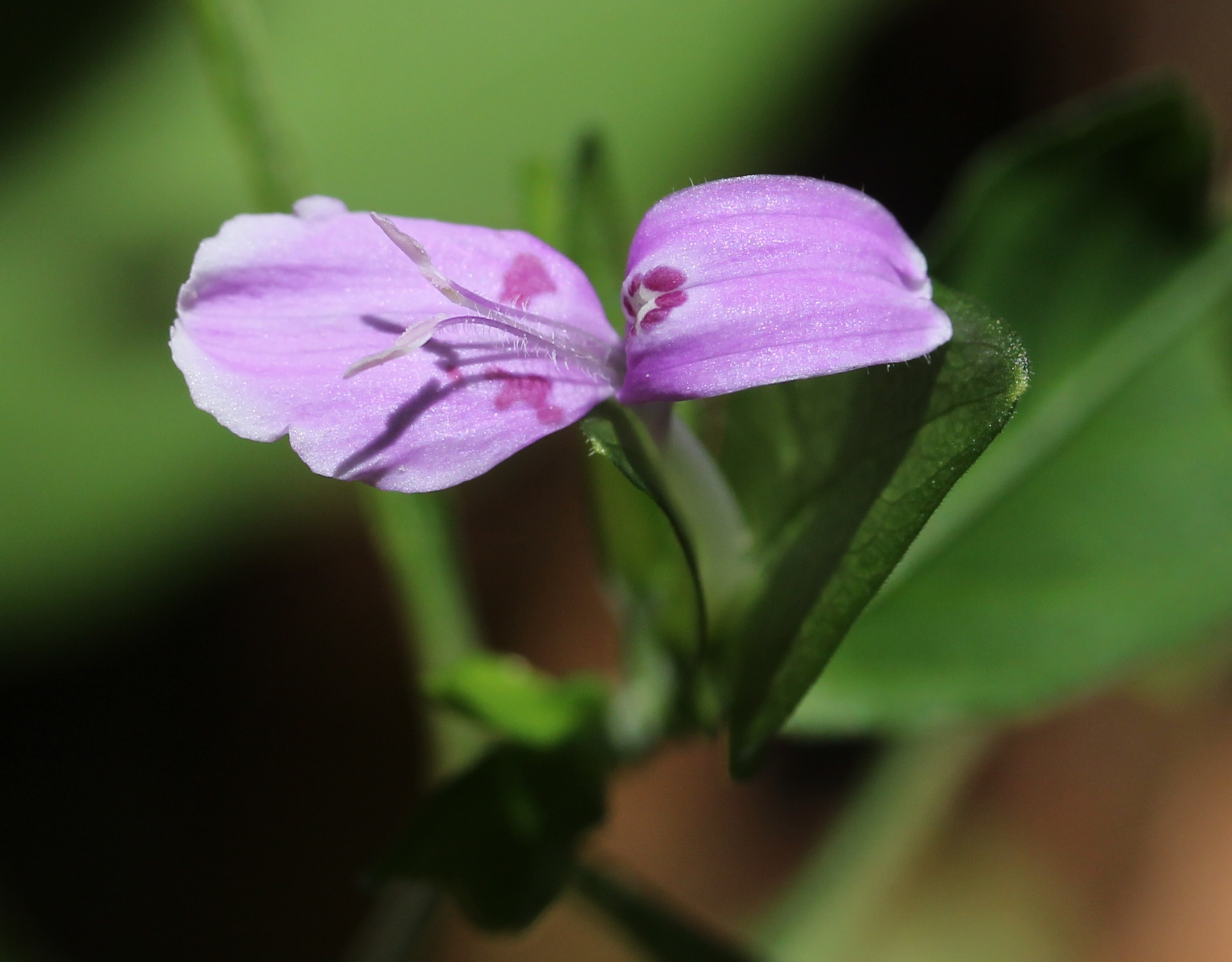
Peristrophe japonica
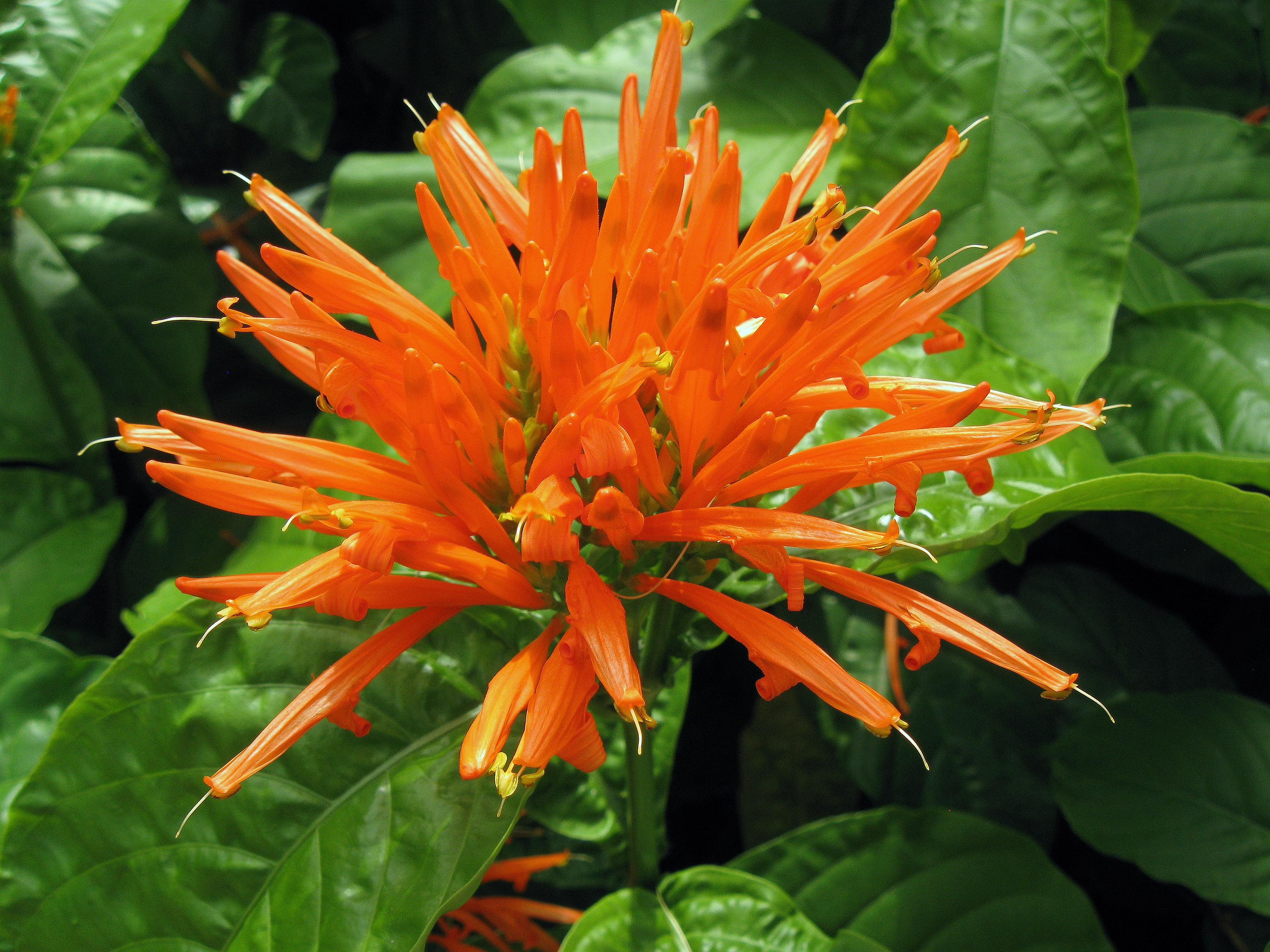
Justicia spicigera
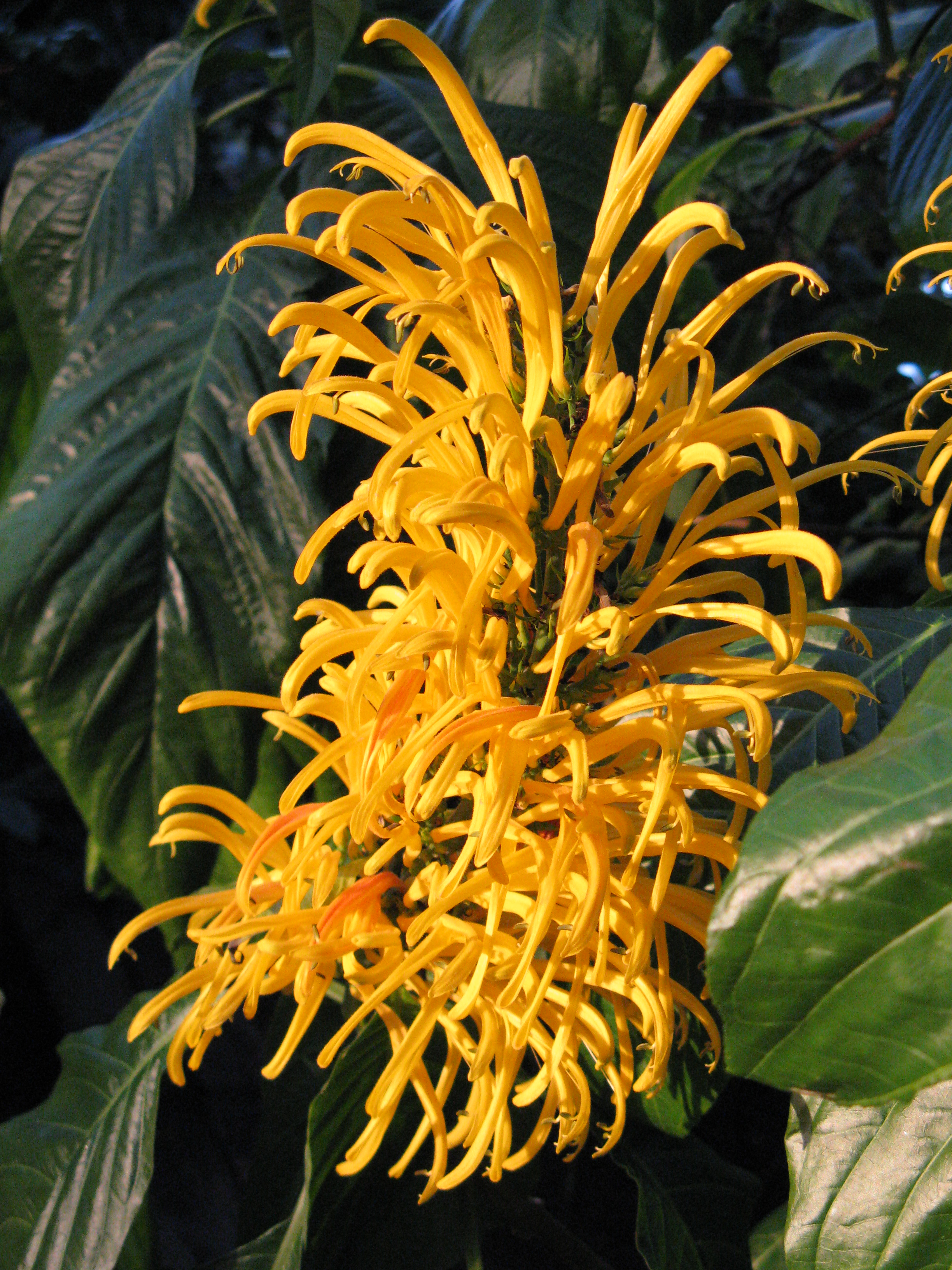
Justicia aurea
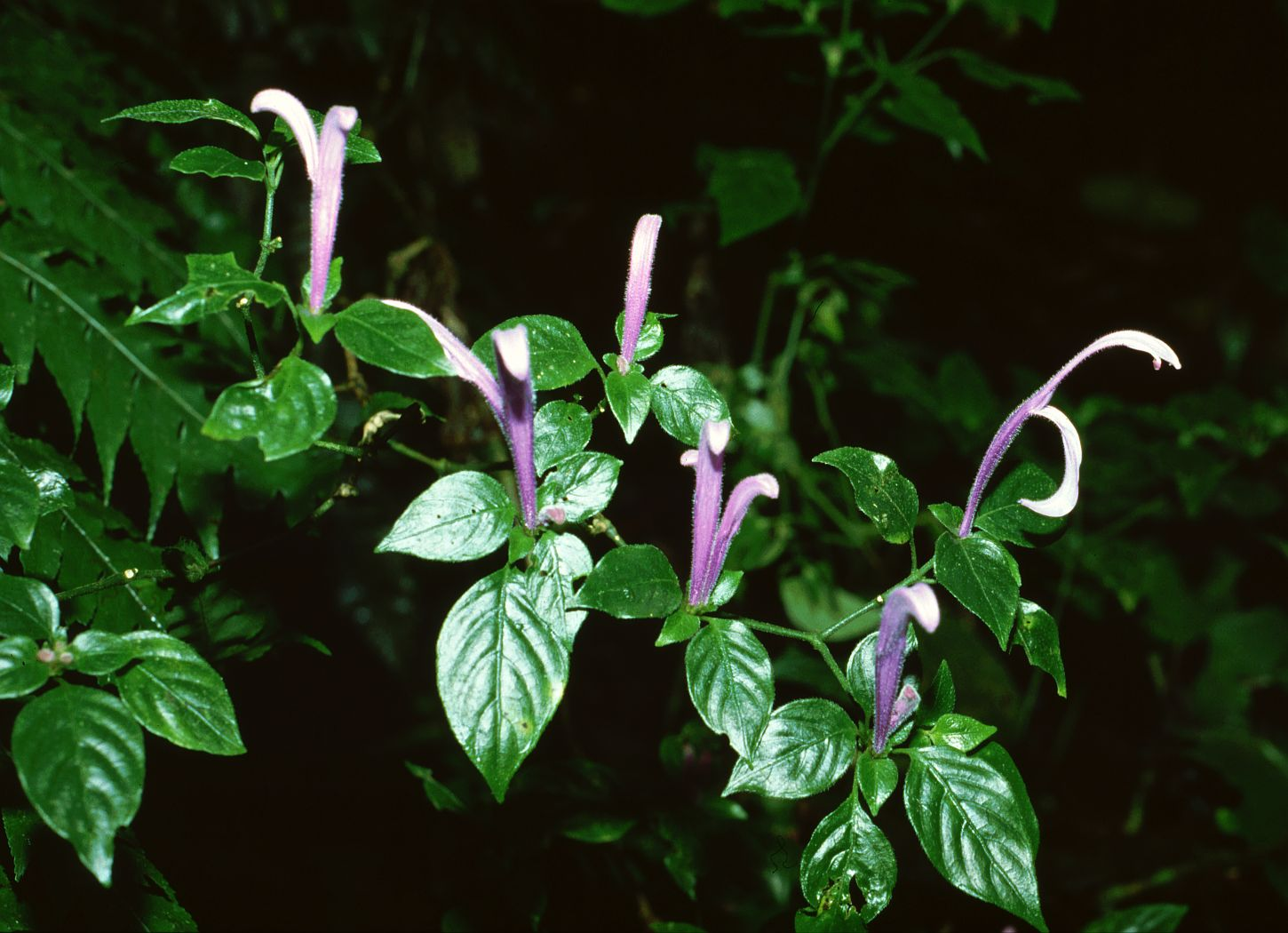
Poikilacanthus macranthus
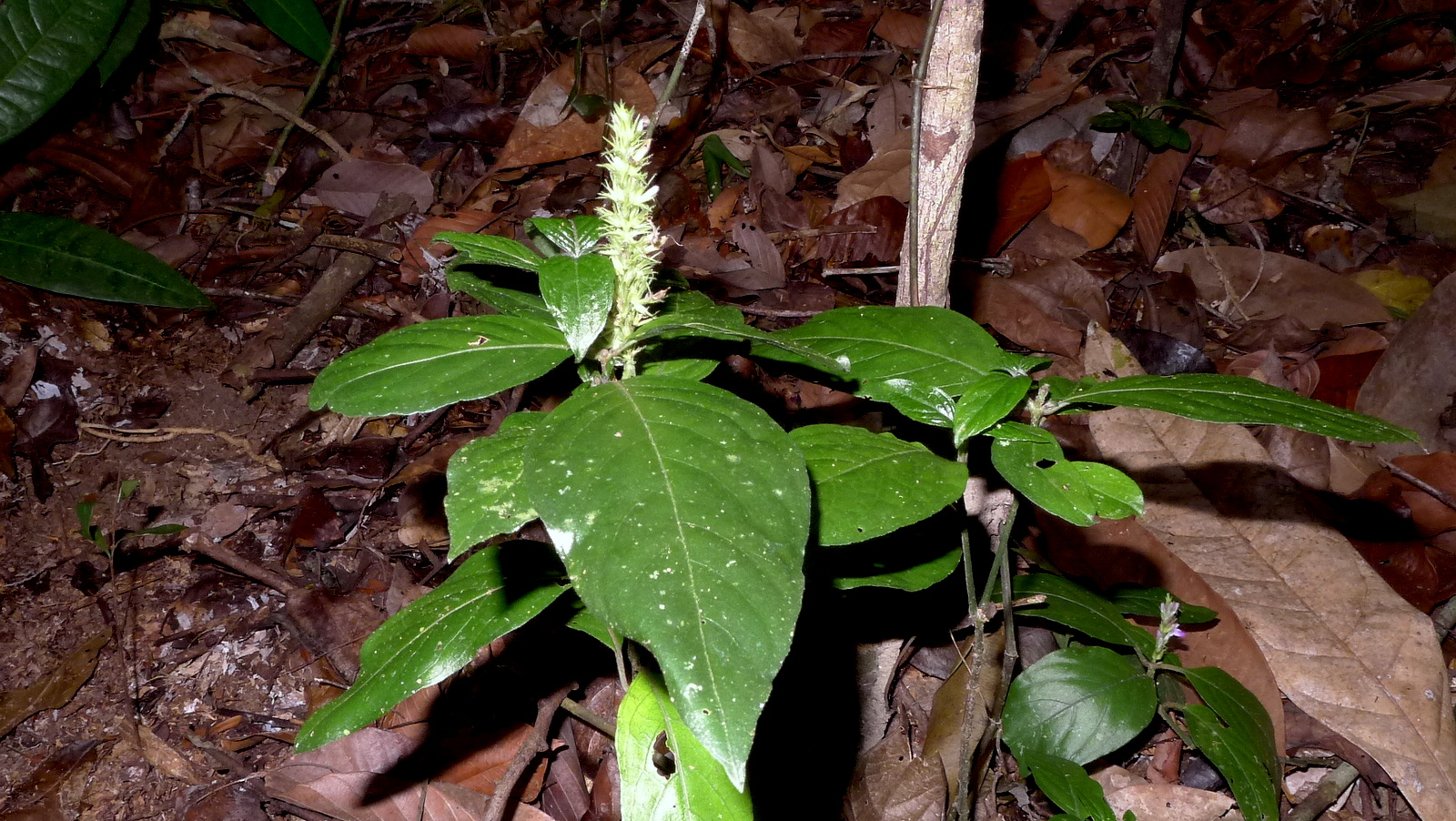
Sebastiano-schaueria hirsuta
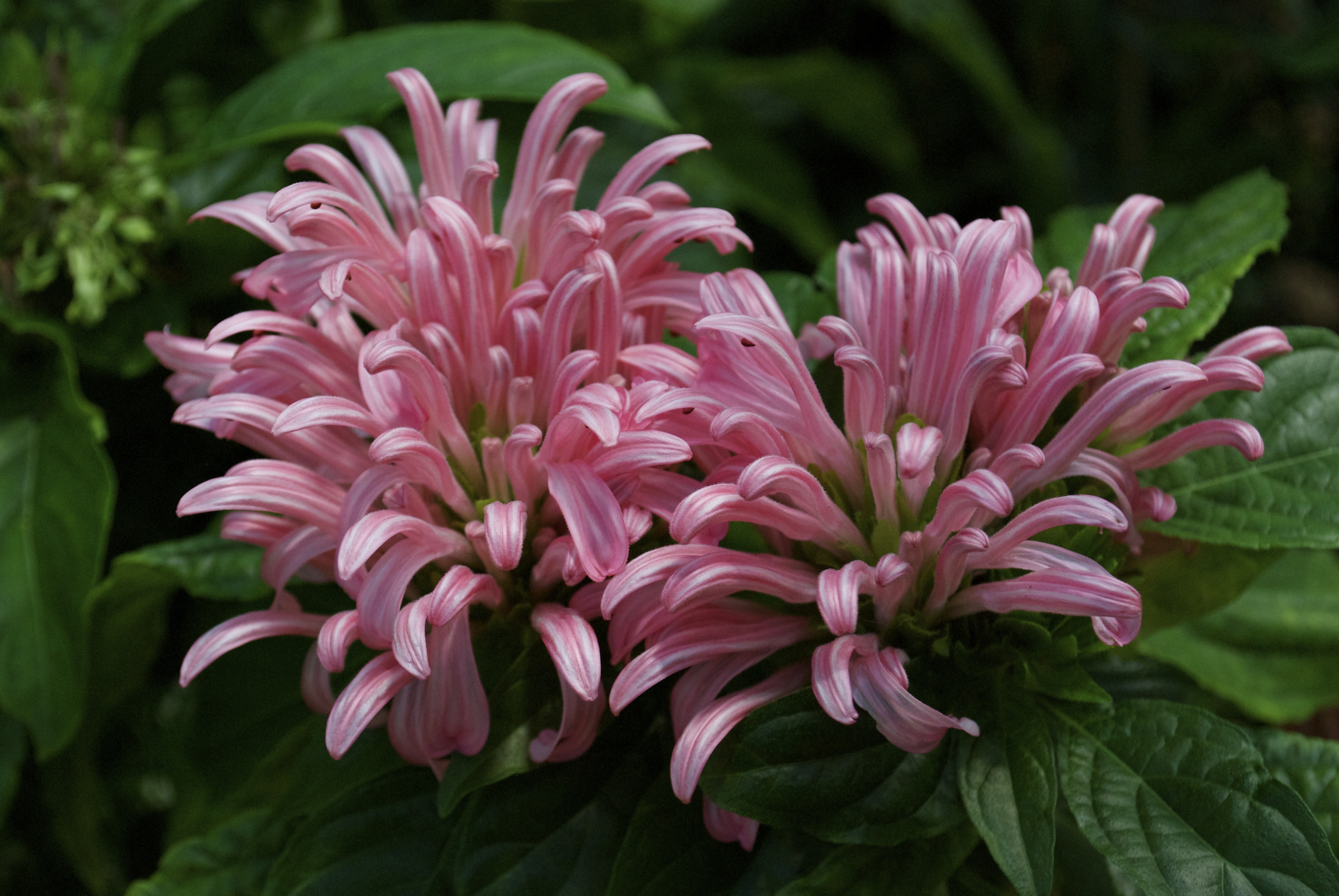
Justicia carnea
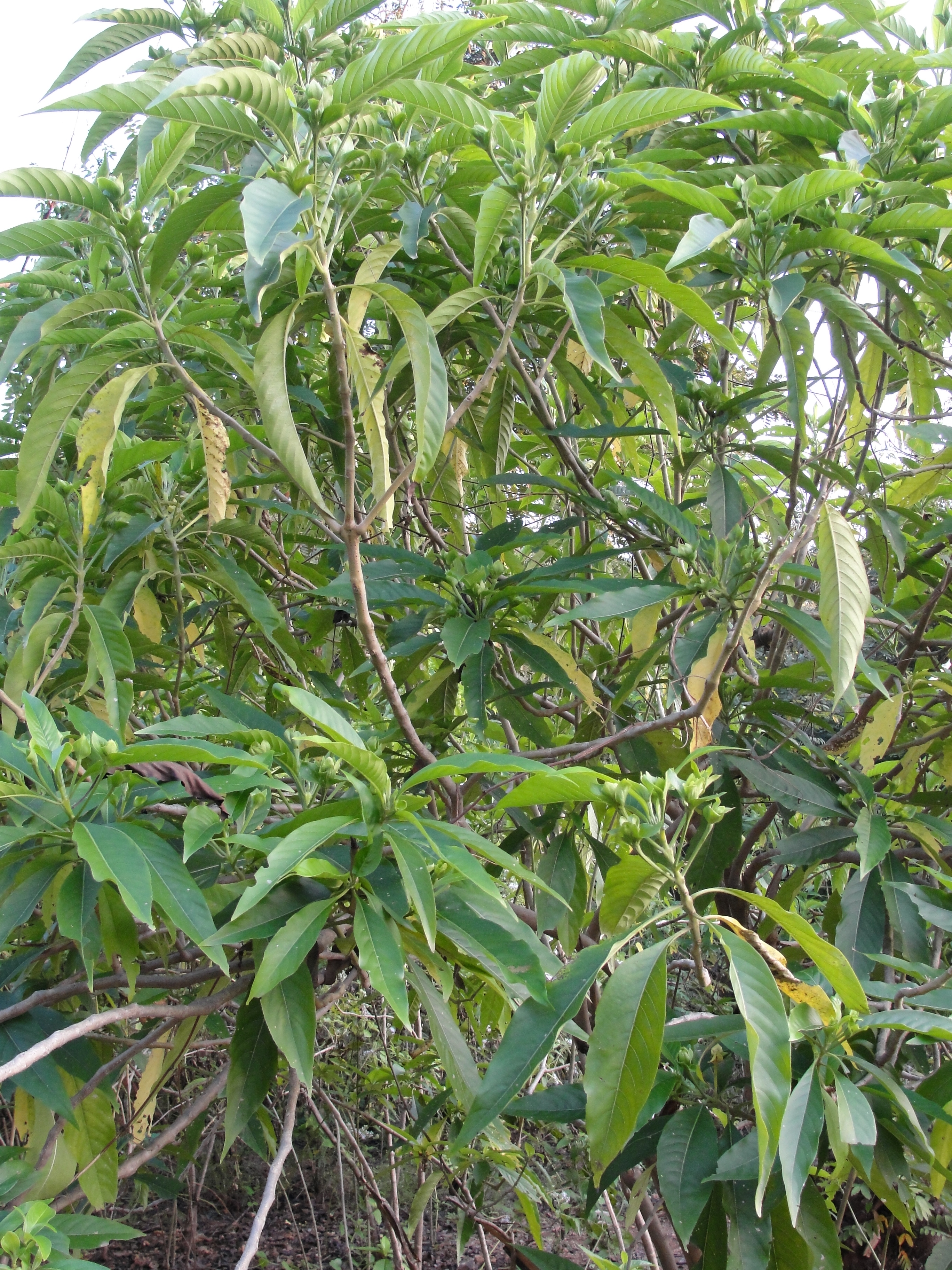
Justicia adhatoda
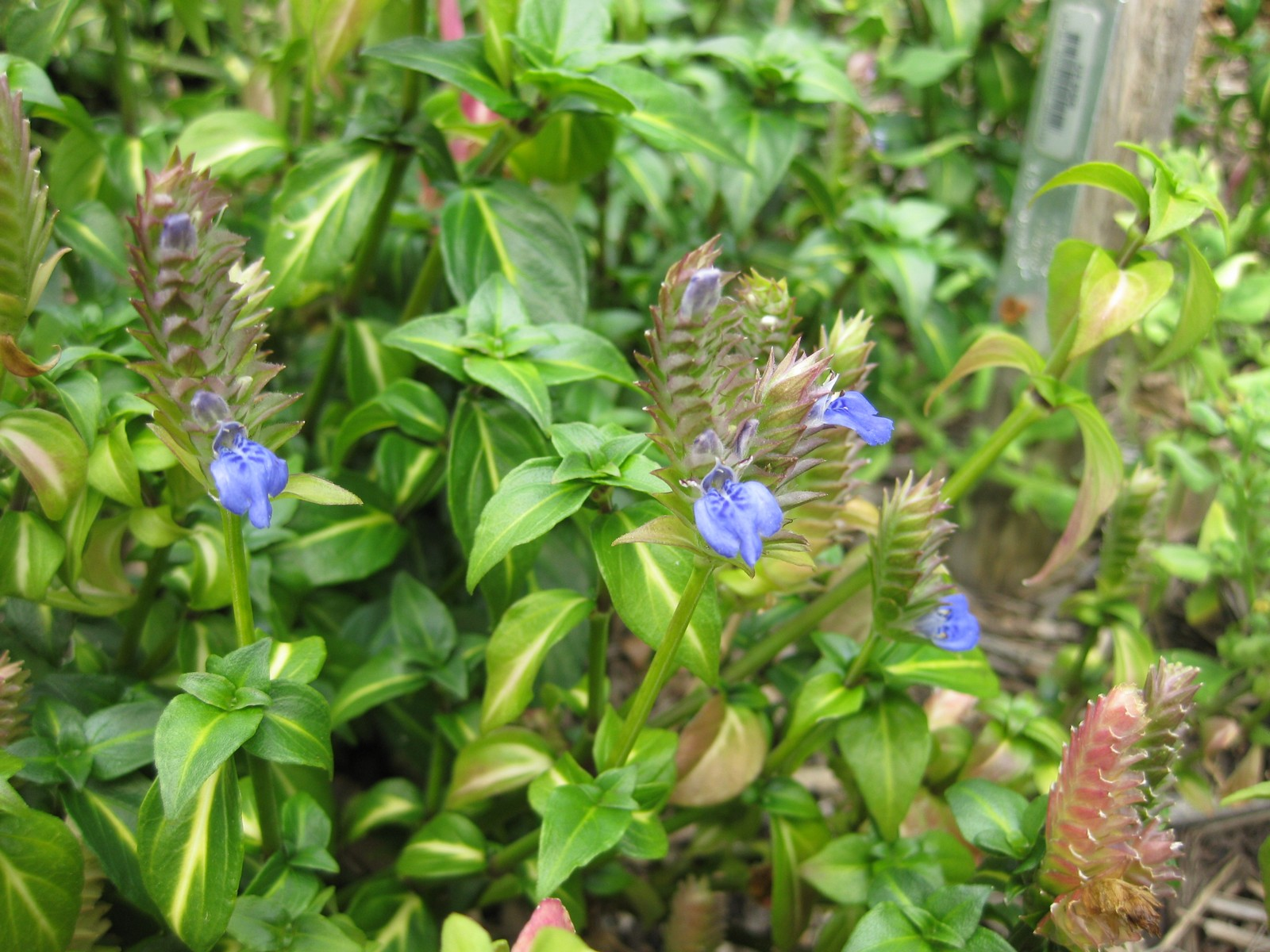
Rungia klossii
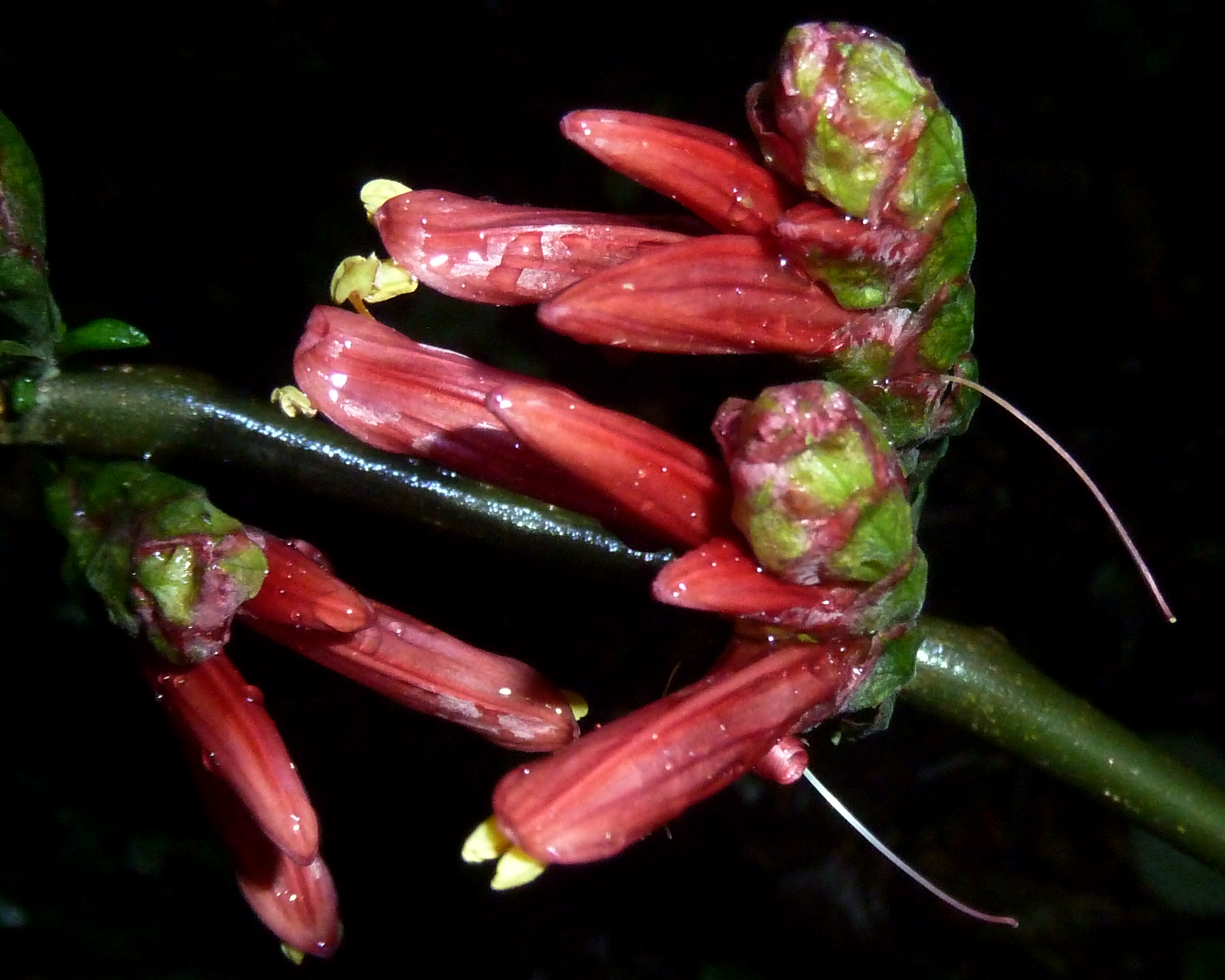
Metarungia pubinervia
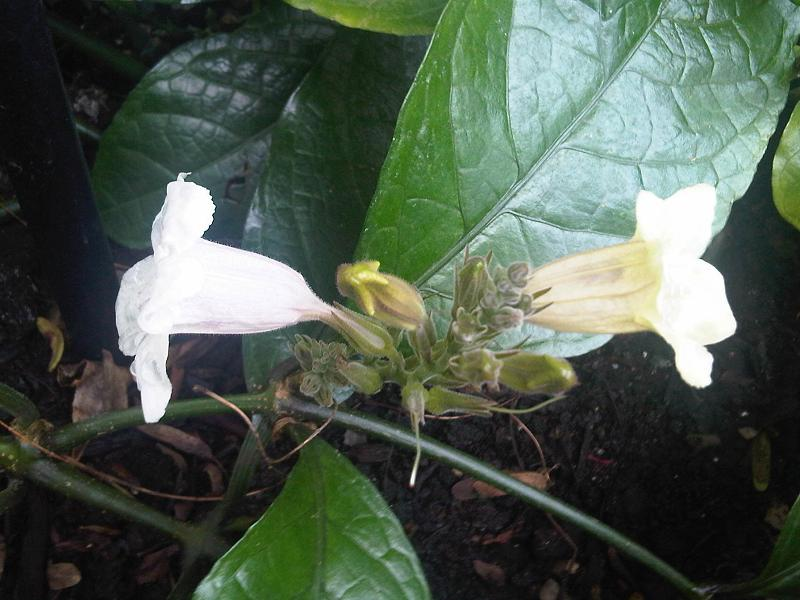
Asystasia scandens
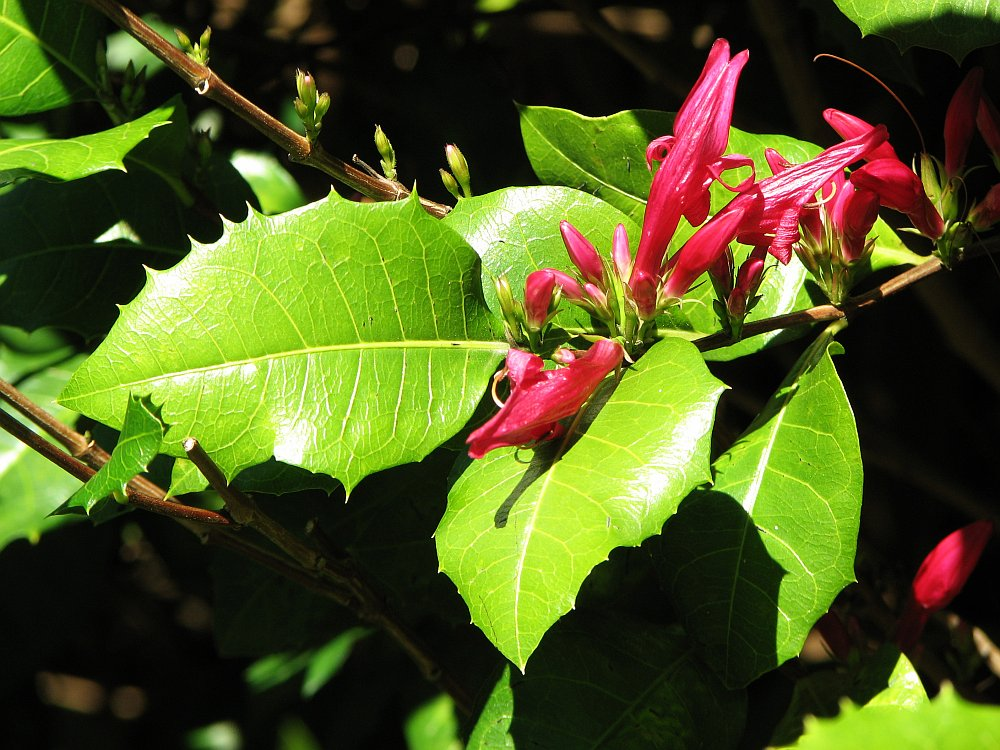
Graptophyllum ilicifolium
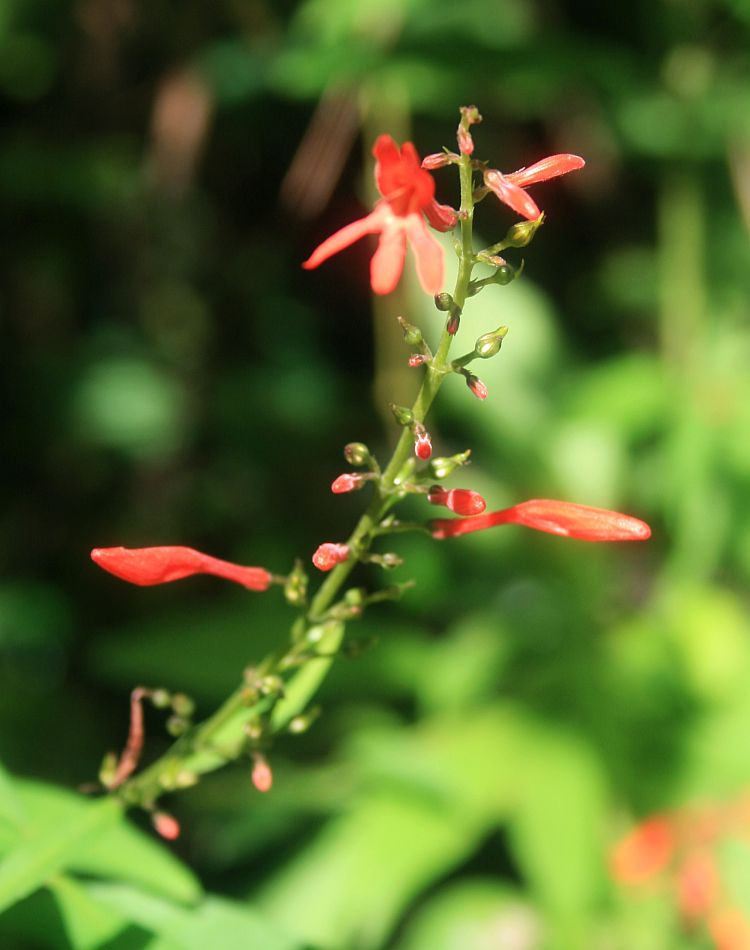
Odontonema rubrum
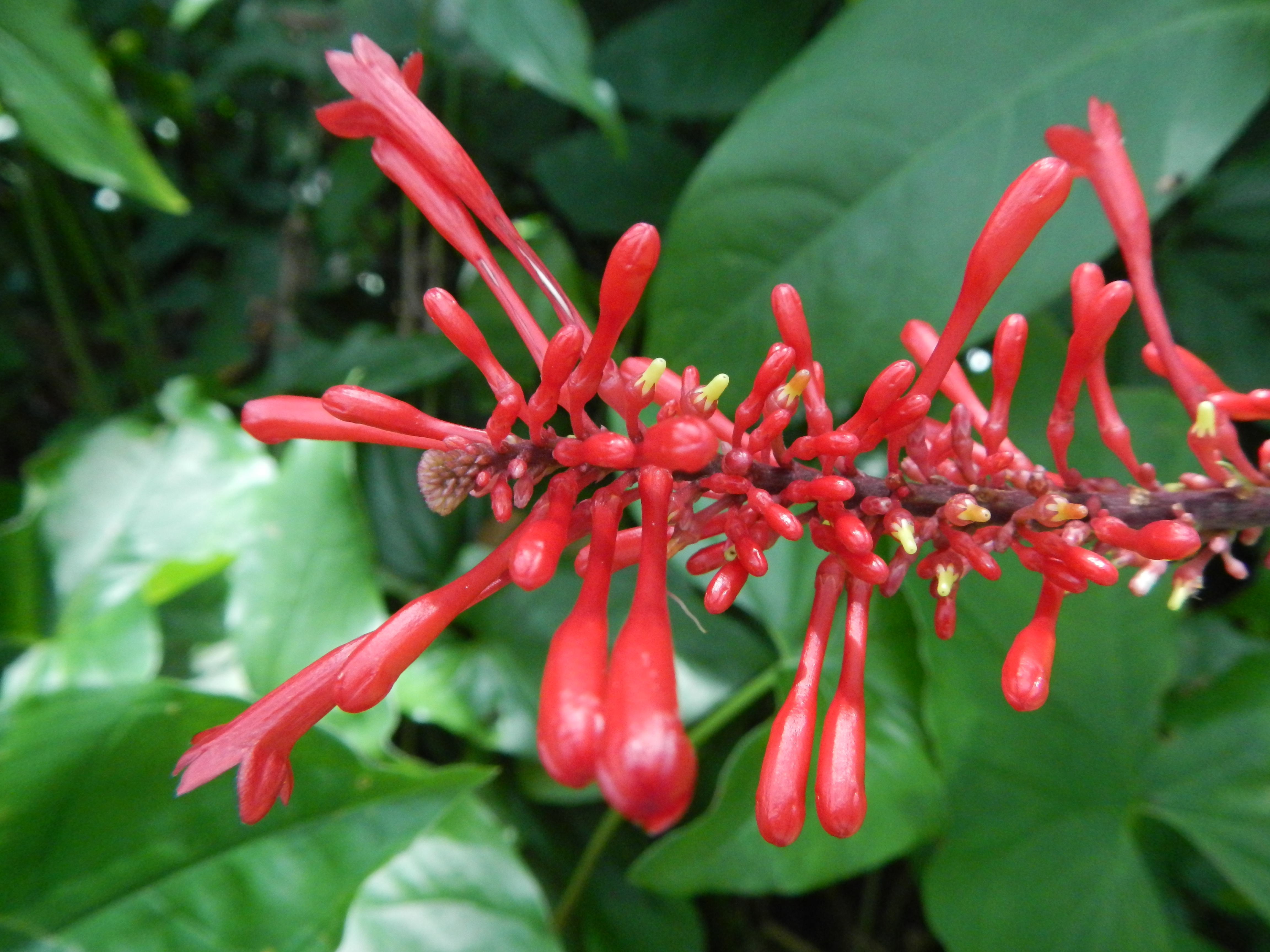
Odontonema tubaeforme
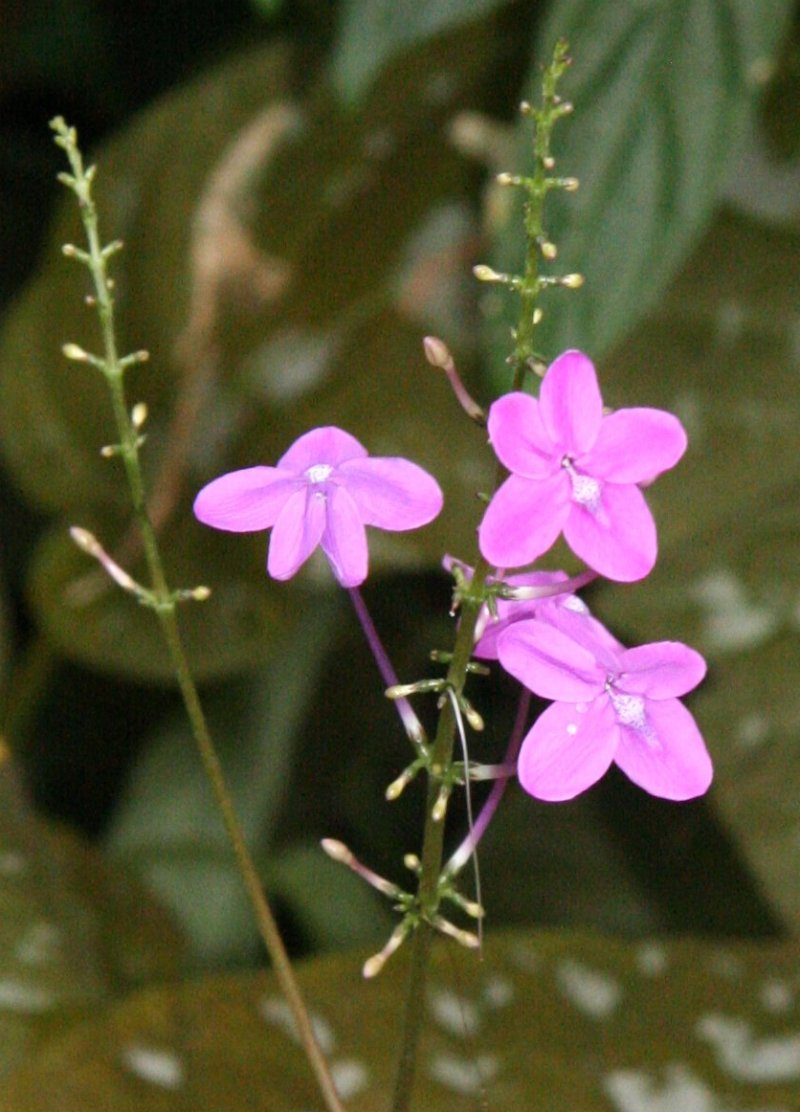
Pseuderanthemum alatum
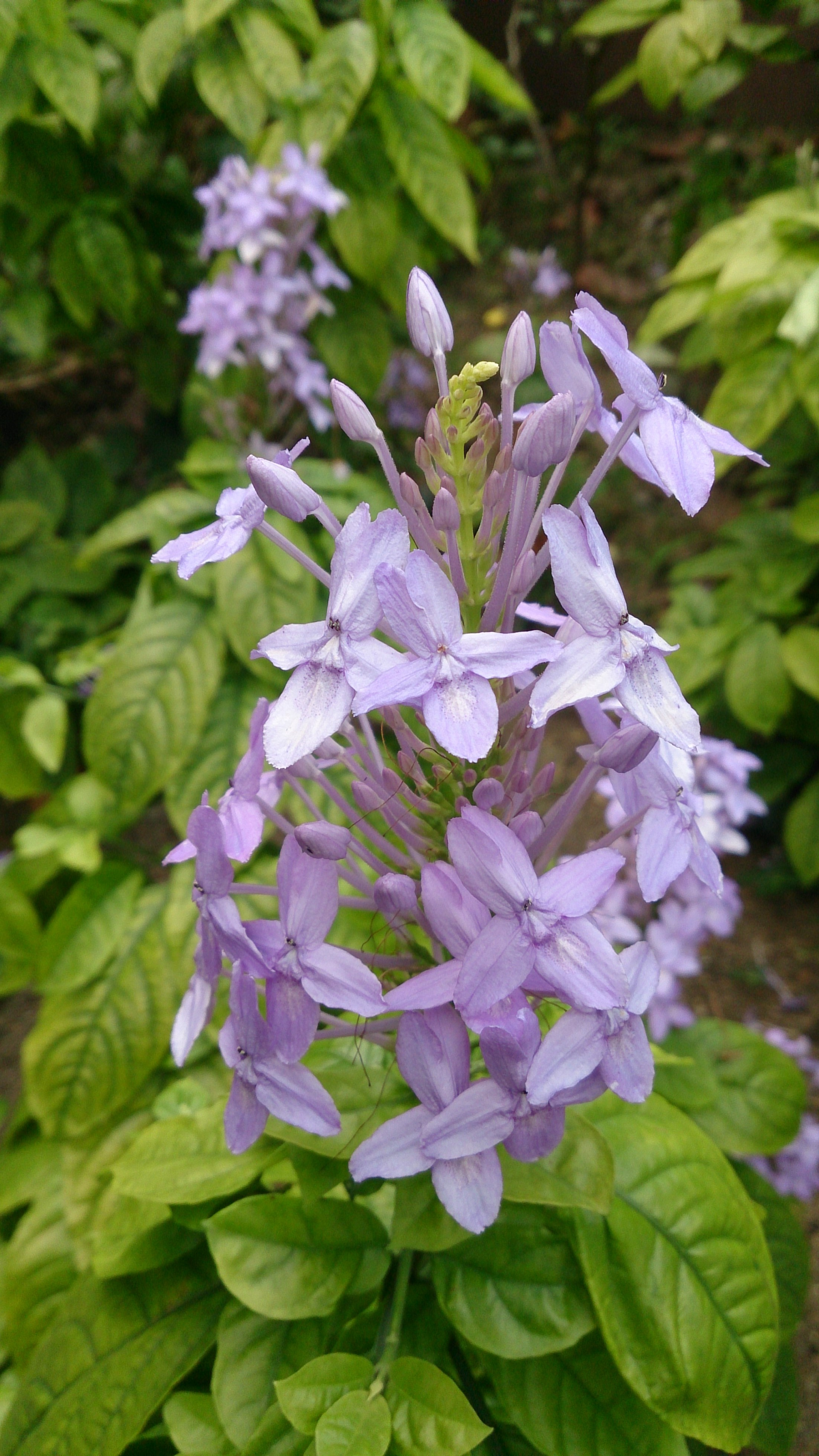
Pseuderanthemum andersonii
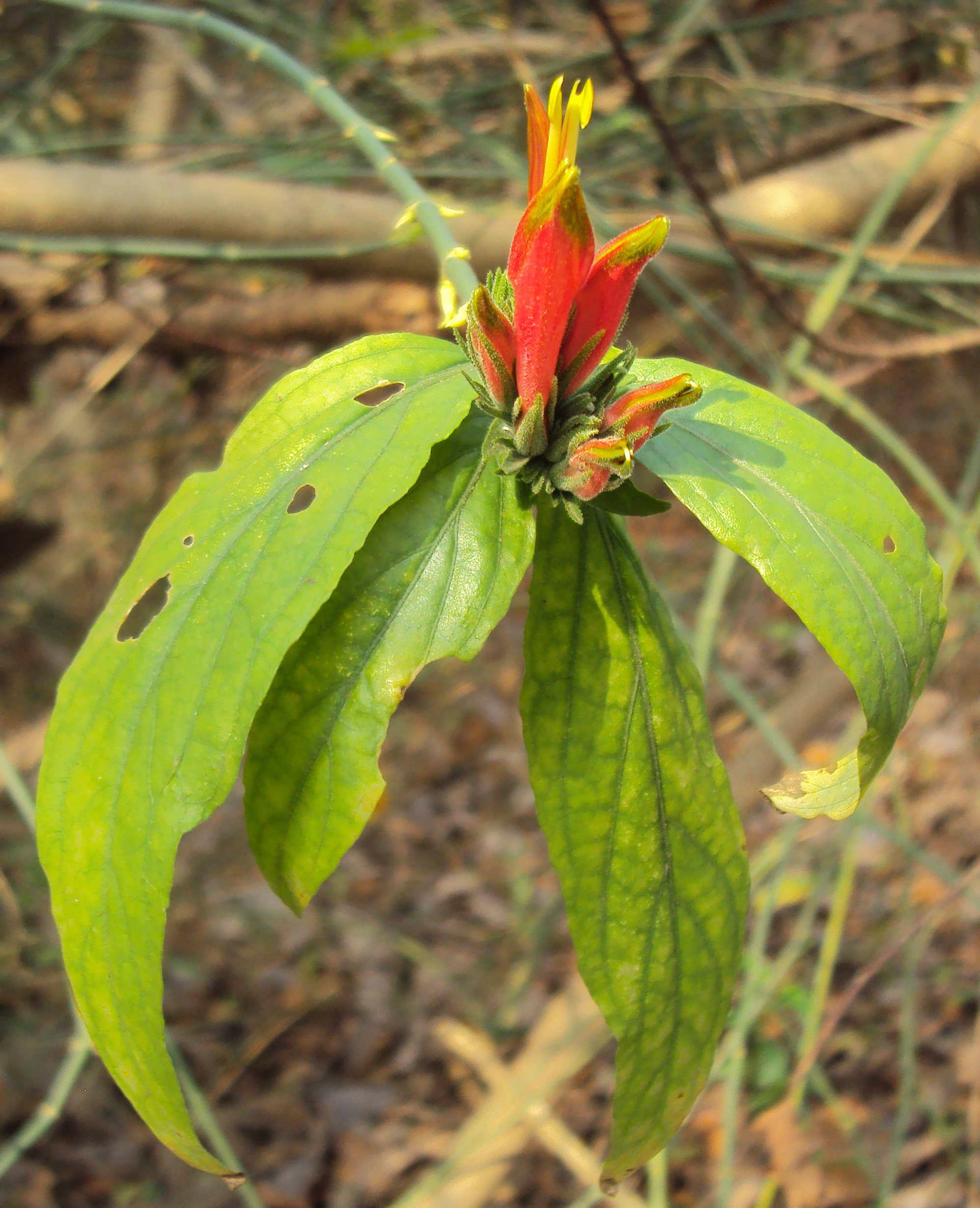
Clinacanthus siamensis
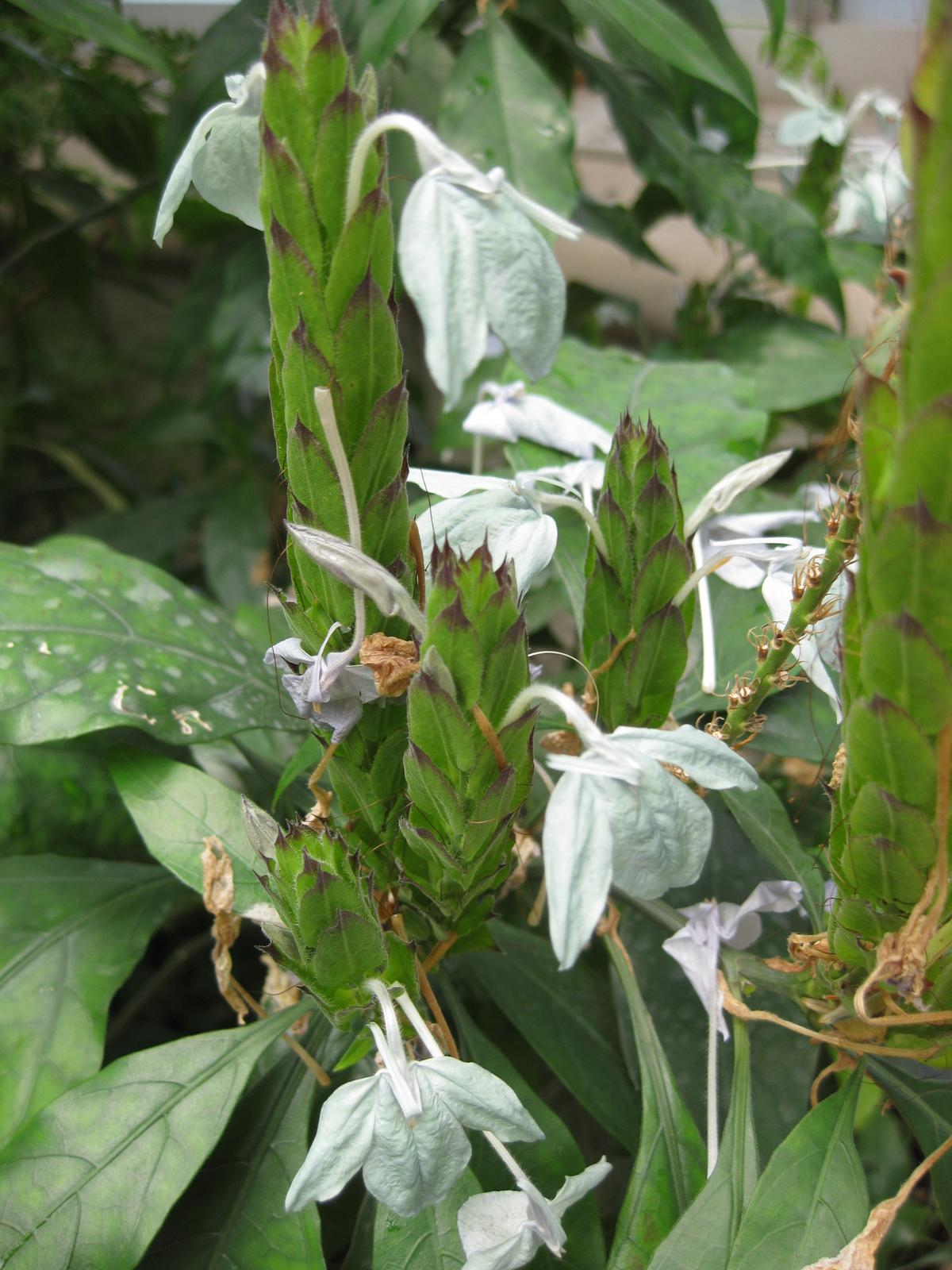
Ecbolium viride
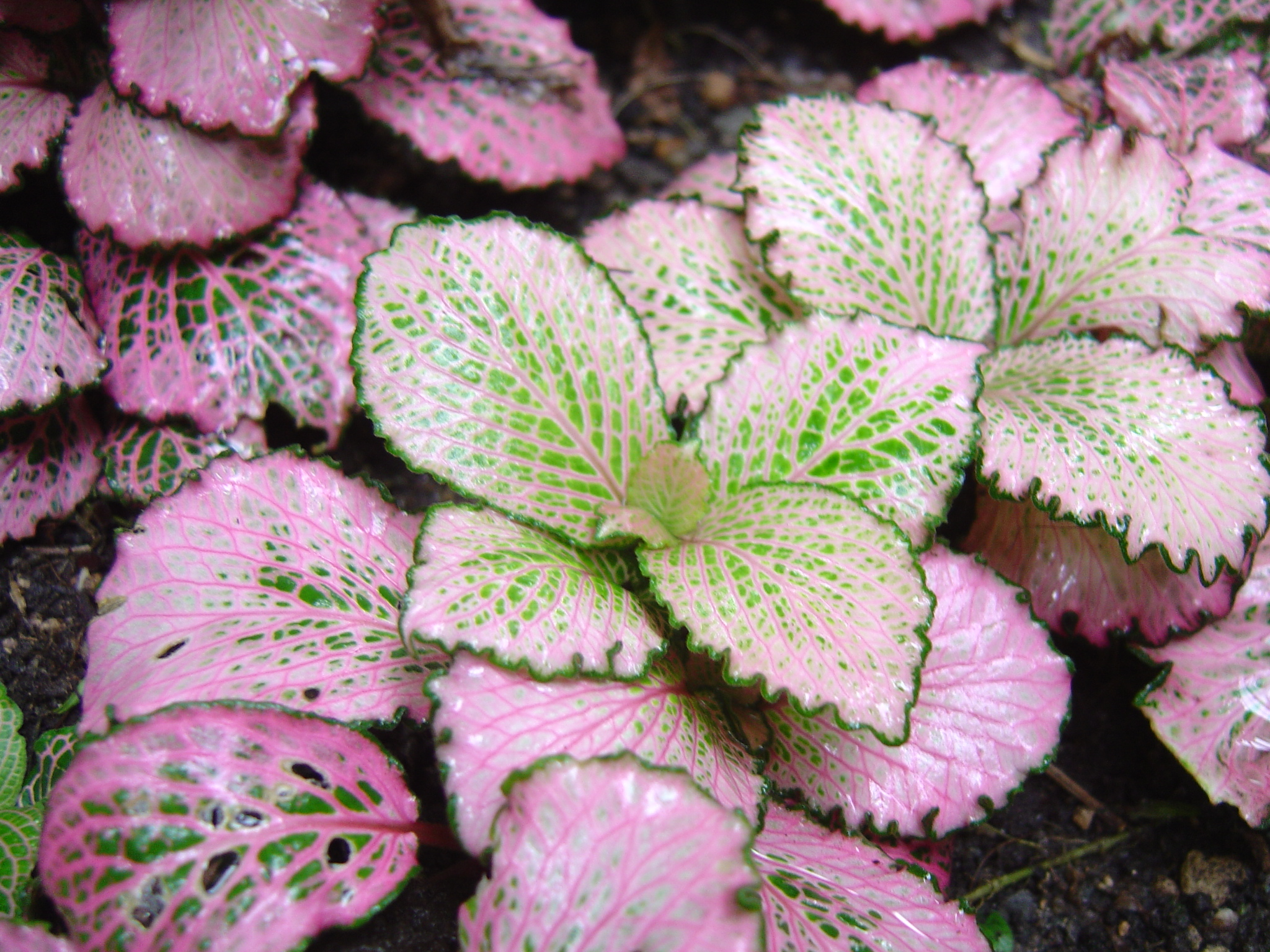
Fittonia albivenis
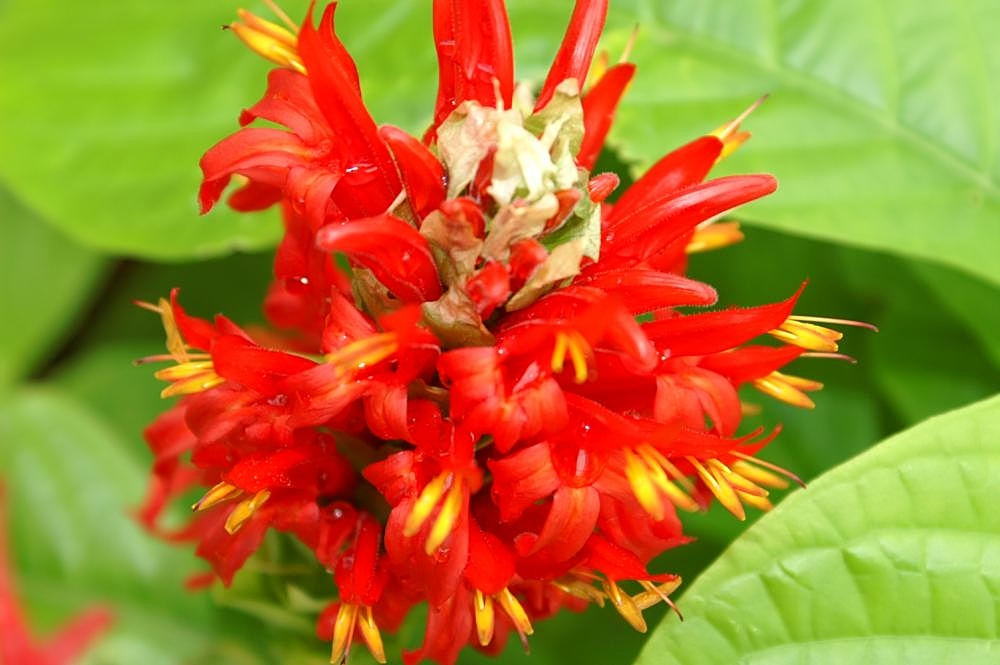
Pachystachys coccinea
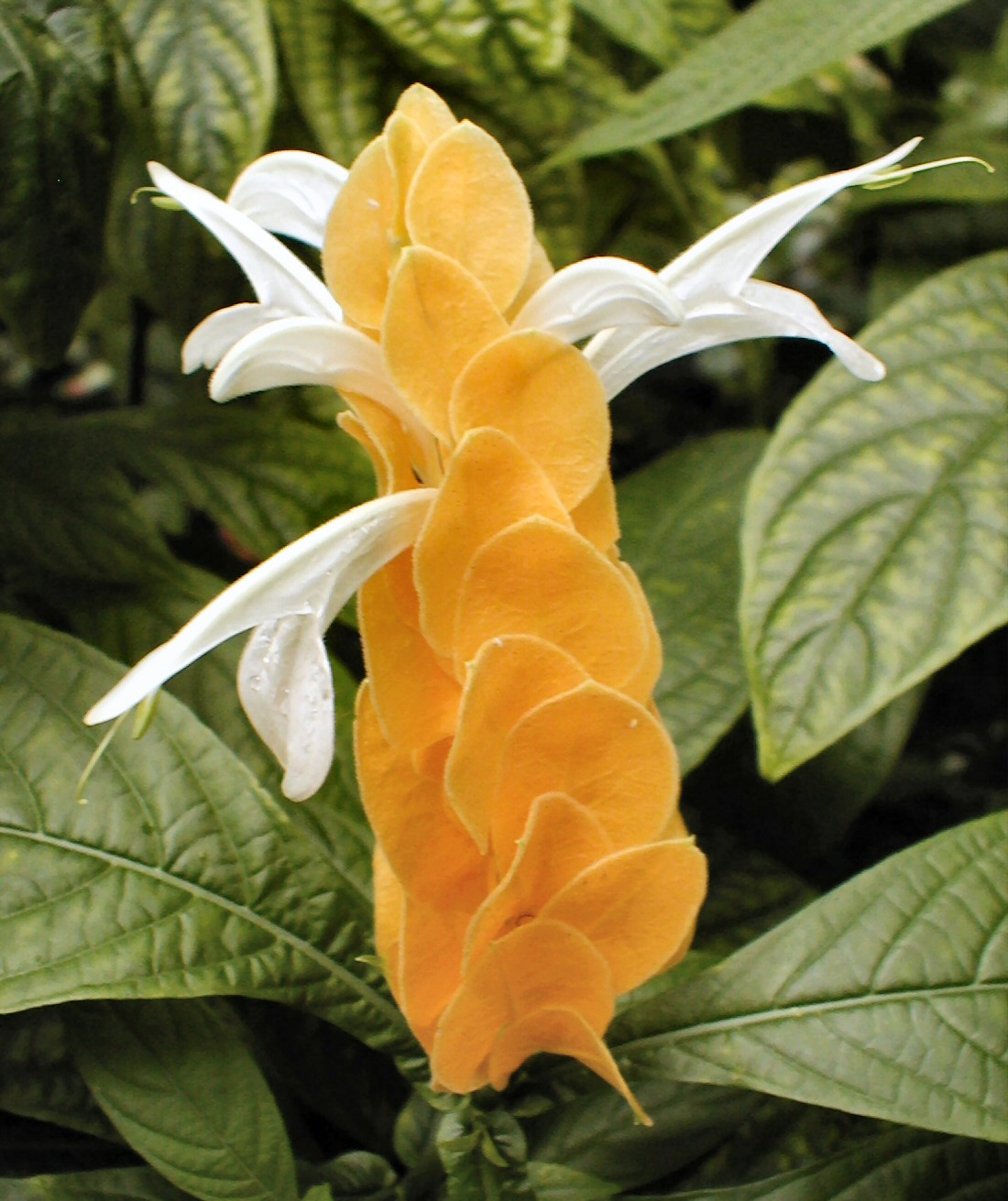
Pachystachys lutea
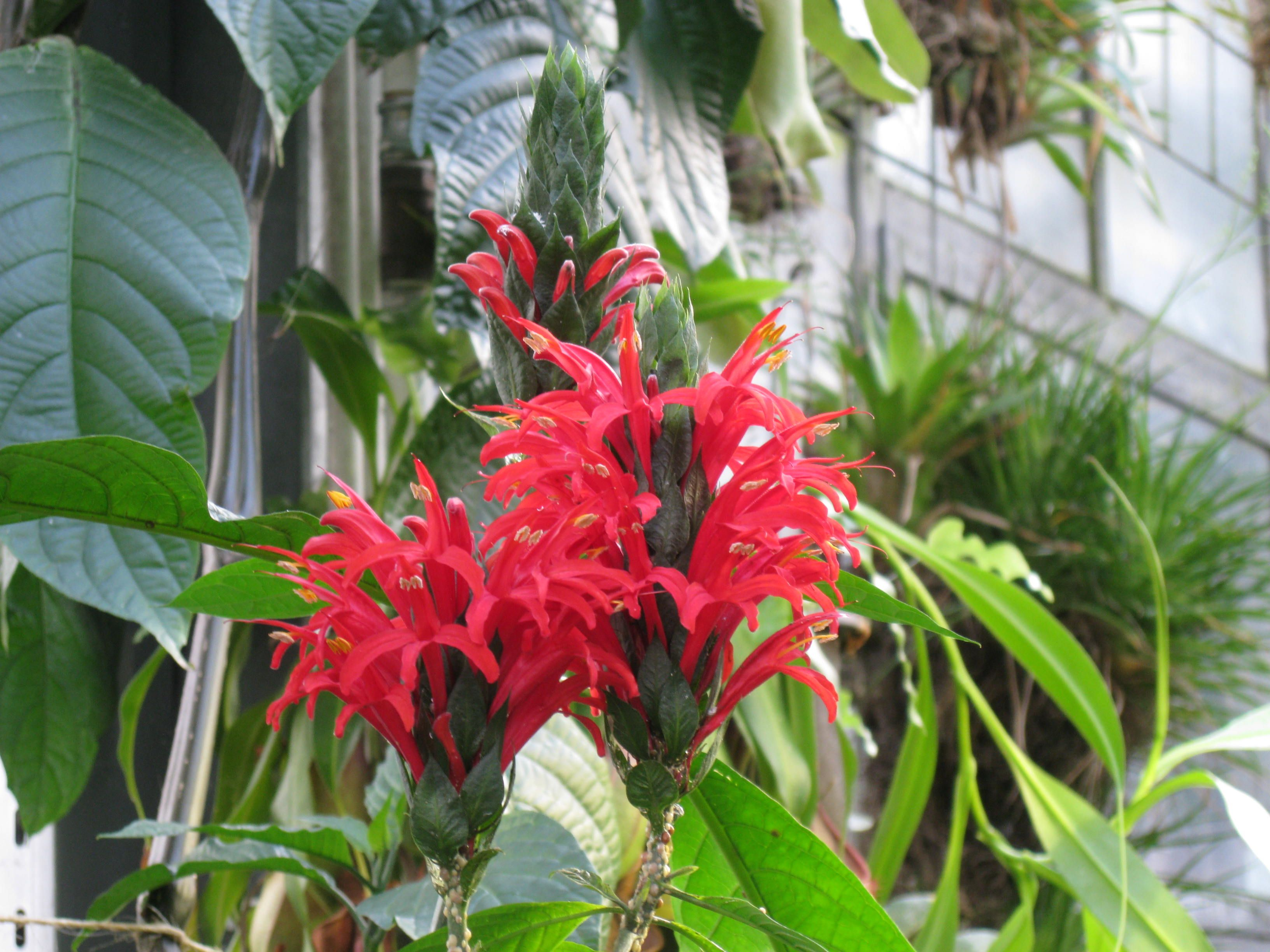
Pachystachys spicata
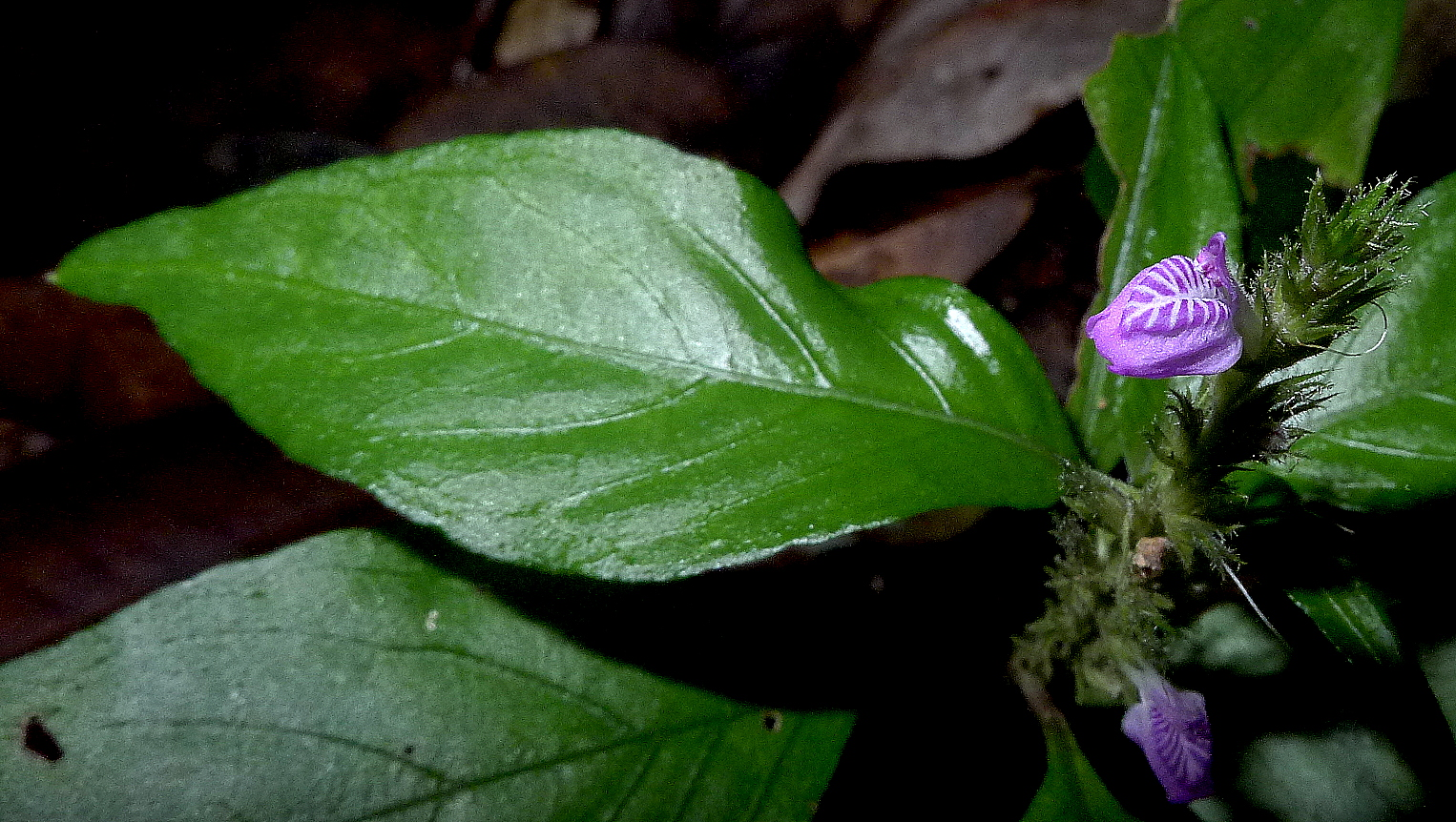
Schaueria hirsuta

Tribù Ruellieae

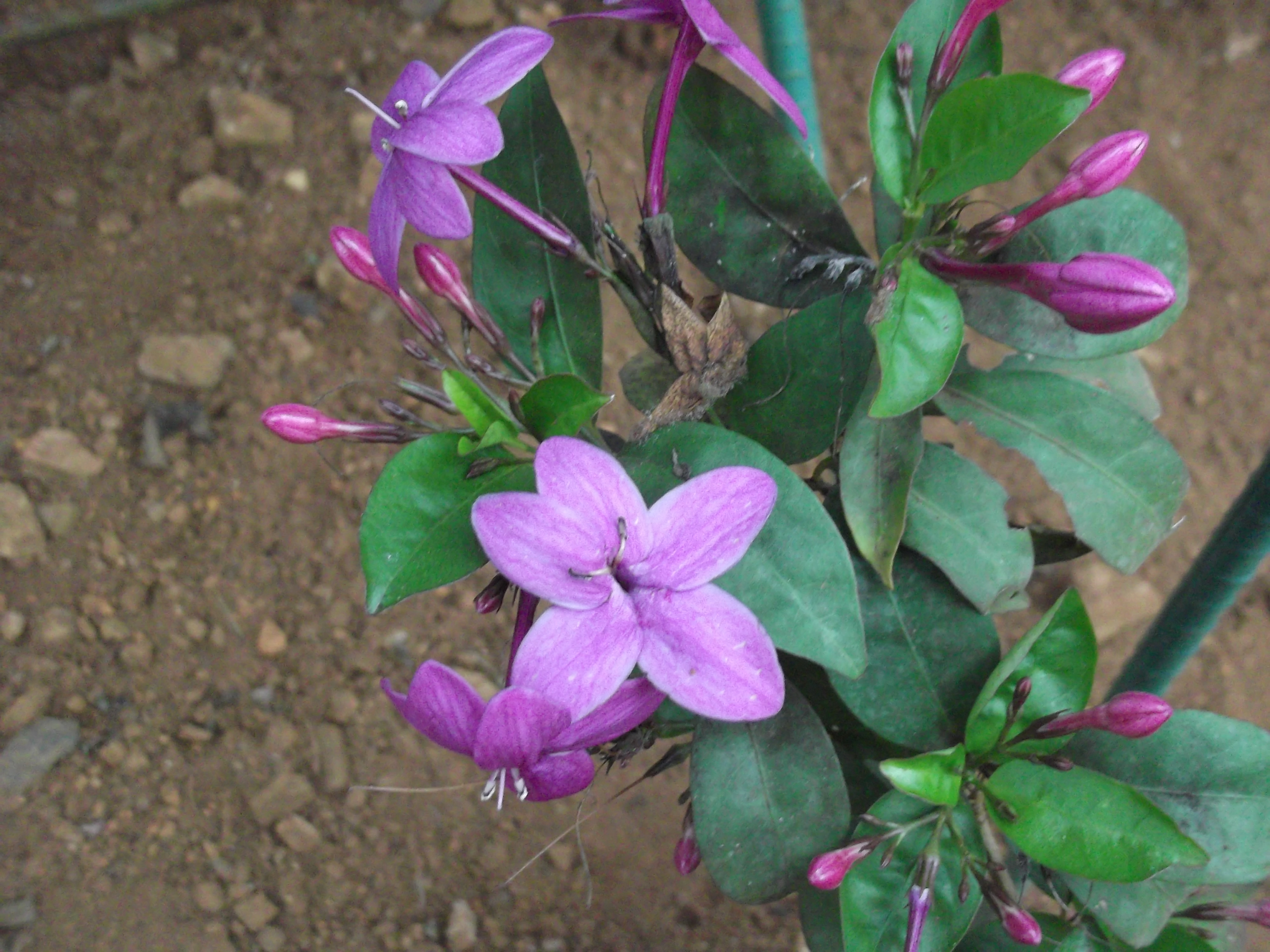
Eranthemum laxiflorum
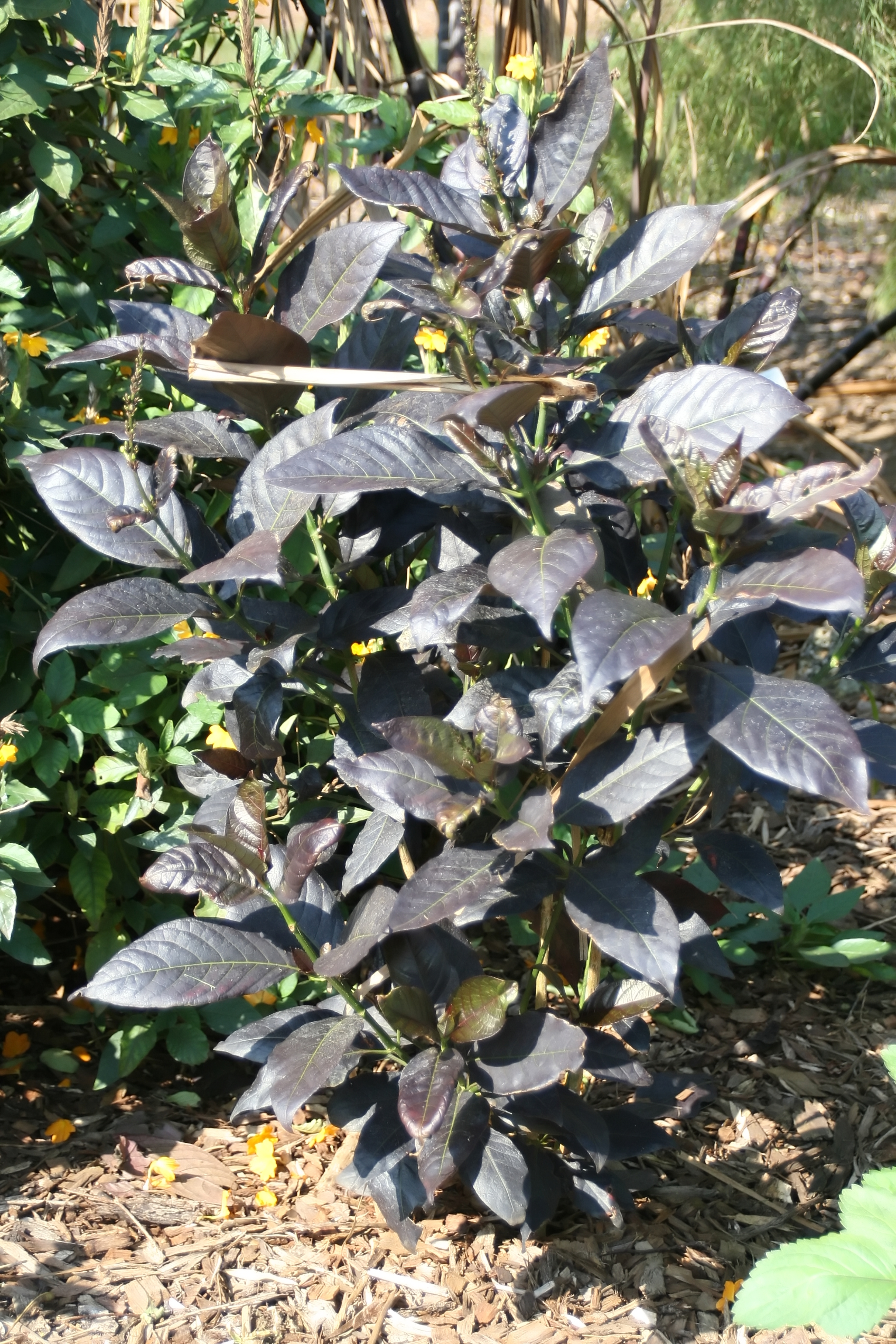
Eranthemum nigrum
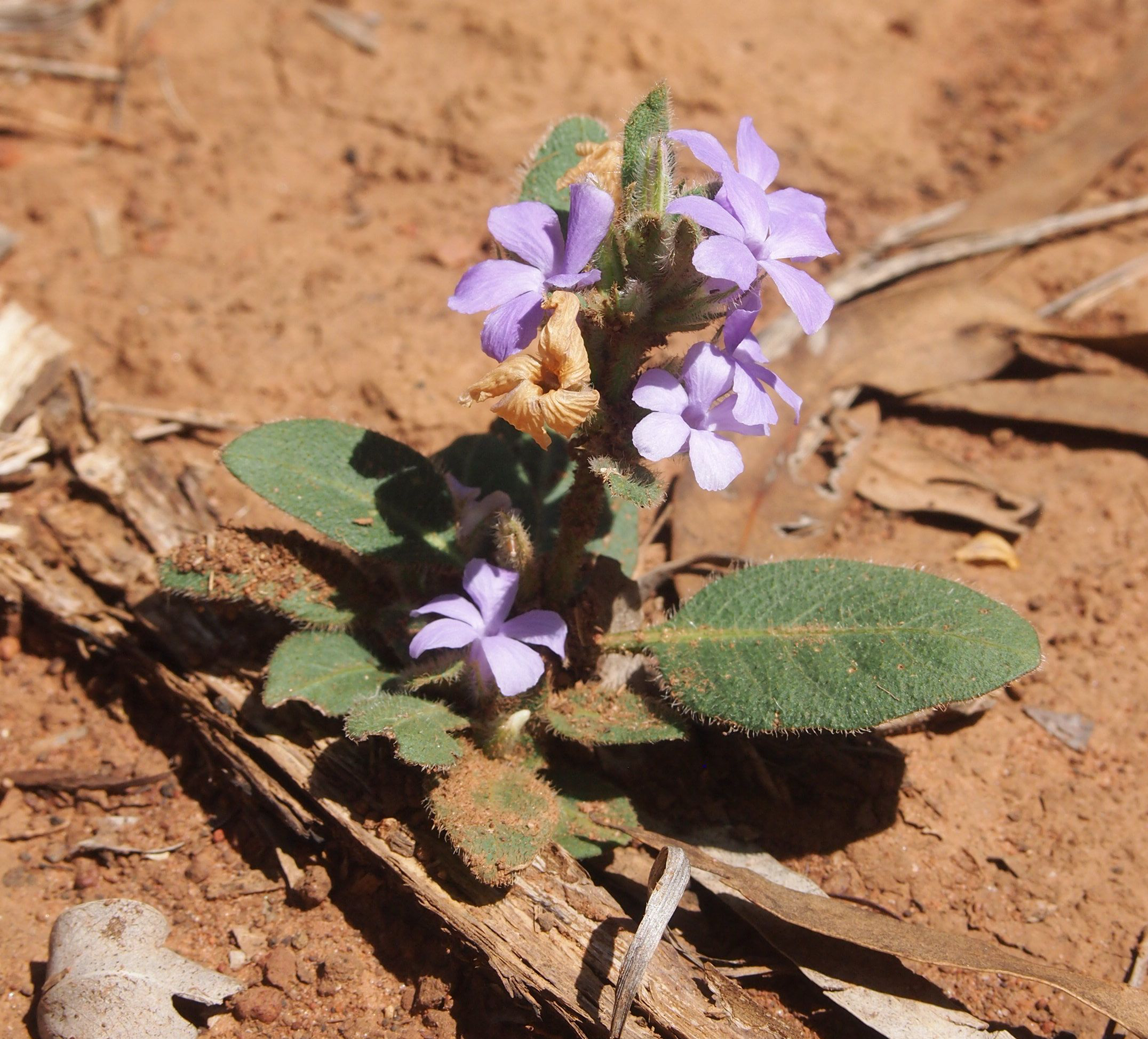
Brunoniella australis
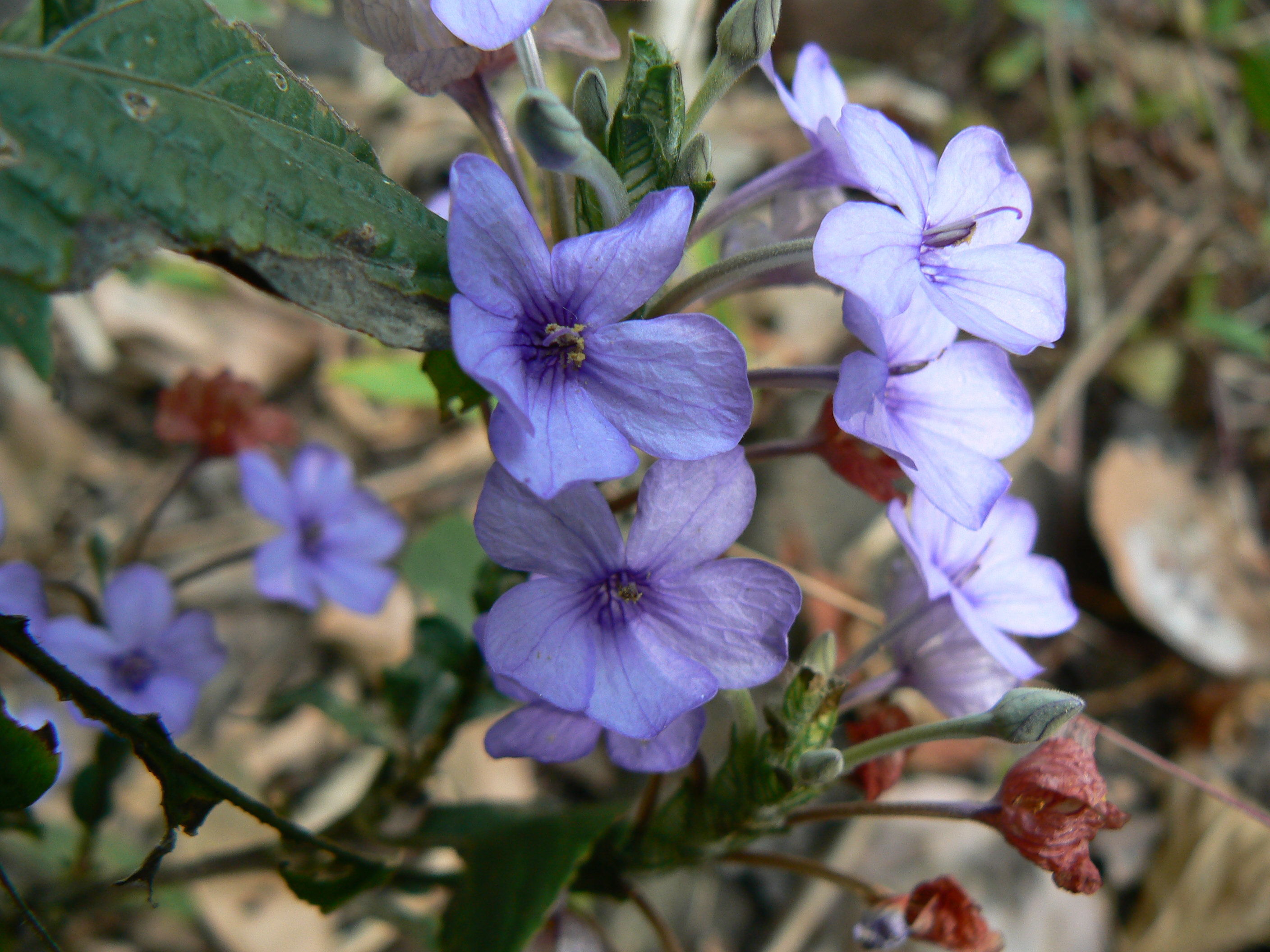
Eranthemum roseum
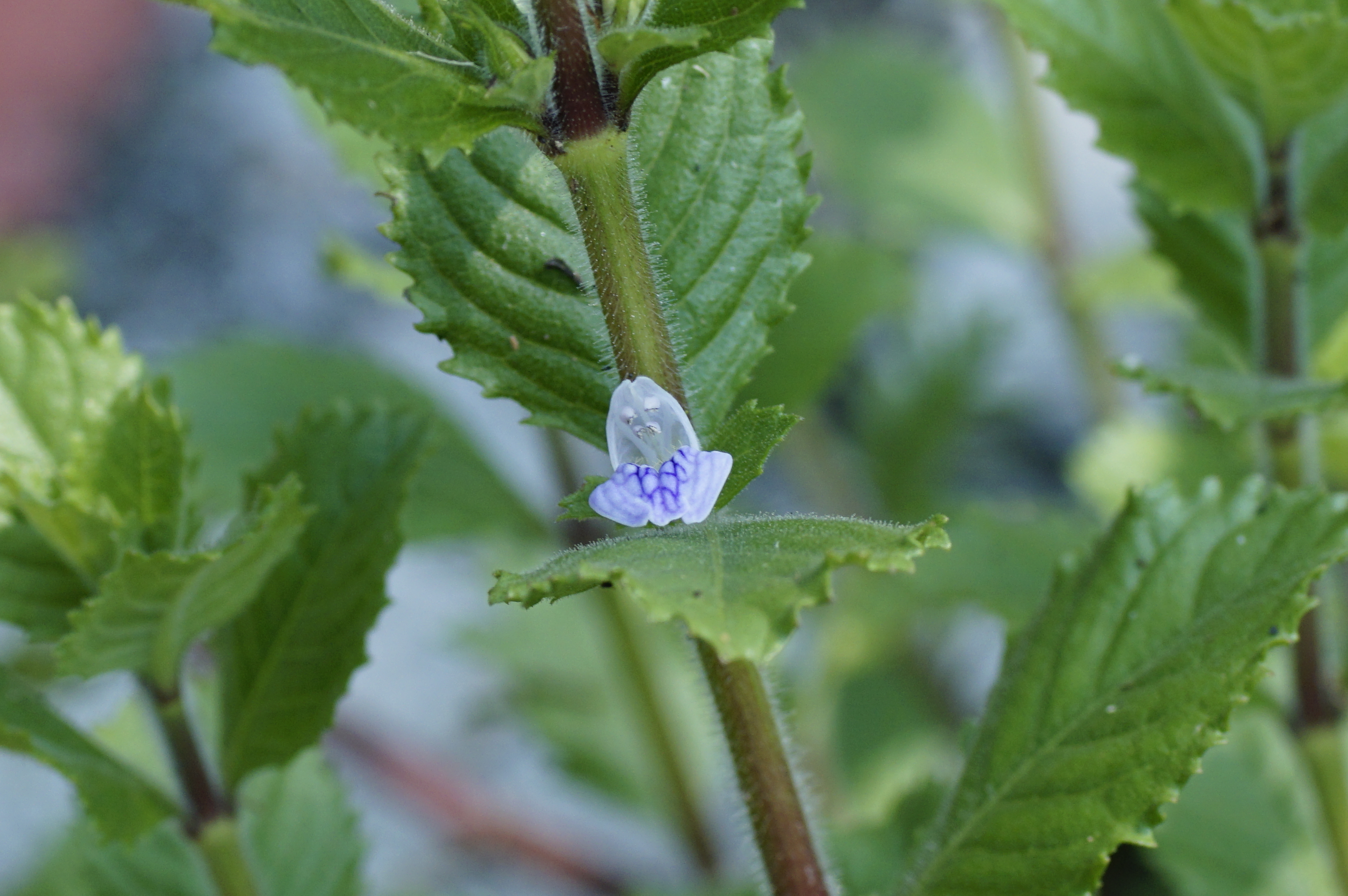
Hygrophila difformis
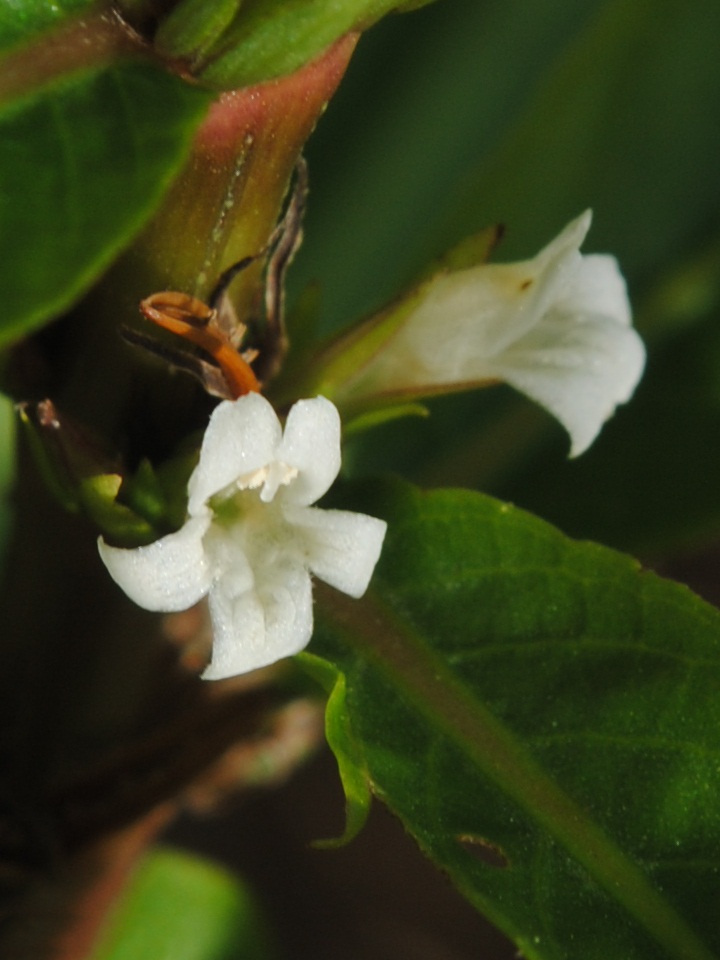
Hygrophila guianensis
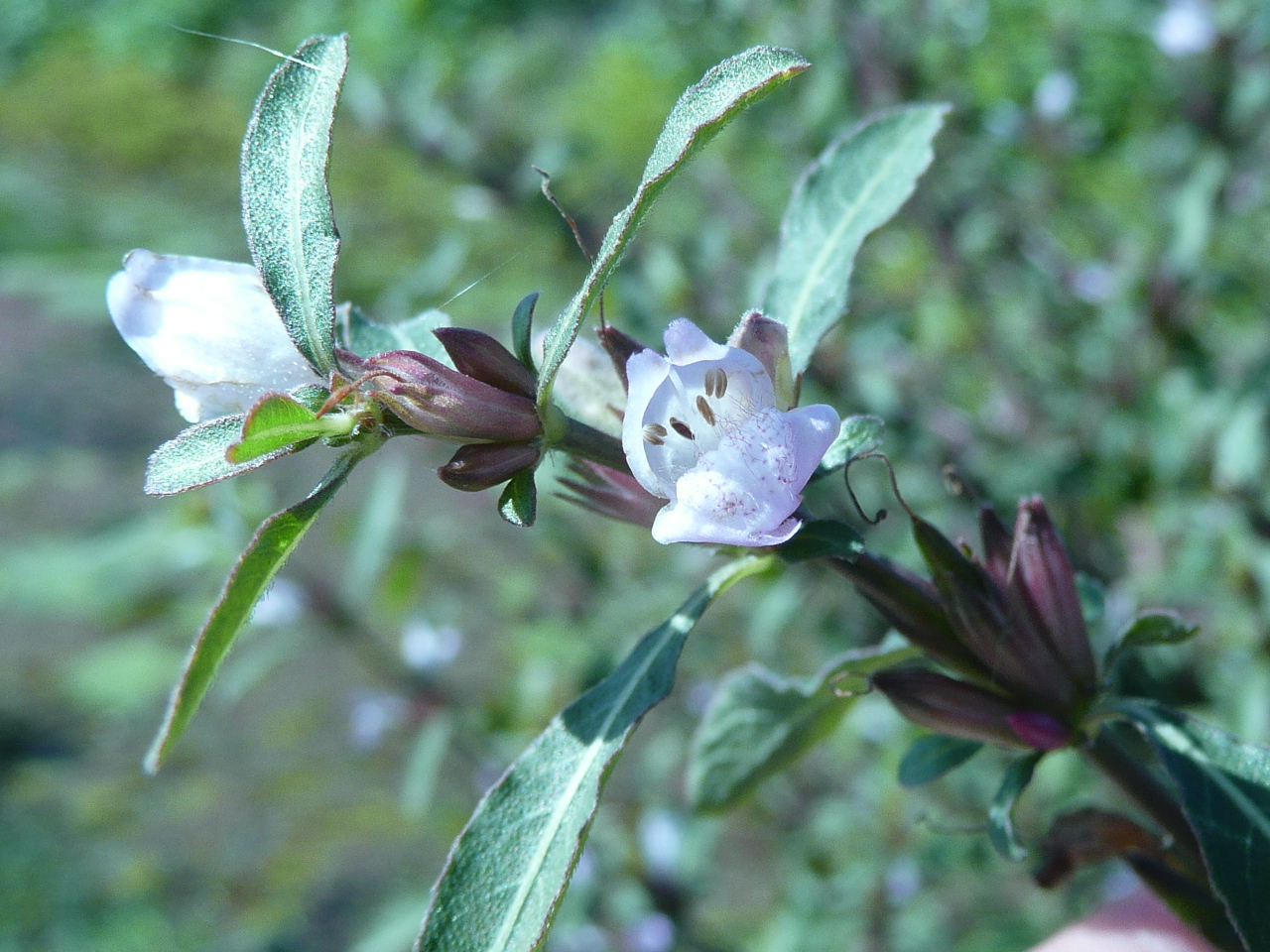
Hygrophila pogonocalyx
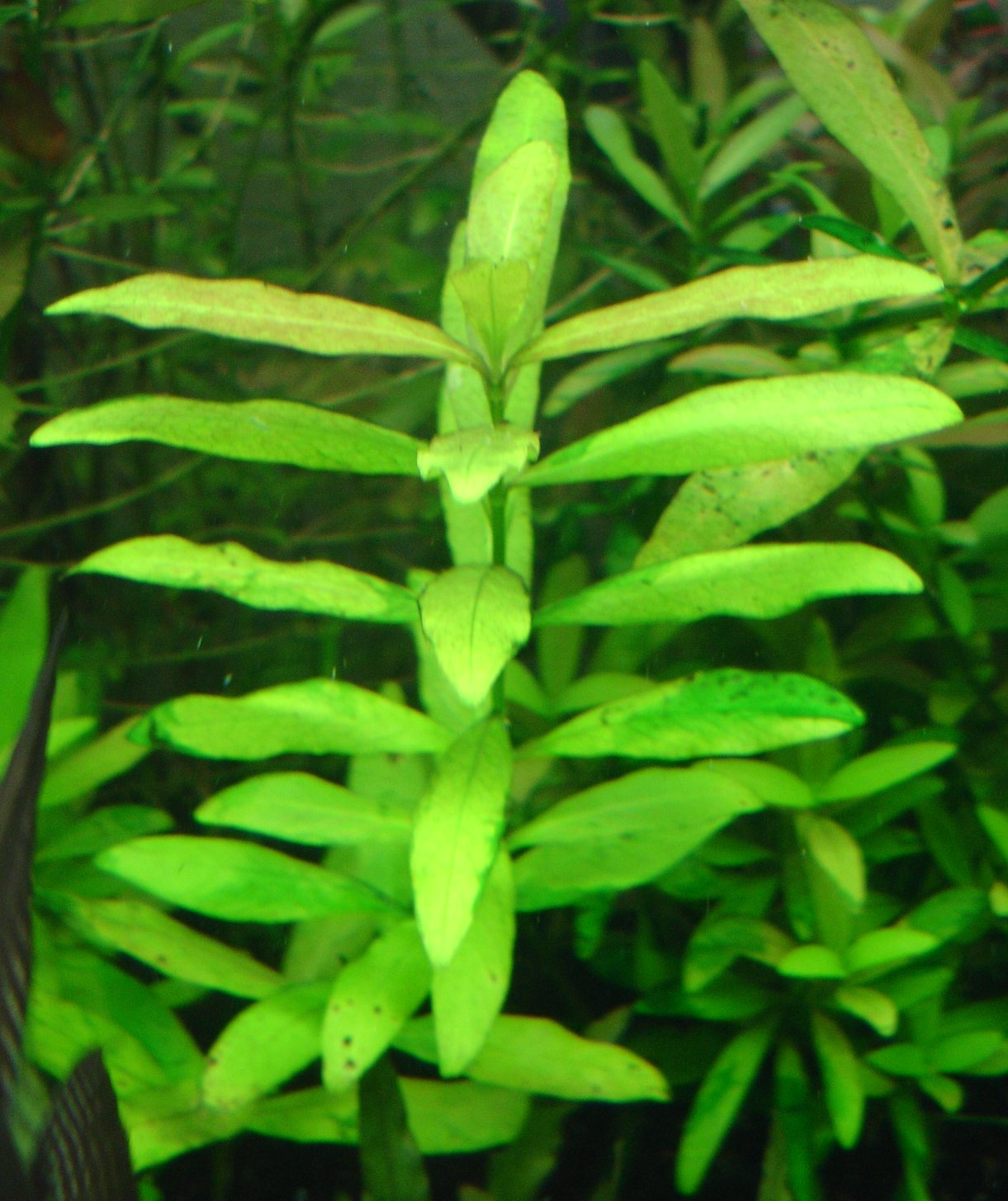
Hygrophila polysperma
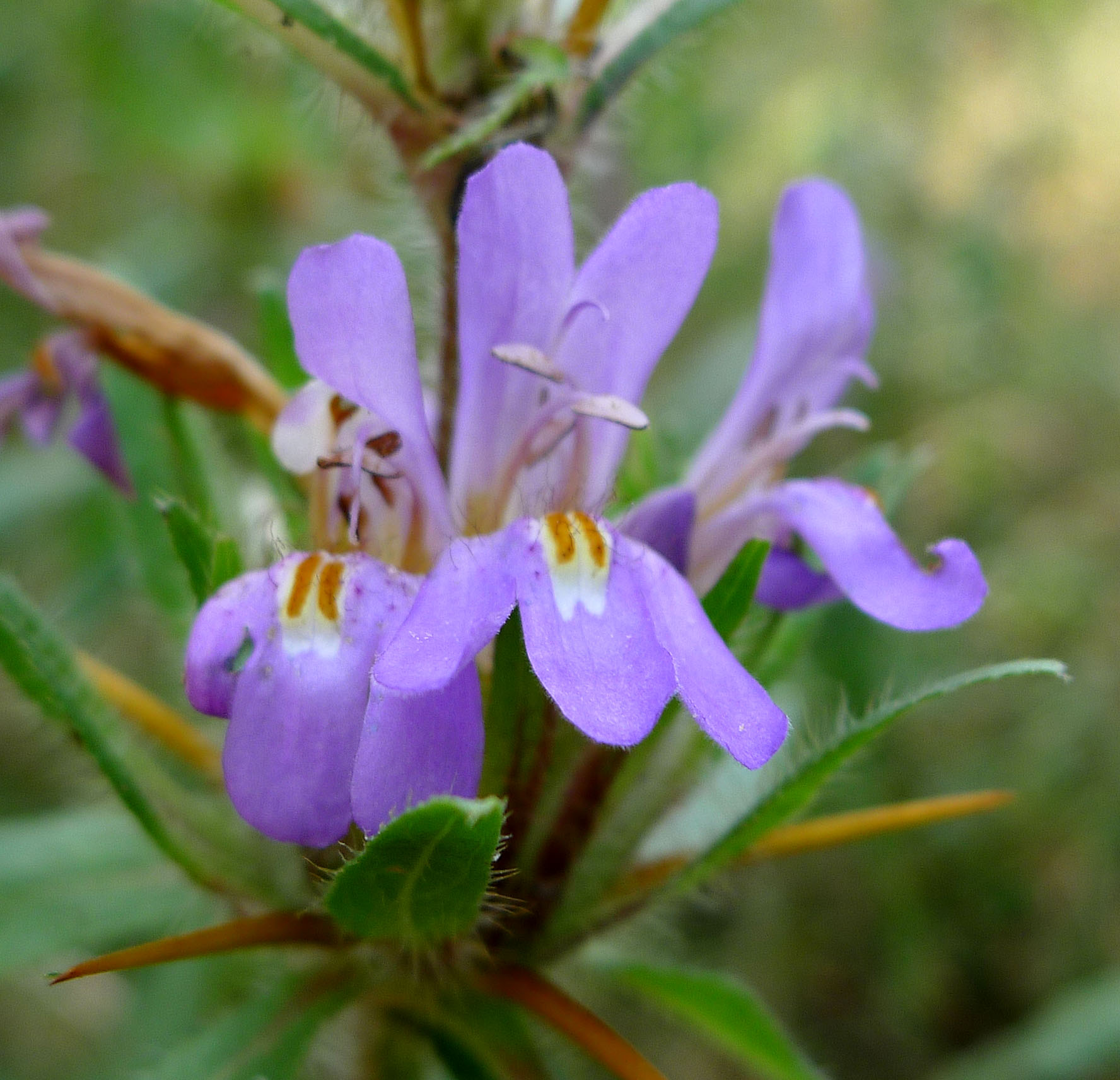
Hygrophila schulli
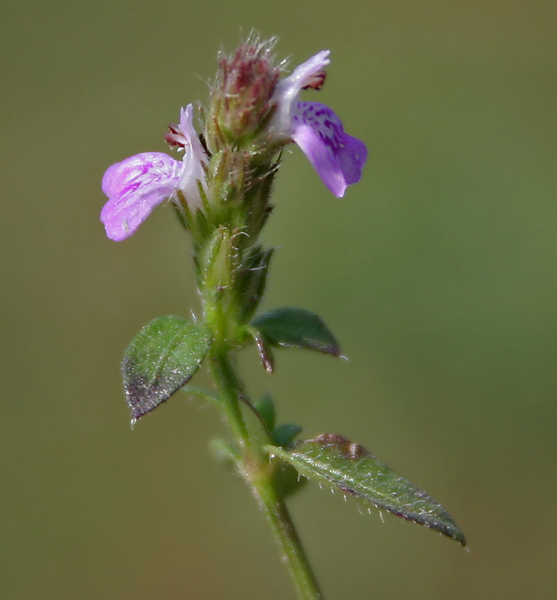
Hygrophila serpyllum
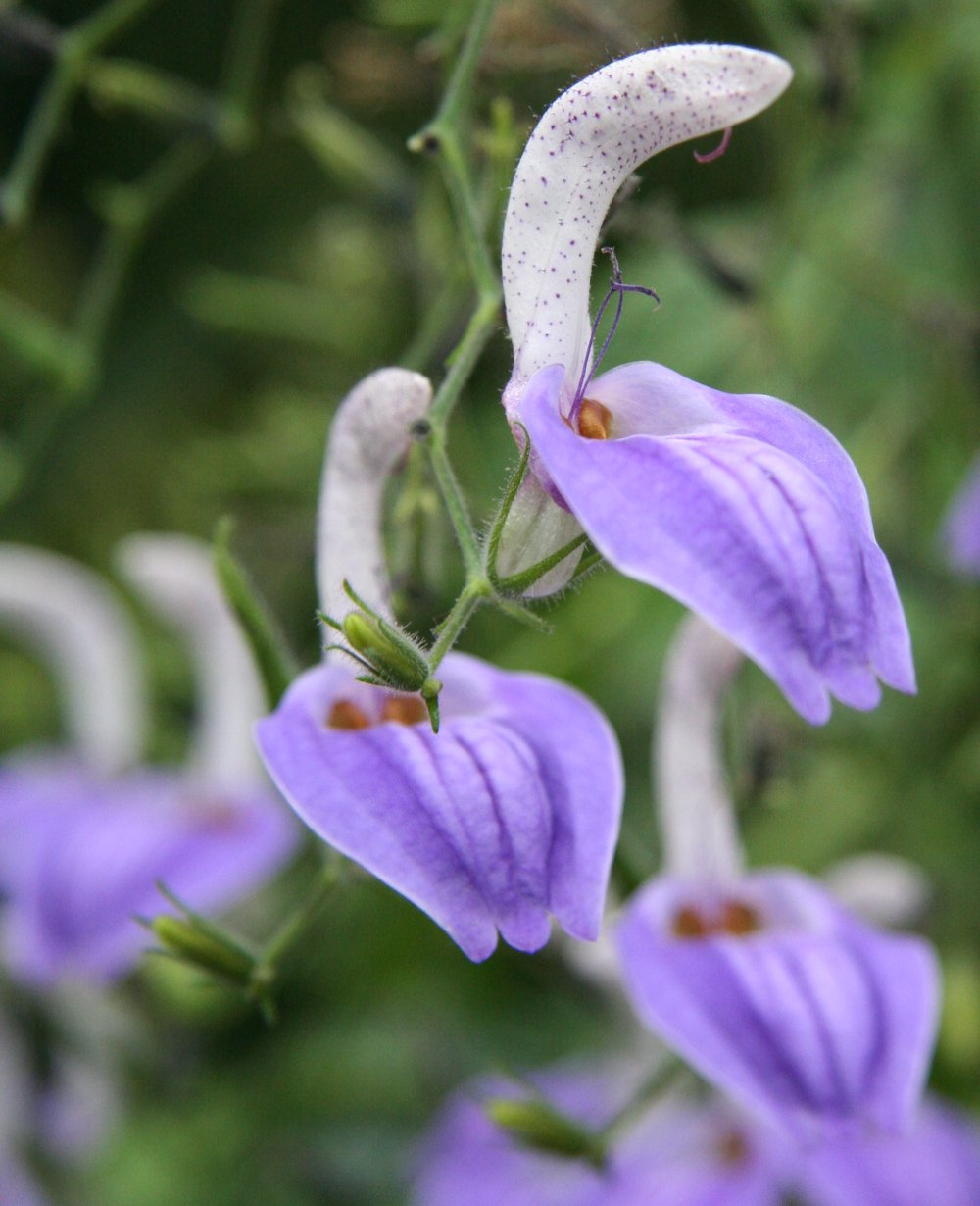
Brillantaisia owariensis
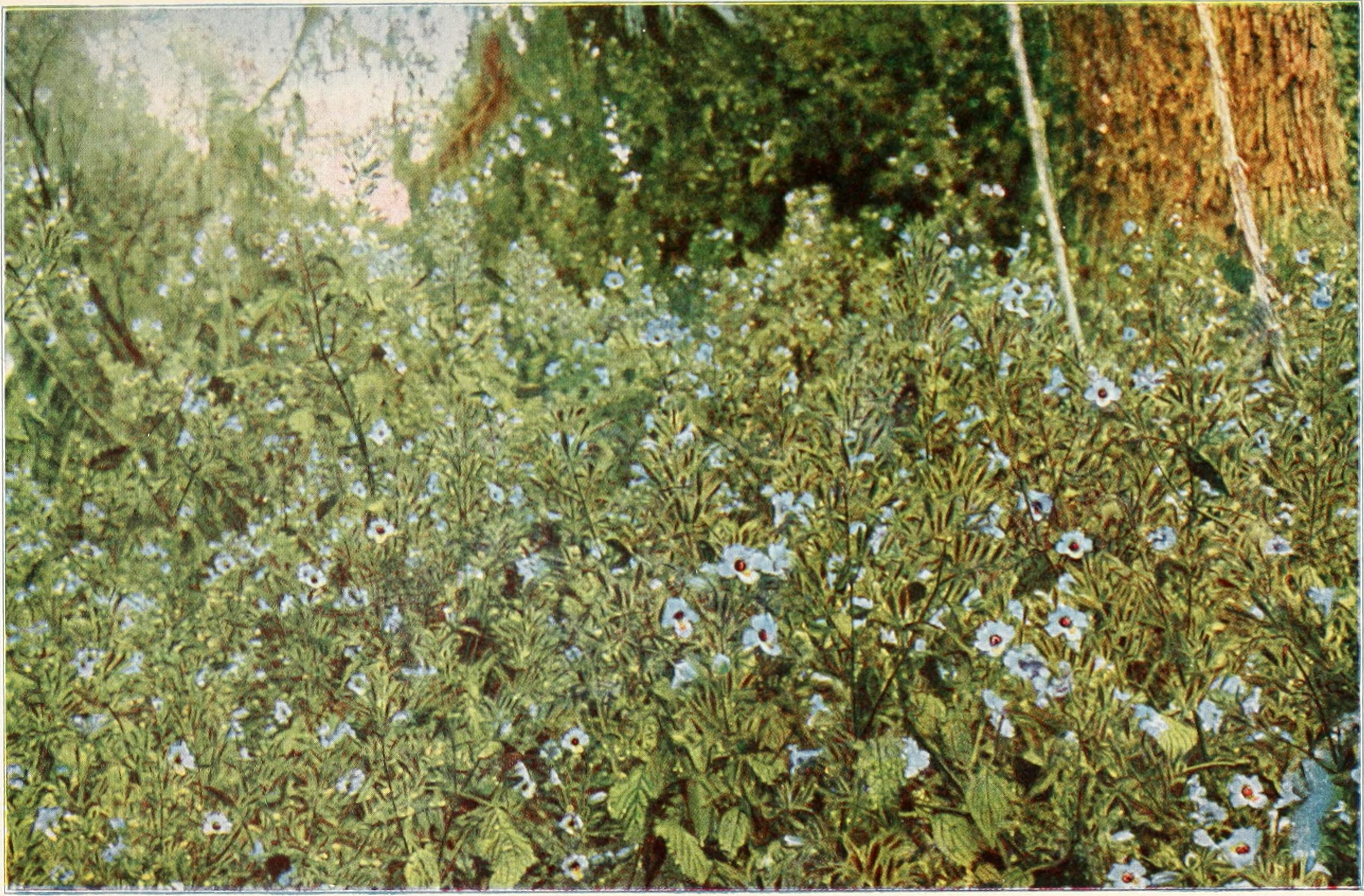
Mimulopsis violacea
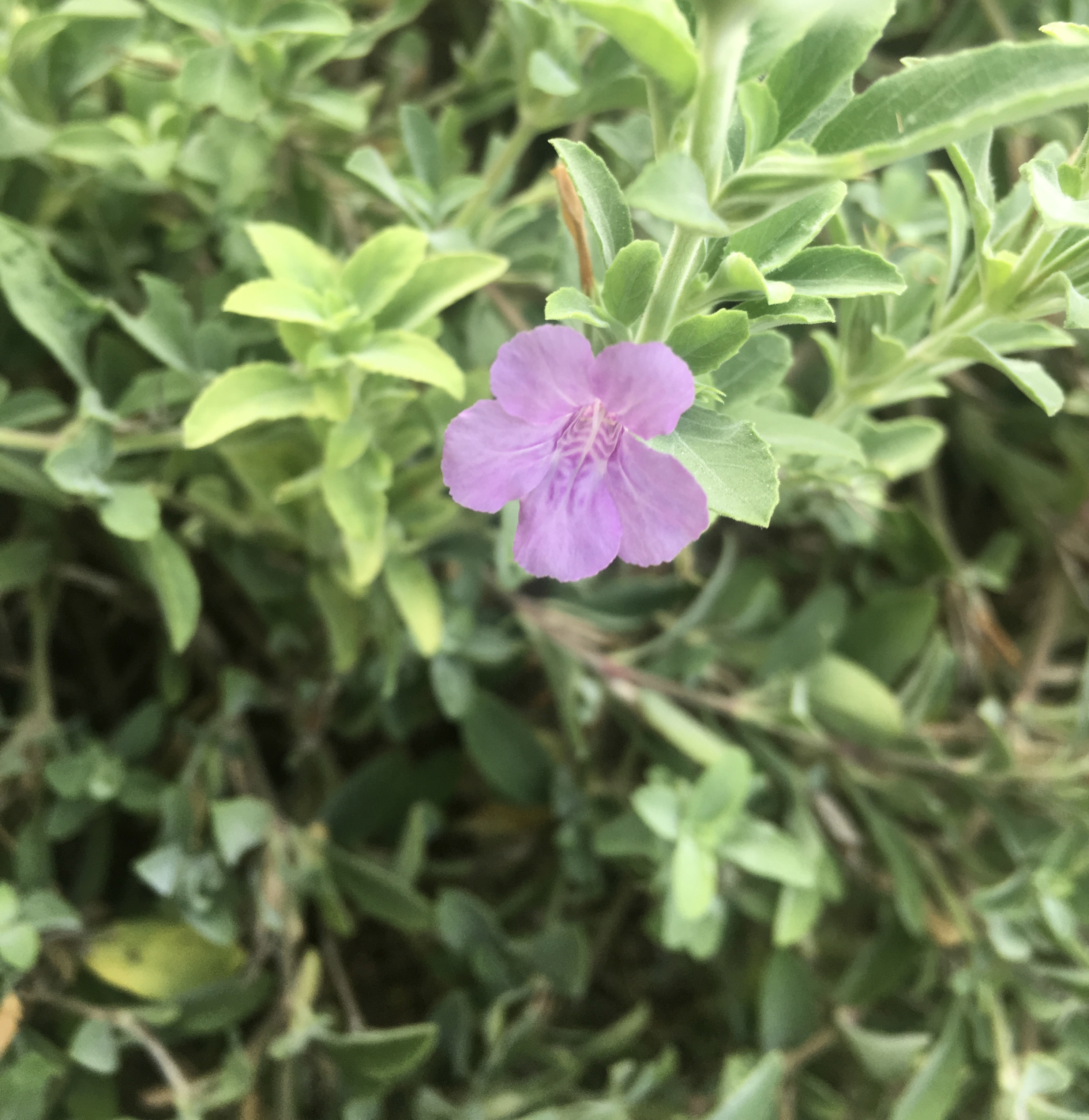
Dyschoriste crenulata
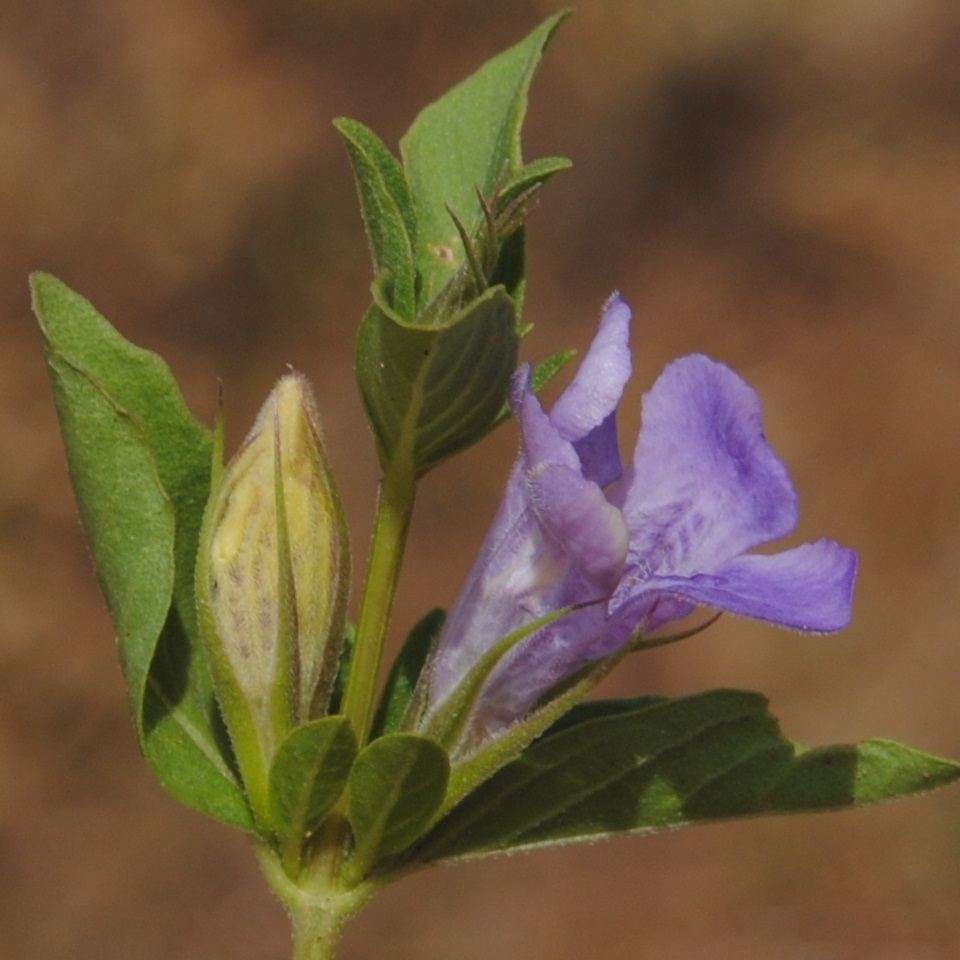
Dyschoriste humilis
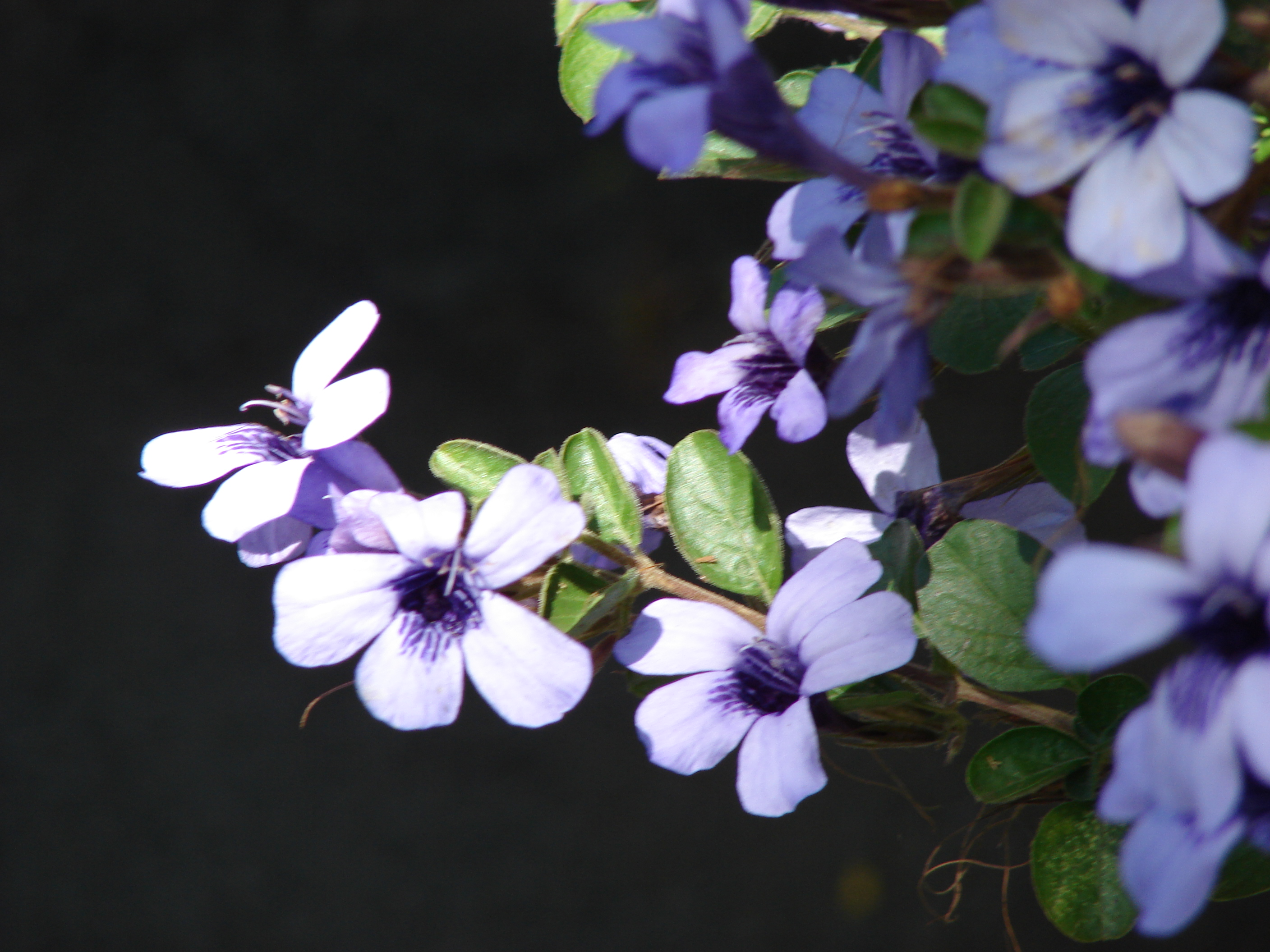
Dyschoriste hygrophyloides
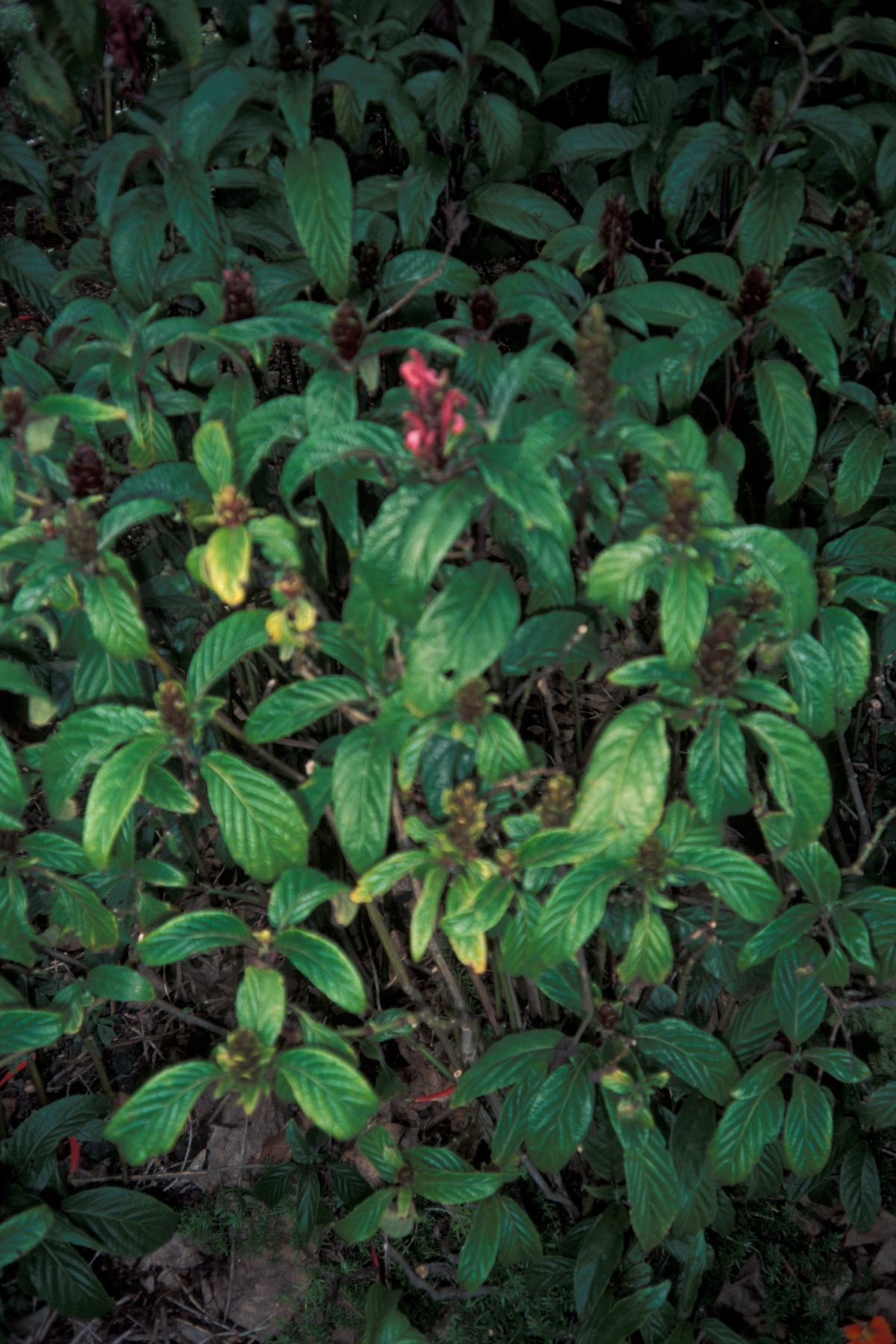
Ruellia chartacea
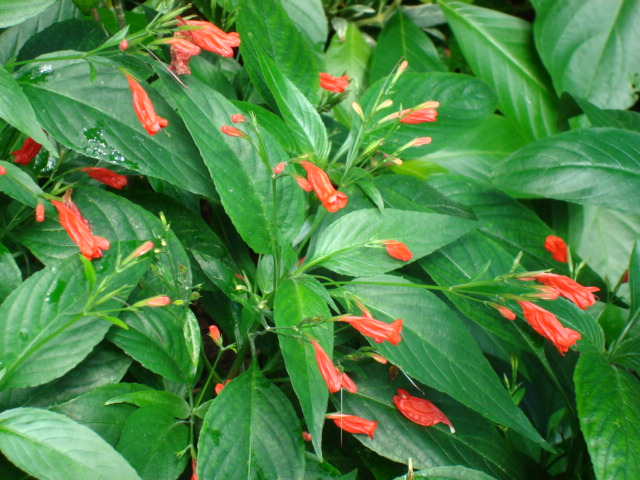
Ruellia graecizans
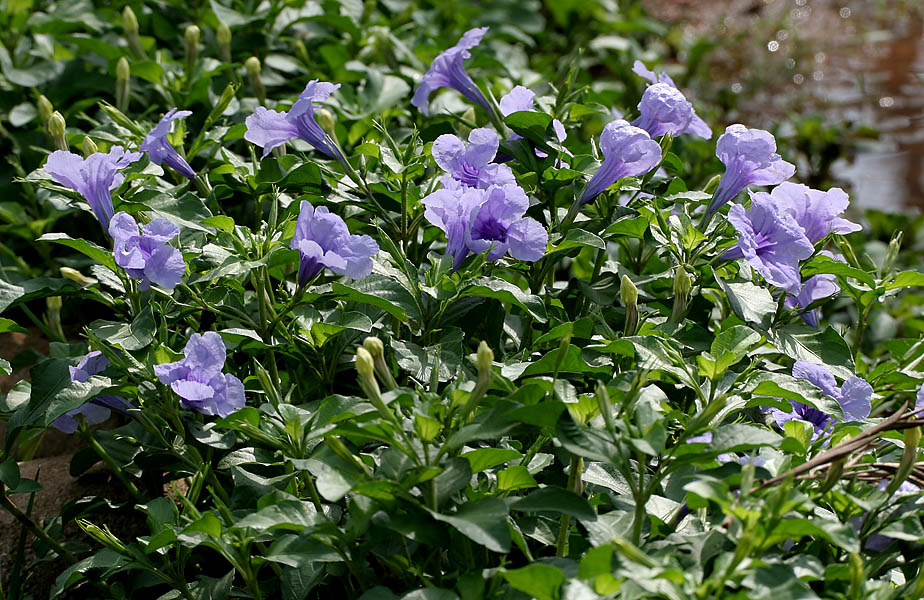
Ruellia tuberosa
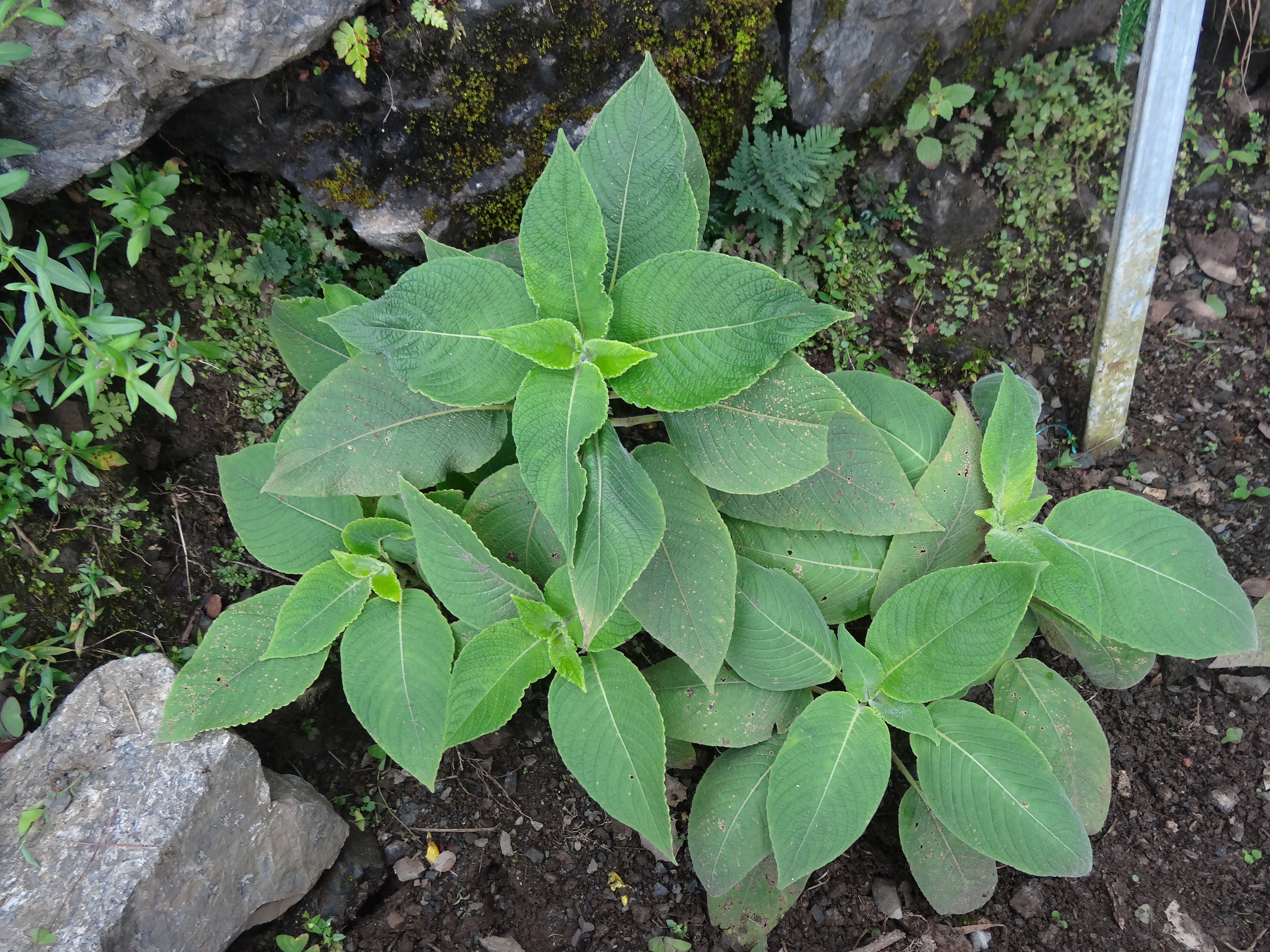
Aechmanthera gossypina
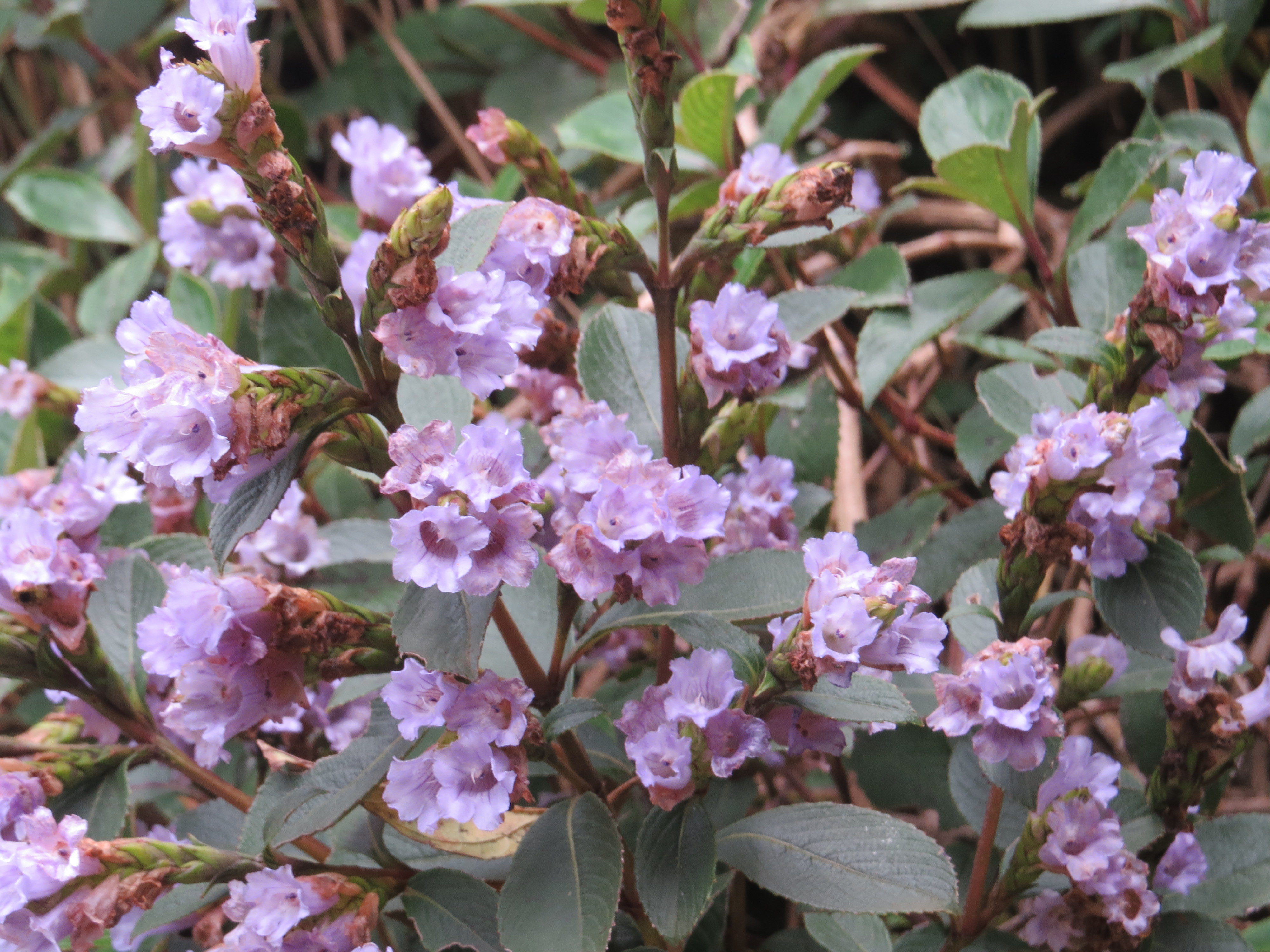
Strobilanthes kunthiana
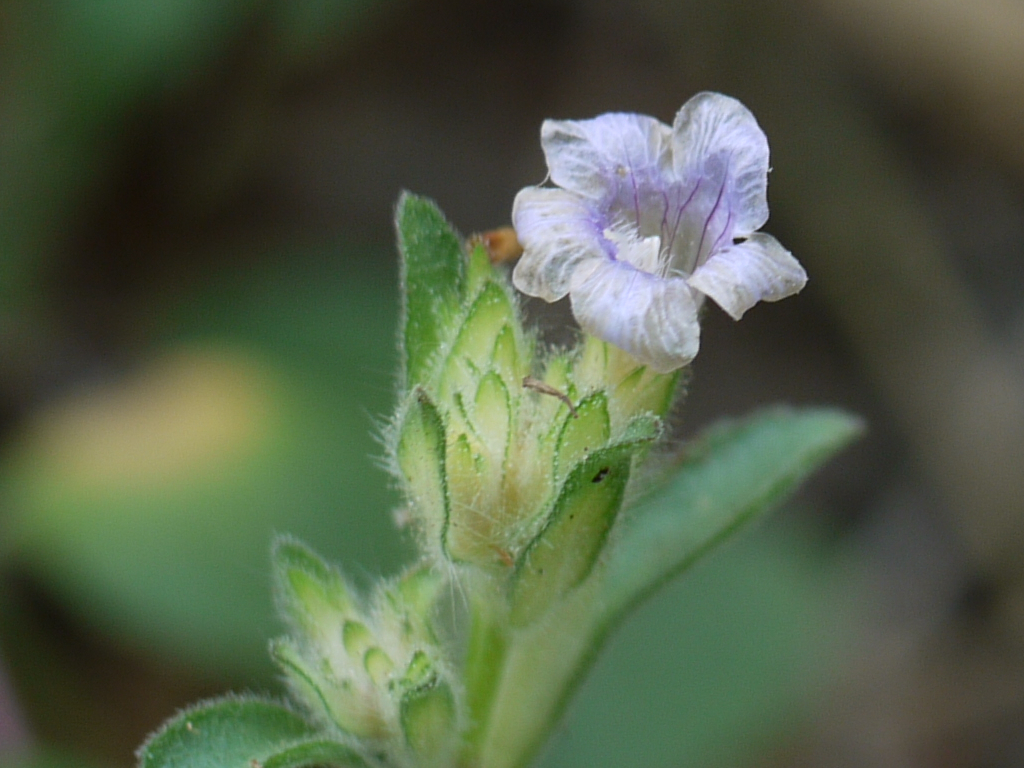
Hemigraphis crenata
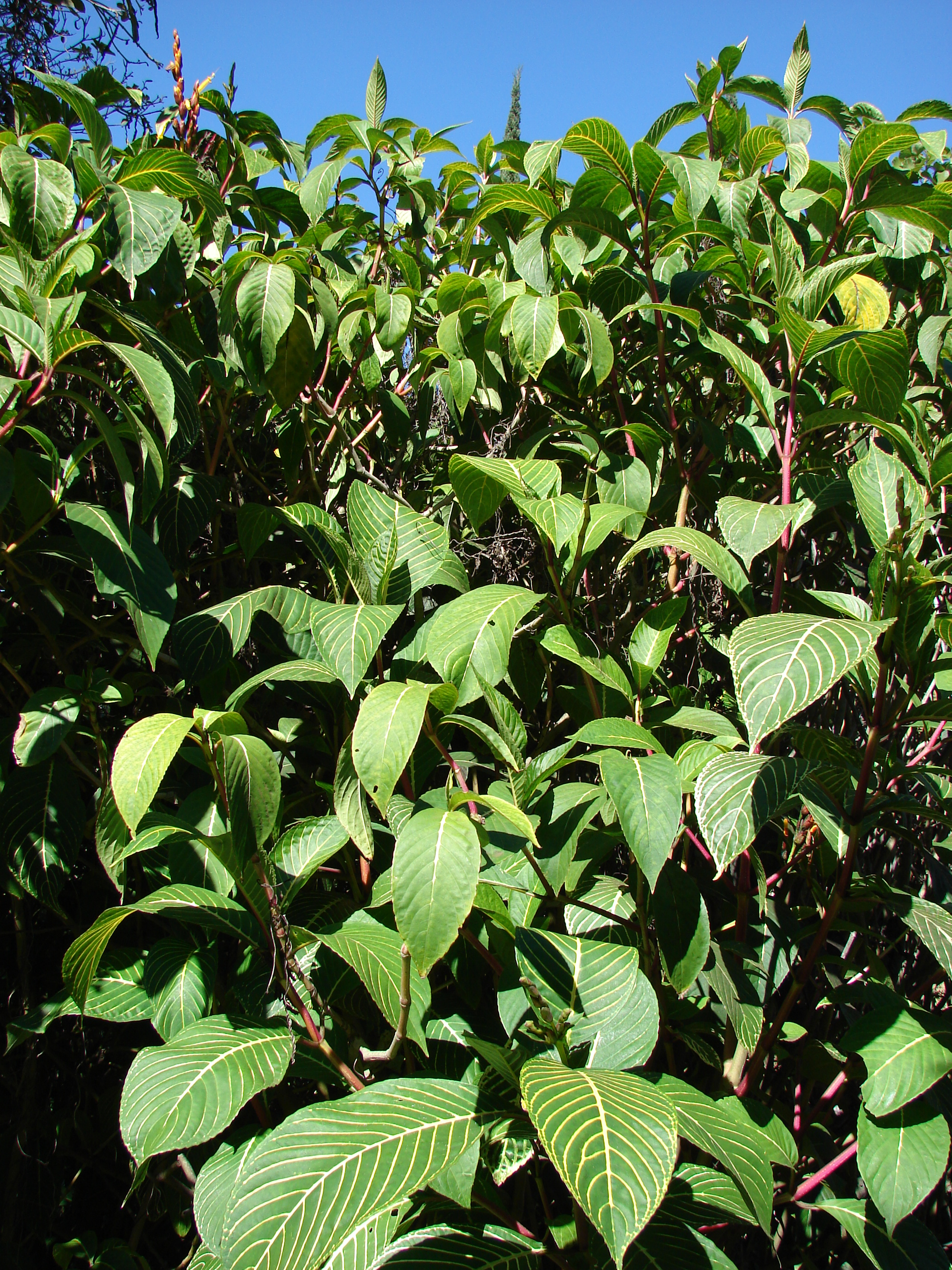
Sanchezia speciosa
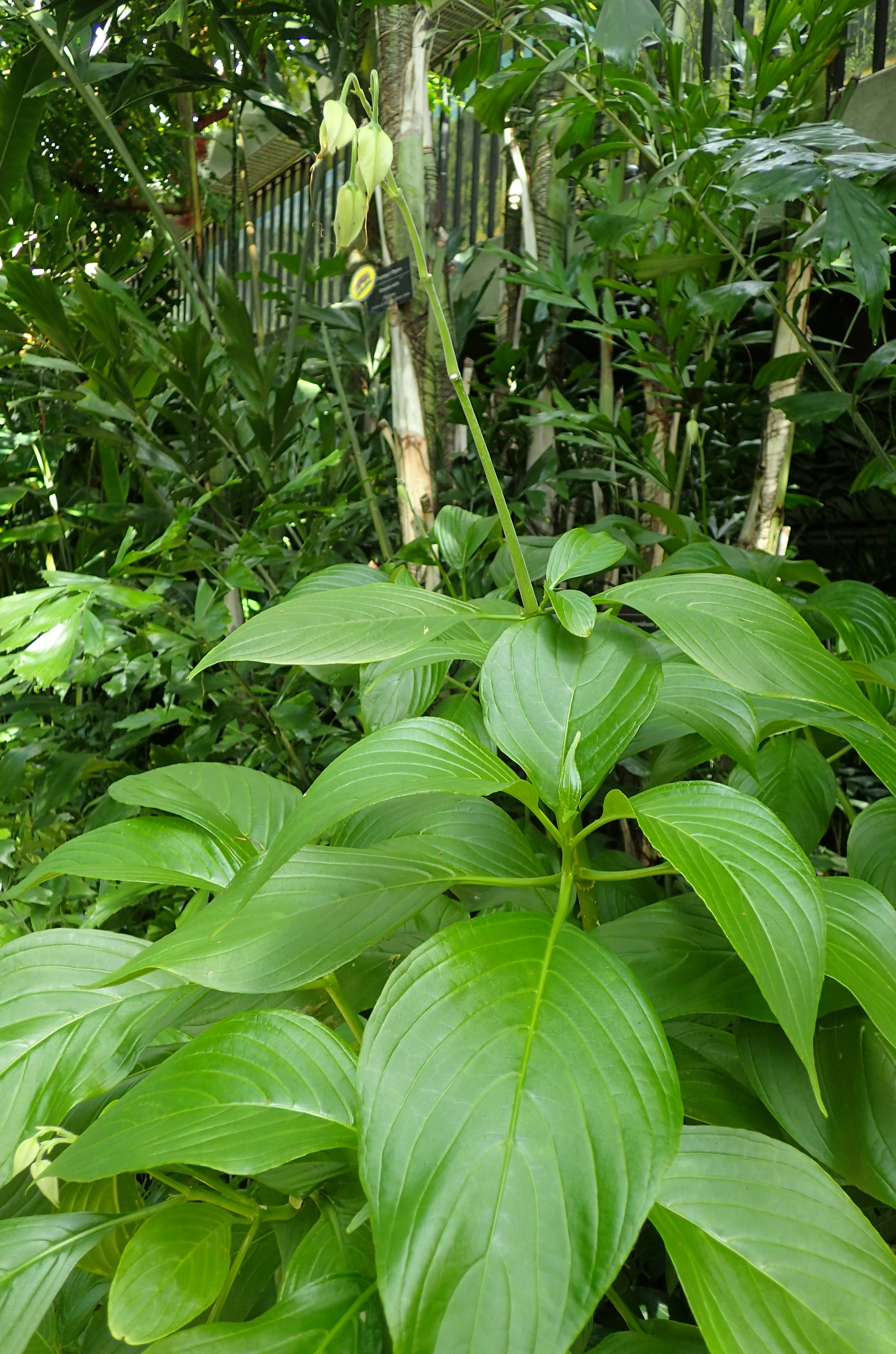
Louteridium panamensis
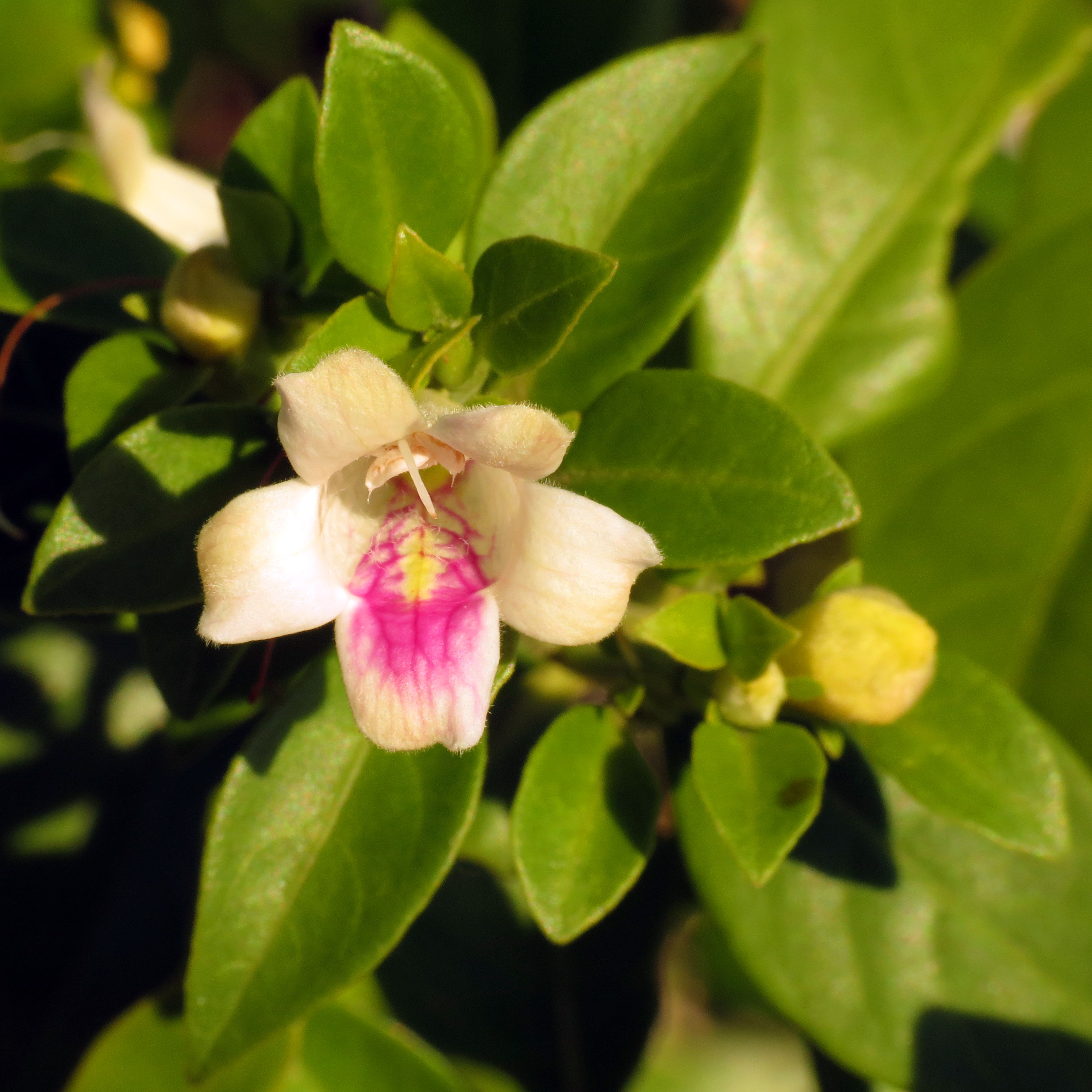
Bravaisia berlandieriana

Tribù Whitfieldieae

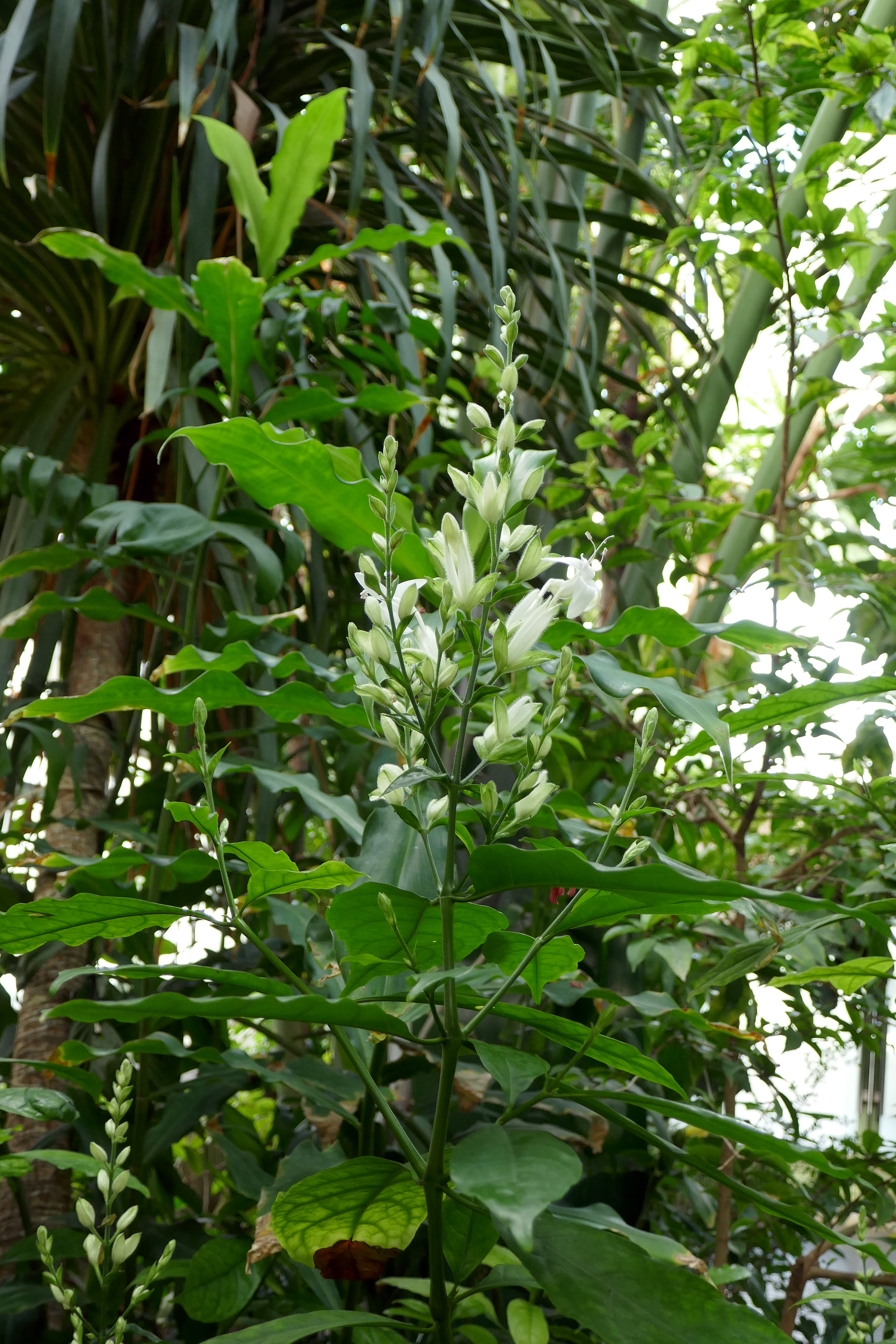
Whitfieldia elongata
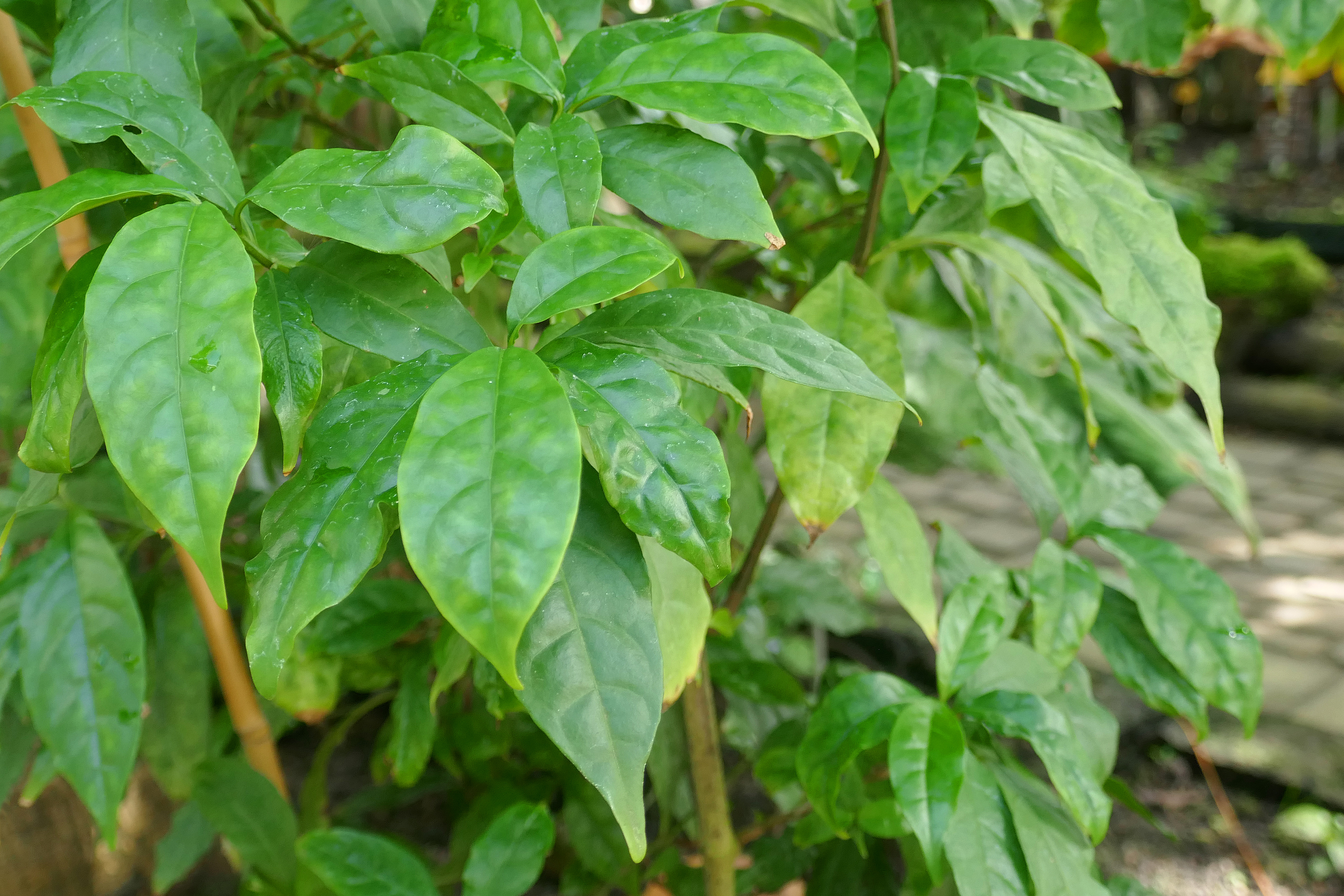
Whitfieldia elongata
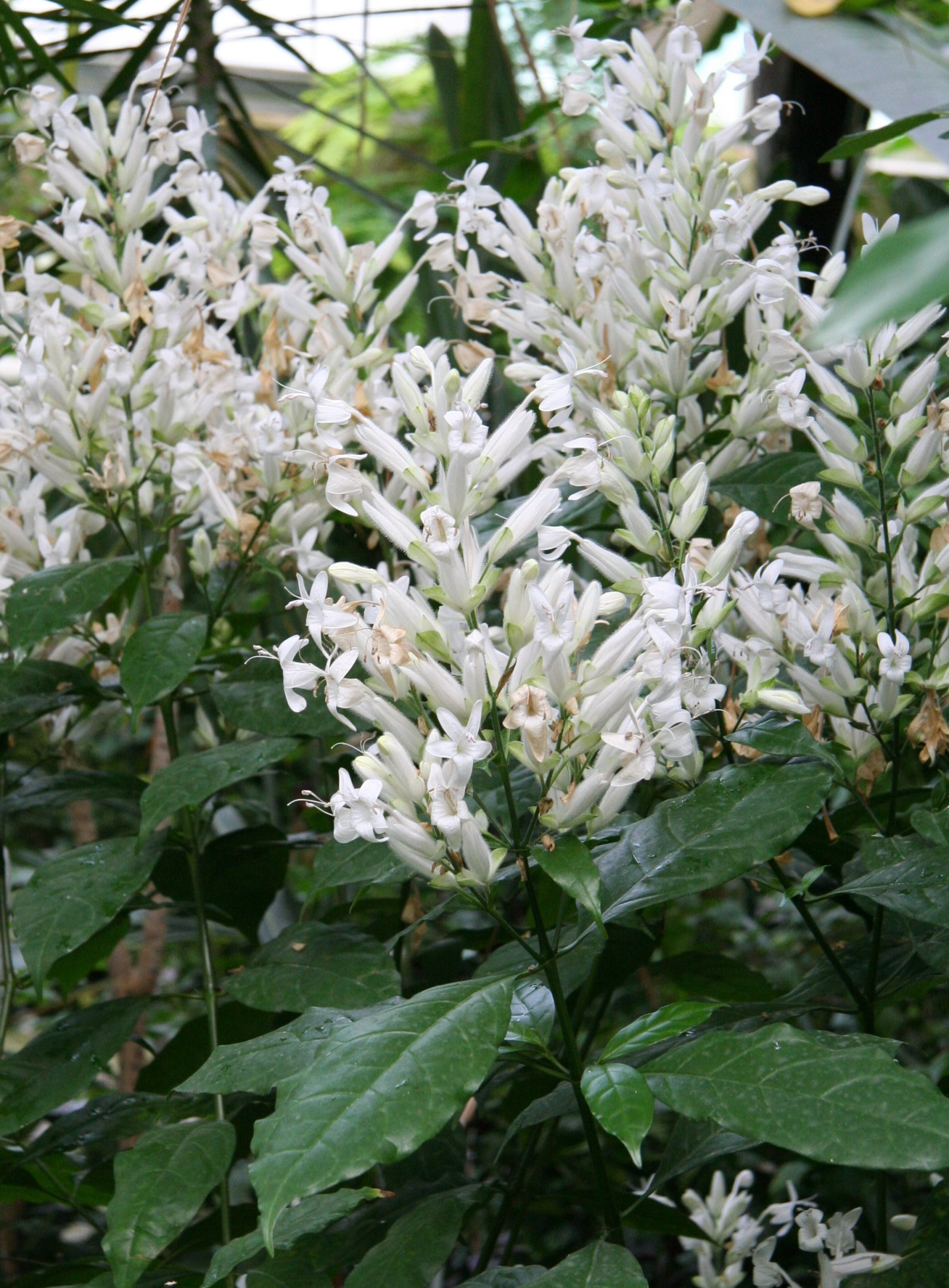
Whitfieldia elongata
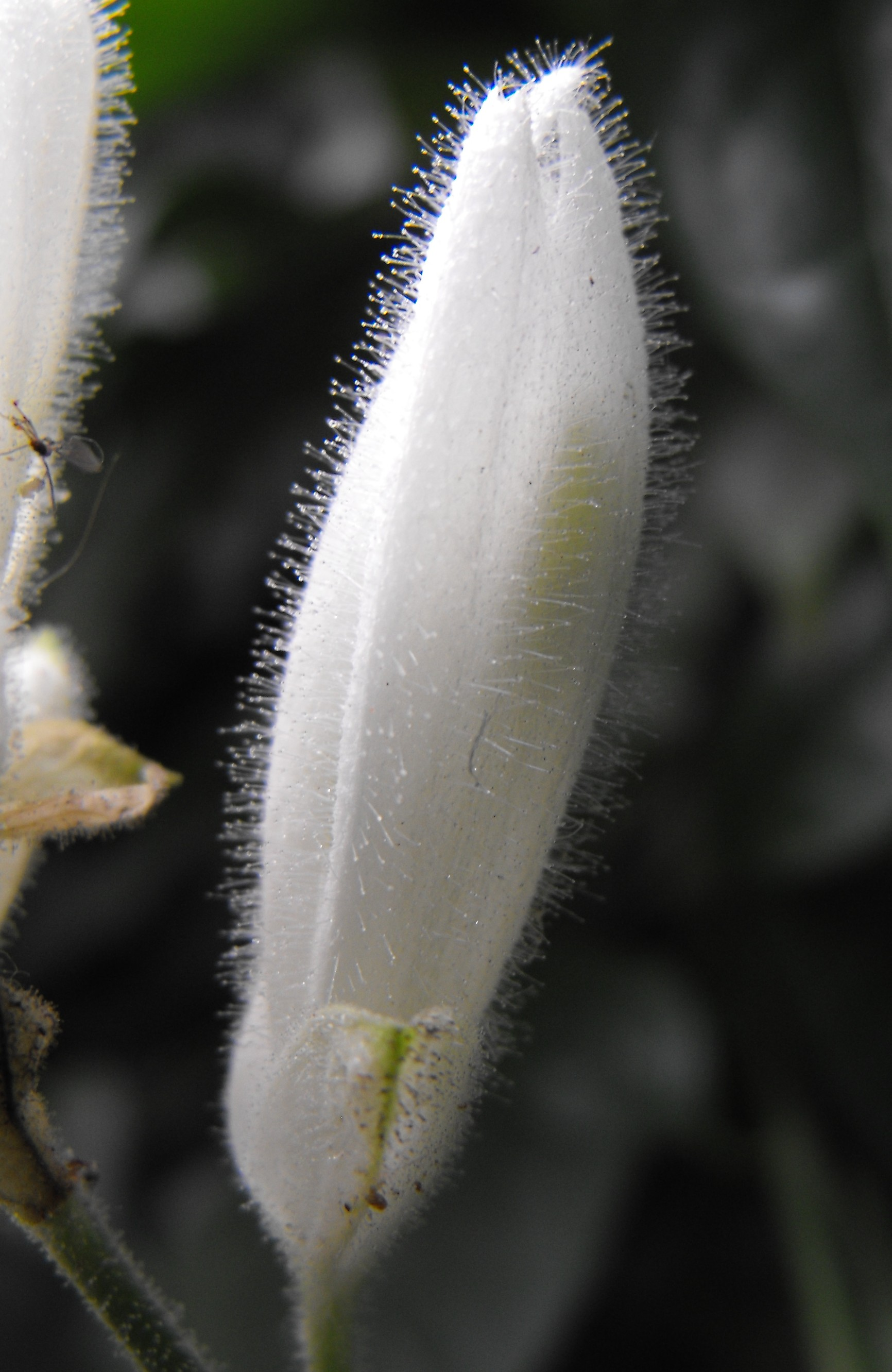
Whitfieldia elongata